# Sagrada Família
Vous lisez un « article de qualité » labellisé en 2010.
Pour les articles homonymes, voir Sagrada Família (homonymie).
La Sagrada Família (nom complet en catalan : Temple Expiatori de la Sagrada Família ; en espagnol : Templo Expiatorio de la Sagrada Familia ; en français : « temple expiatoire de la Sainte Famille ») est une basilique de Barcelone dont la construction a commencé en 1882.
C’est l’un des exemples les plus connus du modernisme catalan et un monument emblématique de la ville. Œuvre inachevée de l'architecte Antoni Gaudí, la Sagrada Família est située dans le quartier du même nom (district de l’Eixample). L’architecte a conçu une minutieuse symbologie qui fait de cet édifice un poème mystique. Il a également fait preuve d'une grande audace de construction formelle, telle que la manière de concevoir la structure d’arc en chaînette ou la combinaison des traitements sculpturaux naturalistes et de l’abstraction des tours. Selon des données de l’année 2004, la Sagrada Família est le monument le plus visité d’Espagne, dépassant l’Alhambra de Grenade et le musée du Prado à Madrid ; en 2012, elle a attiré plus de 3,2 millions de visiteurs. La partie du monument réalisée du vivant d’Antoni Gaudí — la crypte et la façade de la Nativité — a été déclarée patrimoine de l’humanité par l’Unesco en 2005.
Puisqu'il s'agit d’un temple expiatoire, les travaux sont exclusivement financés grâce à l’aumône. En conséquence, il n’a pas été possible de construire simultanément les différentes parties du monument lorsqu’il l’eût fallu, mais depuis les années 1990, l’affluence de visiteurs et le renom mondial de l’œuvre ont fait évoluer la situation économique.
La basilique a été consacrée par le pape Benoît XVI le 7 novembre 2010 ; le siège de l’archevêché de Barcelone reste toutefois la cathédrale Sainte-Eulalie, édifice construit à l’époque médiévale et situé au cœur du quartier gothique.

## Histoire
Chronologie de la construction de la Sagrada Família, :
- 1866 : création de l’Association des Dévots de Saint-Joseph par Josep Maria Bocabella.
- 1881 : achat des terrains. Francisco de Paula del Villar y Lozano chargé des travaux.
- 1882 : première pierre, début des travaux de la crypte.
- 1883 : démission de Francisco de Paula del Villar au profit de Gaudí.
- 1884 : Gaudí est officiellement architecte de la Sagrada Família.
- 1885 : premier projet de Sagrada Família et maquettes.
- 1886 : les sept chapelles de la Crypte sont construites.
- 1887 : construction du bâtiment du vicaire. Gaudí y installe ses bureaux.
- 1889 : début de la construction de l’abside.
- 1891 : premières études sur la façade de la Nativité.
- 1892 : début des travaux de la façade de la Nativité. Décès de Josep Maria Bocabella.
- 1893 : fin des travaux dans la crypte et l’abside.
- 1894 : la façade de l’abside est complète.
- 1895 : début de la construction du cloître.
- 1898 : premiers croquis de la façade de la Passion.
- 1899 : début d’installation des sculptures de la Nativité.
- 1900 : fins des travaux de l’archivolte centrale.
- 1905 : début d’élévation des clochers Saint-Barnabé et Saint-Mathieu.
- 1908 : présentation du projet au Salon d’Architecture de l’Exposition des Beaux Arts de Paris.
- 1909 : construction de l’école de la Sagrada Família.
- 1910 : exposition de maquettes en plâtre au Grand Palais de Paris.
- 1914 : débuts de problèmes budgétaires.
- 1917 : conception de la Façade de la Passion.
- 1918 : fondations des tours de Marie et de Barnabé. Décès de mécènes.
- 1920 : Le Corbusier visite le chantier. Maquette de la sacristie.
- 1922 : premiers croquis de la façade de la Gloire.
- 1923 : modèles en plâtre de la nef.
- 1925 : la tour Saint-Barnabé est achevée le 30 novembre.
- 1926 : mosaïque du clocher nord. Gaudí est renversé par un tramway et décède le 10 juin.
- 1930 : les quatre campaniles de la façade de la Nativité sont achevés.
- 1932 : début des travaux du cyprès du pinacle central.
- 1935 : les portails de l’Espoir et de la Foi sont achevés.
- 1936 : début de la guerre civile. La crypte, l’école et l’atelier de Gaudí sont brûlés. Les maquettes sont brisées.
- 1939 : fin de la guerre civile. Restauration des maquettes par Francesc Quintana et ses collaborateurs.
- 1948 : reprise des travaux du transept sud-ouest avec les matériaux restants.
- 1952 : construction d’un perron et illumination de la façade de la Nativité.
- 1953 : vote de la construction de la façade de la Passion.
- 1954 : début des travaux de la façade de la passion. Les architectes sont Quintana, Puig Boada et Bonet Garí.
- 1957 : fin des travaux de la chapelle Baptiste dans la crypte.
- 1958 : début des travaux de fondation des campanules de la façade de la Passion.
- 1961 : ouverture du musée de la Sagrada Família dans la crypte.
- 1964 : fin des travaux des conciliabules.
- 1966 : installation des sculptures de l’Annonciation par J. Busquets. Décès de Francesc Quintana.
- 1976 : la façade de la passion est achevée et inaugurée le 9 novembre, pour le 50e anniversaire du décès de Gaudí.
- 1978 : début des travaux des murs des transepts.
- 1986 : fondation de la nef centrale.
- 1990 : installation des premières sculptures de Josep Maria Subirachs sur la façade de la Passion. Controverses.
- 1995 : construction des voûtes des nefs latérales.
- 1998 : début de couverture de la nef centrale par des voûtes.
- 2000 : fin de construction des voûtes de la nef centrale.
- 2001 : construction des quatre colonnes de porphyre de l’autel principal. Premiers vitraux de la façade de la Passion.
- 2002 : début des travaux de la façade de la Gloire.
- 2005 : la partie construite sous la direction de Gaudí (la crypte et la façade de la nativité) est classée au patrimoine mondial de l’Humanité par l’Unesco.
- 2007 : fête pour la célébration des 125 ans de la première pierre du temple.
- 2008 : Le Temple est ouvert au culte.
- 2009 : percement d’un tunnel ferroviaire sous la façade de la Gloire. Début d’élévations de la tour de la Vierge.
- 2010 : couverture totale du bâtiment, installation de grandes orgues.
- 2010 le 7 novembre : consécration du temple par le pape Benoît XVI.
- 2011 : la crypte subit un incendie mineur.
- 2015 : installation du fronton de la façade de la Passion.
- 2018 : installation de la croix majestueuse de la façade de la Passion.
- 2020 : fermeture plusieurs mois pour cause de Covid-19, reprise lente.
- 2021 : fermeture temporaire (toujours pour la même raison), fondations du baptistère, inauguration de la tour de la Vierge.
- 2022 : tours St Marc et St Luc achevées (mais pas officiellement inaugurées).
- 2023 : tours St Jean et St Matthieu achevées, le 12 novembre les 4 tours des évangélistes sont inaugurées.

### Projet initial

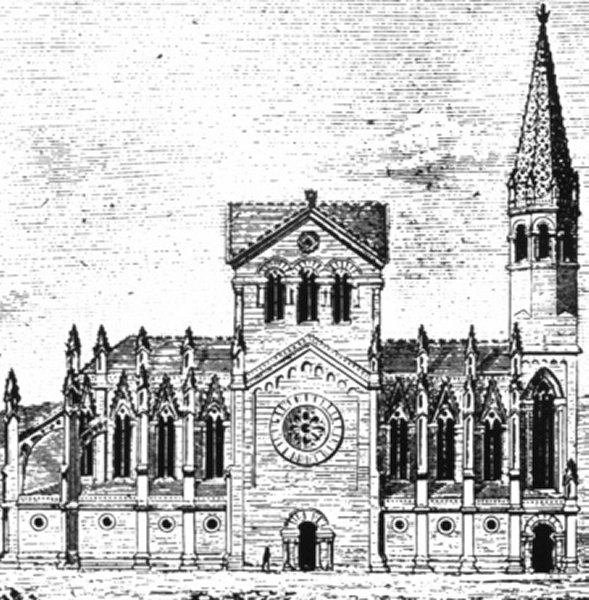
Projet néogothique de Francisco de Paula del Villar y Lozano.

Le 31 décembre 1881, Josep Maria Bocabella, mandaté par « l’association des dévots de Saint-Joseph », acquiert avec de l’argent collecté par l’aumône l’îlot de maisons compris entre les rues Mallorca, Marina, Provença, et Sardenya pour 172 000 pesetas. L’objectif est d’y élever une église dédiée à la Sainte Famille (Saint Joseph, la Vierge Marie et Jésus). En plus de l’église, le projet prévoit la construction d’écoles. Le premier architecte nommé est Francisco de Paula del Villar y Lozano. Il élabore un projet d’église de style néogothique comprenant une nef de trois vaisseaux fermée par un chœur à déambulatoire. Le jour de la Saint-Joseph de 1882, l’évêque José Maria de Urquinaona y Vidot en pose la première pierre en accord avec la proclamation du concile Vatican I qui fait de saint Joseph le patron de l’Église universelle,.
L’idée de Bocabella est de faire de l’édifice une réplique du sanctuaire de Lorette que l’on suppose être la maison de Joseph et de Marie à Nazareth. Francisco de Paula del Villar refuse cette approche. Les désaccords se multiplient entre lui, Bocabella et son assesseur, l’architecte Joan Martorell i Montells. Ce dernier recommande en 1883 son ancien apprenti Gaudí, porteur d’un projet plus ambitieux.

### Nouvel architecte: Antoni Gaudí

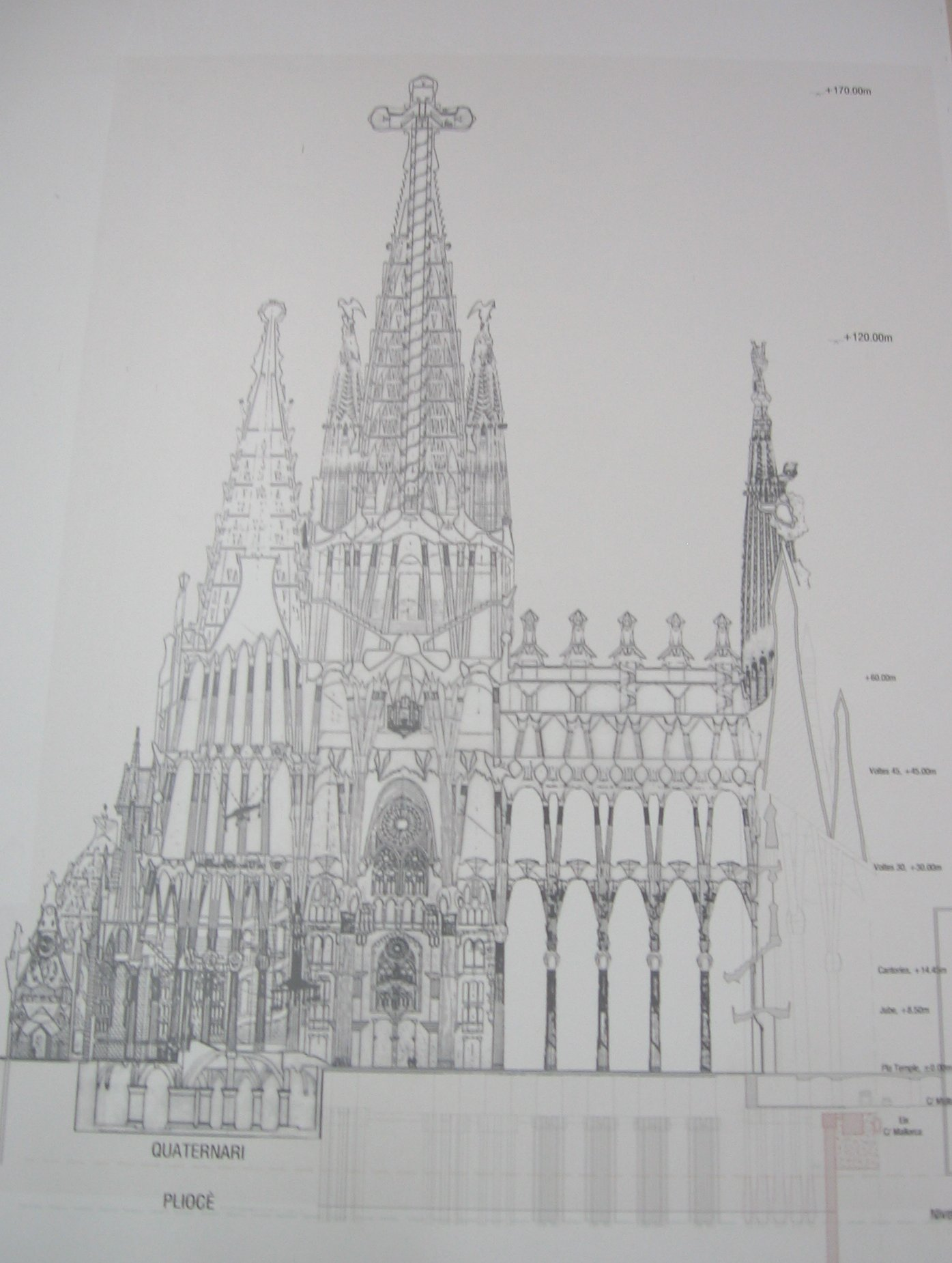
Plan en coupe de la Sagrada Família.

Le projet présenté par Gaudí, alors âgé de 31 ans, constitue un changement total par rapport à celui de Villar. Il prévoit la construction d’un temple à l’architecture issue de son imagination personnelle, de tendance naturaliste-moderniste, formé de cinq nefs, une croisée, une abside, un déambulatoire extérieur, trois façades et dix-huit tours, dont douze pour symboliser les apôtres, quatre pour les Évangélistes (haute de 135 mètres), une pour la Vierge Marie (138,00 mètres surmontée de l'Étoile du matin) et la plus haute (de 172,5 mètres), au centre, pour symboliser Jésus-Christ. Ce nouveau projet augmente sensiblement les dimensions de l’église. Les références mystico-religieuses ont une grande importance dans l’œuvre de Gaudí, tant du point de vue strictement iconographique que du point de vue symbolique. Il souhaitait que le temple reflète l'histoire et les mystères de la foi chrétienne. Ainsi, les trois façades représentent trois étapes de la vie du Christ, la Nativité, la Passion et la Gloire. La croisée renvoie à la Jérusalem céleste symbolisant la paix.[réf. nécessaire]
Gaudí voulait faire de cette église l'édifice le plus haut de Barcelone.[réf. nécessaire] Pour soutenir la charge, il introduit de nouveaux moyens, comme l'arc en chaînette et les voûtes hyperboloïdes. La longueur est de 120 m et la largeur de 45 m. La superficie totale sera de 4 500 mètres carrés pour une capacité d'accueil de 14 000 personnes. Les proportions sont calculées à partir d'un quadrilatère de 7,5 m par 7,5 m. Toutes les mesures sont des multiples de ce quadrilatère.[réf. nécessaire]
Le nouvel architecte est accepté avec un grand enthousiasme par le promoteur. Gaudi dédie le reste de sa vie à cette œuvre et consacre ses quinze dernières années exclusivement à sa réalisation.[réf. nécessaire]
En décembre 1884, Gaudí signa le projet dans la chapelle Saint-Joseph, dans l’abside de la crypte, en présence de ses disciples Llorenç Matamala i Piñol et Carles Mani. La crypte fut inaugurée le 19 mars 1885. Cette année-là une équipe comprenant huit manœuvres, dix tailleurs de pierres, douze sculpteurs et un nombre indéterminé de charpentiers et de serruriers travailla au chantier.
En 1891 les travaux de la façade de la Nativité commencèrent.

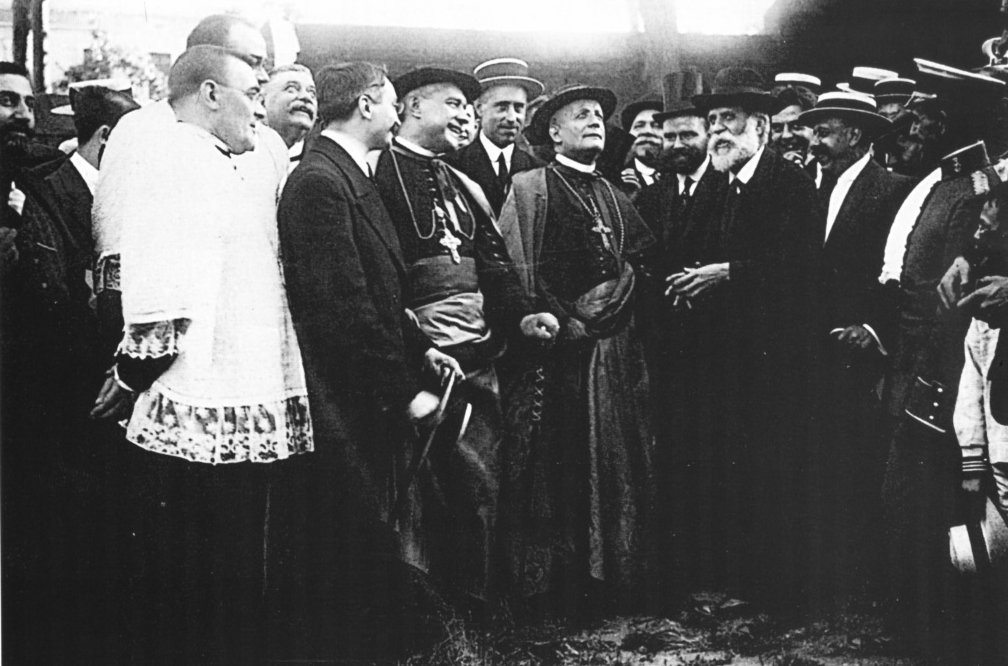
Gaudí présente l'avancement des travaux du temple aux représentants du Vatican (1915). À cette occasion, Francesco Ragonesi qualifie Gaudí de « Dante de l’architecture ».

Gaudí comprit qu’il ne verrait jamais son œuvre achevée et qu’à sa mort, le projet risquait d’être amputé par manque de financements ou d’intérêt. Il pensait que s’il construisait d’abord la nef centrale pour ensuite l’agrandir progressivement avec l’érection des tours, de l’abside, et de ses façades, le projet pourrait être modifié et le chantier s’arrêter dès que l’église pourrait remplir sa fonction de lieu de culte. Pour cette raison, il décida d’élever au maximum de leurs hauteurs des parties significatives mais peu fonctionnelles et extérieures au temple. De cette manière, il rendit impossible la modification de la hauteur prévue : les parties construites ne trouveraient leur utilité que lorsque le temple serait intégralement terminé. Chose plus importante encore, il laissa une marque importante de son style architectural très personnel, ce qui servit de guide à sa mort pour la poursuite du chantier. Gaudí ne vit construites que la façade de la Nativité, la tour Saint-Barnabé et une partie du côté extérieur du mur de l’abside.
En 1906, une fois les travaux de la « casa Milà » achevés, Gaudí se concentra presque exclusivement au projet de la Sagrada Família, en concevant les plans du temple et en dirigeant la construction. Ce chantier occupa toute sa carrière durant un quart de siècle. Il mourut à cette tâche alors même que l'église était à peine commencée.
Renversé par un tramway, Antoni Gaudí décéda le 10 juin 1926. Il est enterré dans la crypte, dans la chapelle dédiée à la Mère de Dieu des Carmes le 12 juin 1926.

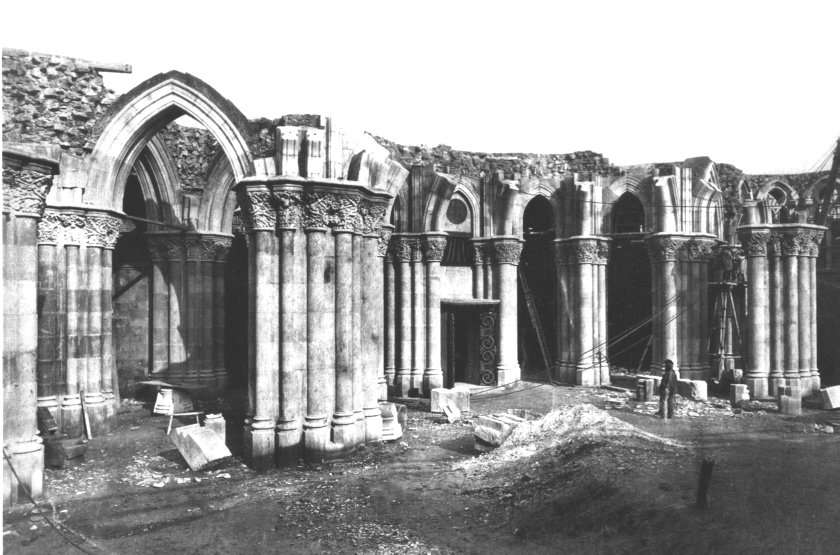
La crypte en 1886.
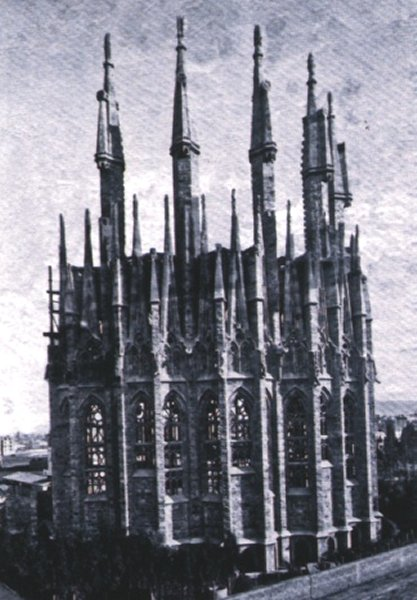
L’abside en 1893.
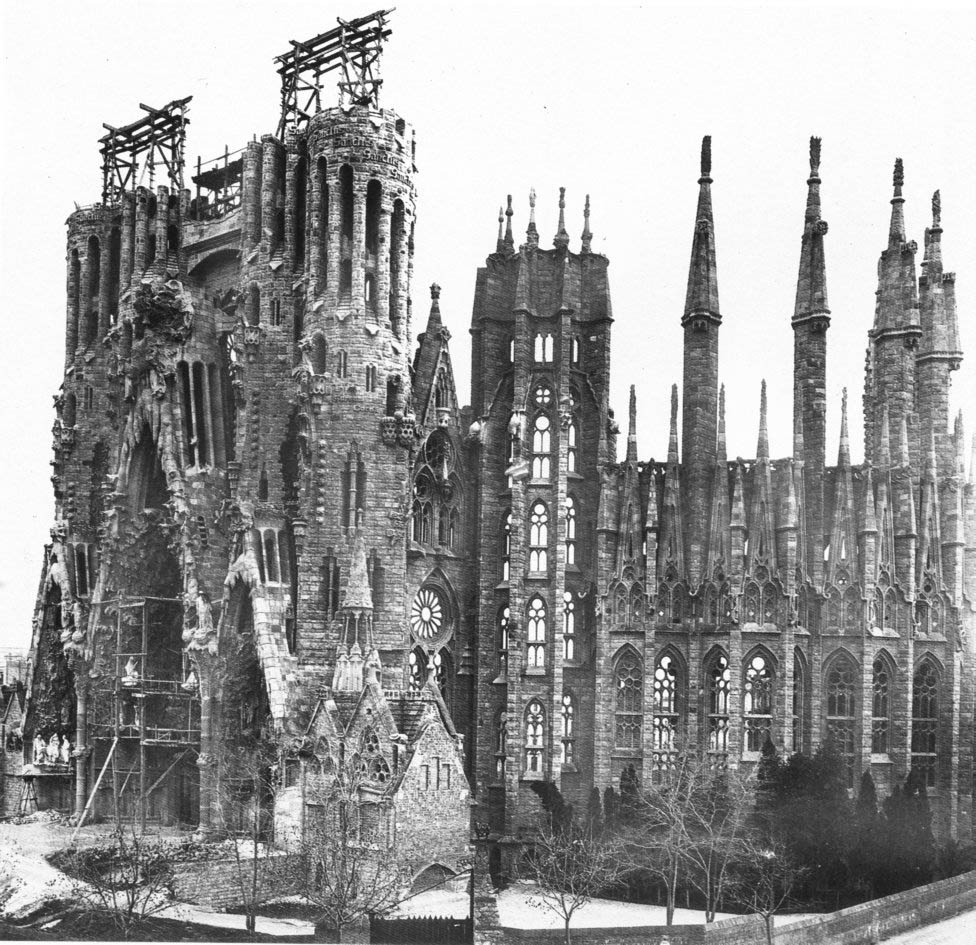
Façade de la Nativité en 1908.
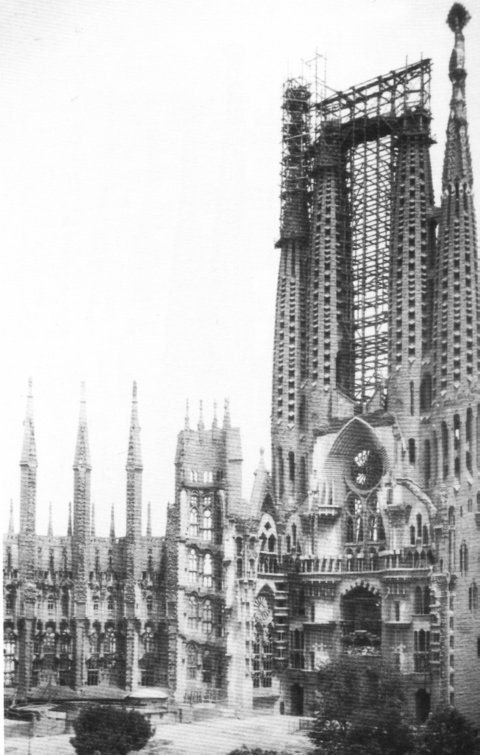
La Sagrada Família en 1928.

### Héritage du maître

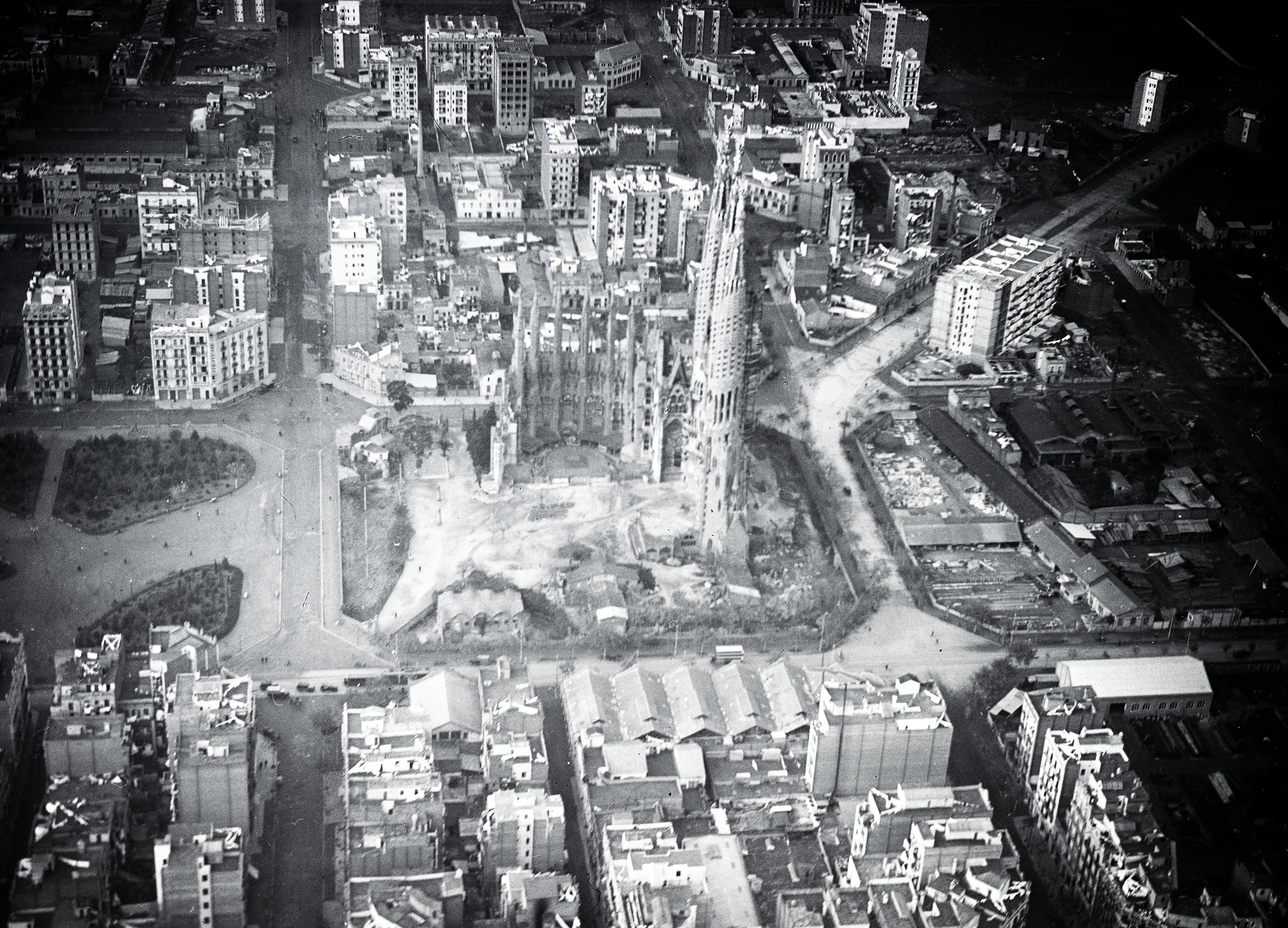
Sagrada Família en construction en 1930. Photographie de Walter Mittelholzer, ETH-Bibliothek.

De 1926 à 1936, l’assistant de Gaudí, Domènec Sugrañes acheva les travaux des trois tours qui restaient à construire pour terminer l’ensemble de la façade de la Nativité.
Le 10 juillet 1936, la majeure partie de l’atelier de Gaudí fut incendiée par des anticléricaux catalans. En raison de la destruction des ébauches, des maquettes, des modèles du temple et d’informations sur la manière de travailler tout à fait particulière de Gaudí, il ne resta aucun plan directeur indiquant comment terminer l’ouvrage. Aussi, quand en 1944, on reprit la construction de la Sagrada Família, il fallut définir dans un premier temps comment procéder pour la poursuite du chantier, tout en restant le plus fidèle possible aux idées de Gaudí. Les architectes Francesc Quintana, Isidre Puig i Boada et Lluís Bonet i Garí s’acquittèrent de cette tâche difficile et Jaume Busquets réalisa ce travail pour les sculptures.
L’association des dévots de Saint-Joseph vota la construction de la façade de la Passion en 1953. Les travaux de fondation commencèrent l’année suivante, les tours furent achevées et inaugurées pour le cinquantième anniversaire de la mort de Gaudí en 1976. La construction de la crypte s’acheva en 1958 et le musée ouvrit en 1961.
Josep Maria Subirachs commença en 1986 le statuaire de la façade de la Passion. L’installation des premières statues en 1990 provoqua de nombreuses polémiques en raison de leur style contemporain et aride, très différent de celui que Gaudí appliqua à sa façade de la Nativité. Les travaux des voûtes des nefs commencèrent en 1995 par les collatéraux, suivis en 2000 par la nef centrale. La couverture du temple a été complétée en 2010.

### Période contemporaine

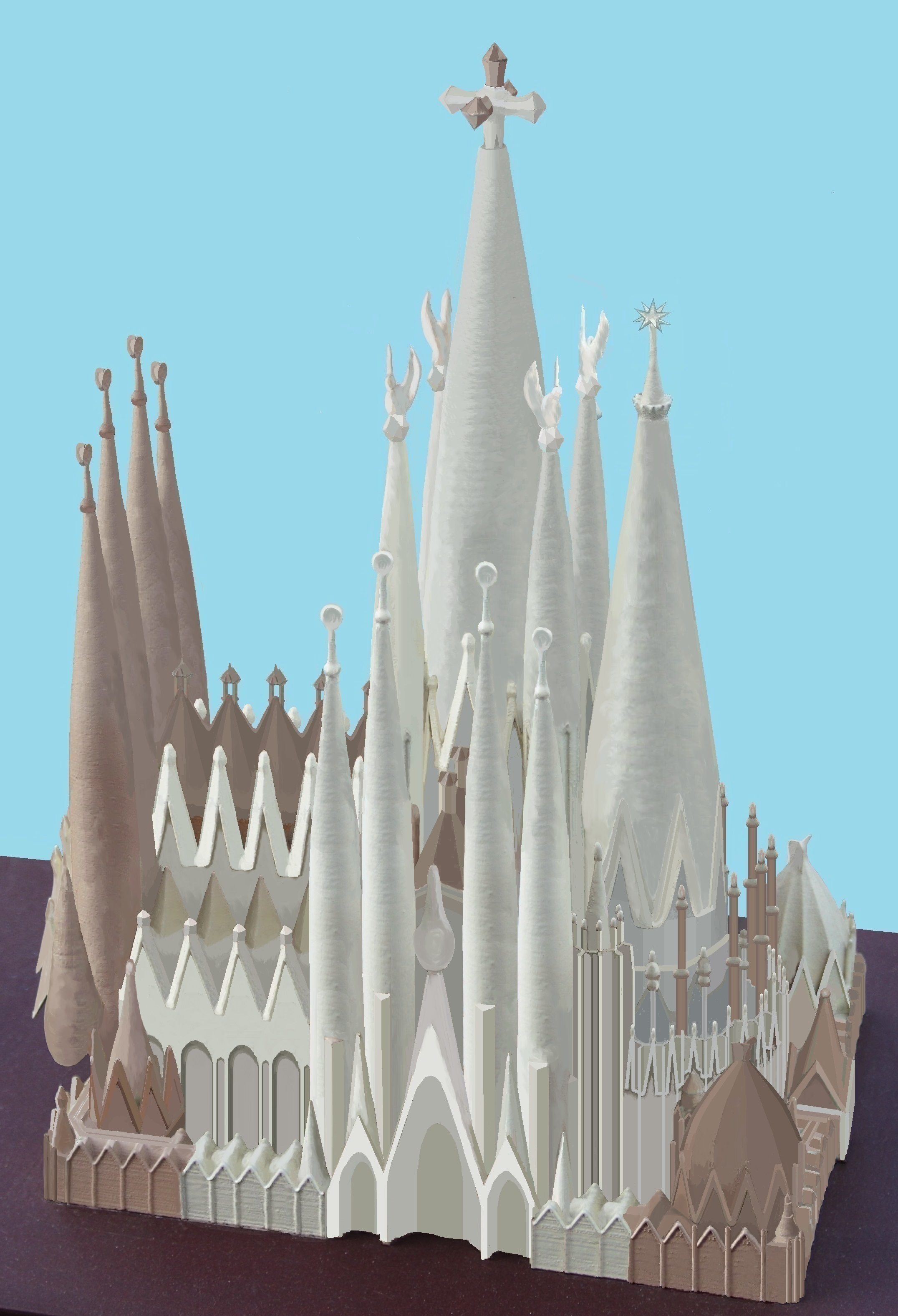
Les parties restant à construire sont représentées en marron sur cette maquette (2025)

Depuis 1985, les travaux sont sous la direction de Jordi Bonet i Armengol,. Les faiblesses dans les matériaux utilisés pour la crypte obligent à procéder à des renforcements. Ceux-ci se terminent en 2002. Cette même année voit le début des travaux de la façade de la Gloire. Trois ans après, en 2005, la partie construite sous la direction de Gaudí (la crypte et la façade de la Nativité) est classée au Patrimoine mondial par l’Unesco.
Le 18 mars 2007, la célébration des 125 ans de la première pierre du temple donne lieu à une cérémonie et à une fête. Des sardanes dont La Santa Espina sont jouées au pied du temple. La Sagrada Familia est ouverte au culte conformément au souhait de Joan Rigol. En 2009, les premières structures de la tour de la Vierge apparaissent. L’église est consacrée par le pape Benoît XVI le 7 novembre 2010,, avec le titre de basilique mineure.
Le jeudi 18 octobre 2018, après 136 ans d'attente, le groupement de la Sagrada Familia et la mairie de Barcelone ont signé un accord pour que la Basilique obtienne enfin un permis de construire. Le permis est délivré en 7 juin 2019,,.
D’après des estimations basées sur les avancées des techniques modernes et la croissance des dons, la construction aurait dû s’achever en 2026 (estimation d'avant le Covid-19) pour le centenaire de la mort de Gaudí. Toutefois les travaux de finition devraient continuer encore au moins cinq ans.
Le 11 mars 2020, à cause de la pandémie de Covid-19 en Espagne, la construction est arrêtée et la basilique fermée. C’est la première fois que la construction est stoppée depuis la guerre civile. Les travaux essentiels ont pu reprendre le 4 juillet 2020.

## Financements
La construction de la Sagrada Família n’est financée que par l’aumône et les dons à l’exclusion de tout fonds public. Si certains mécènes de Gaudí sont connus comme Eusebi Güell, la majorité des donateurs est anonyme et les montants inconnus.
La majeure partie des fonds provient des entrées pour la visite du temple. En 2012, 3,2 millions de personnes ont visité le temple. Les tarifs des entrées individuelles s’échelonnent entre 26 € et 37 €.
Après une baisse de 27 % des visiteurs en 2009, le budget alloué à la construction était de 18 millions d'euros.
Les fonds et le rythme de construction sont gérés par la Fundació de la junta constructora del Temple Expiatori de la Sagrada Família, association à but non lucratif autonome et privée créée en 1893 et présidée par l'archevêque de Barcelone. La direction et la coordination des travaux sont déléguées à des professionnels sans intérêt ecclésiastique.

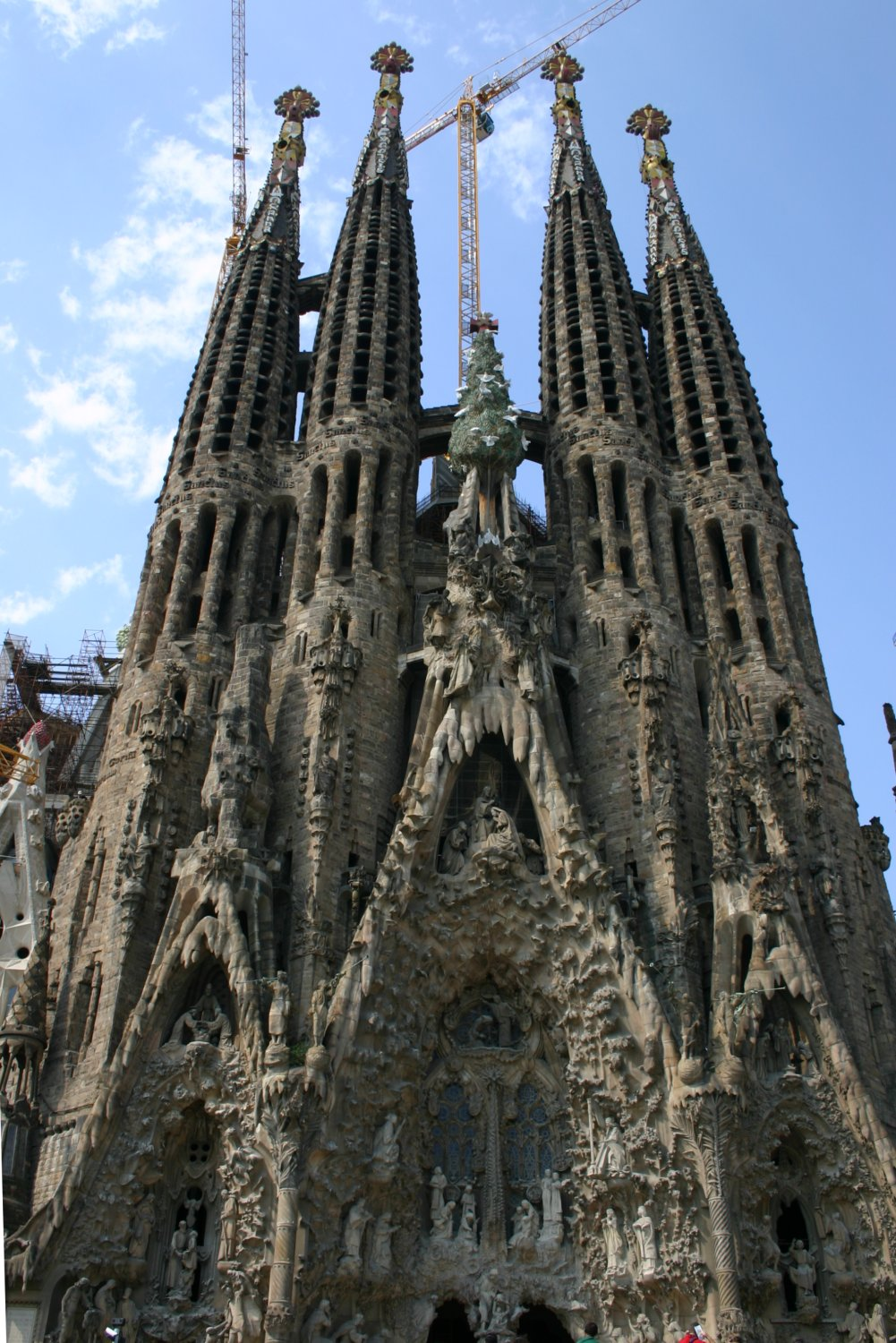
Façade de la nativité. 1891-1936.
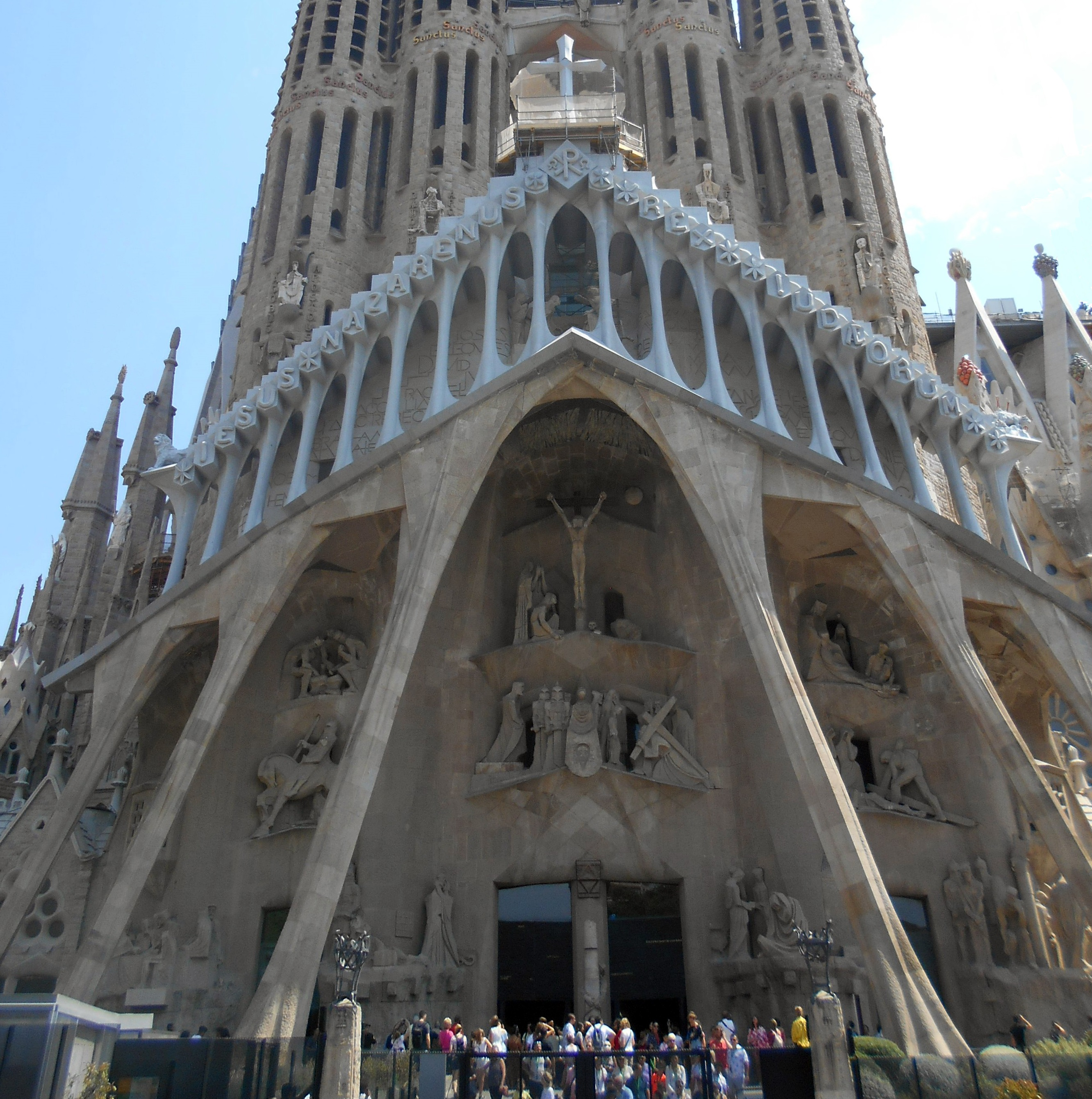
Façade de la passion. 1954-1976 Fronton installé en 2015[réf. souhaitée] Croix majestueuse en 2018[réf. souhaitée].
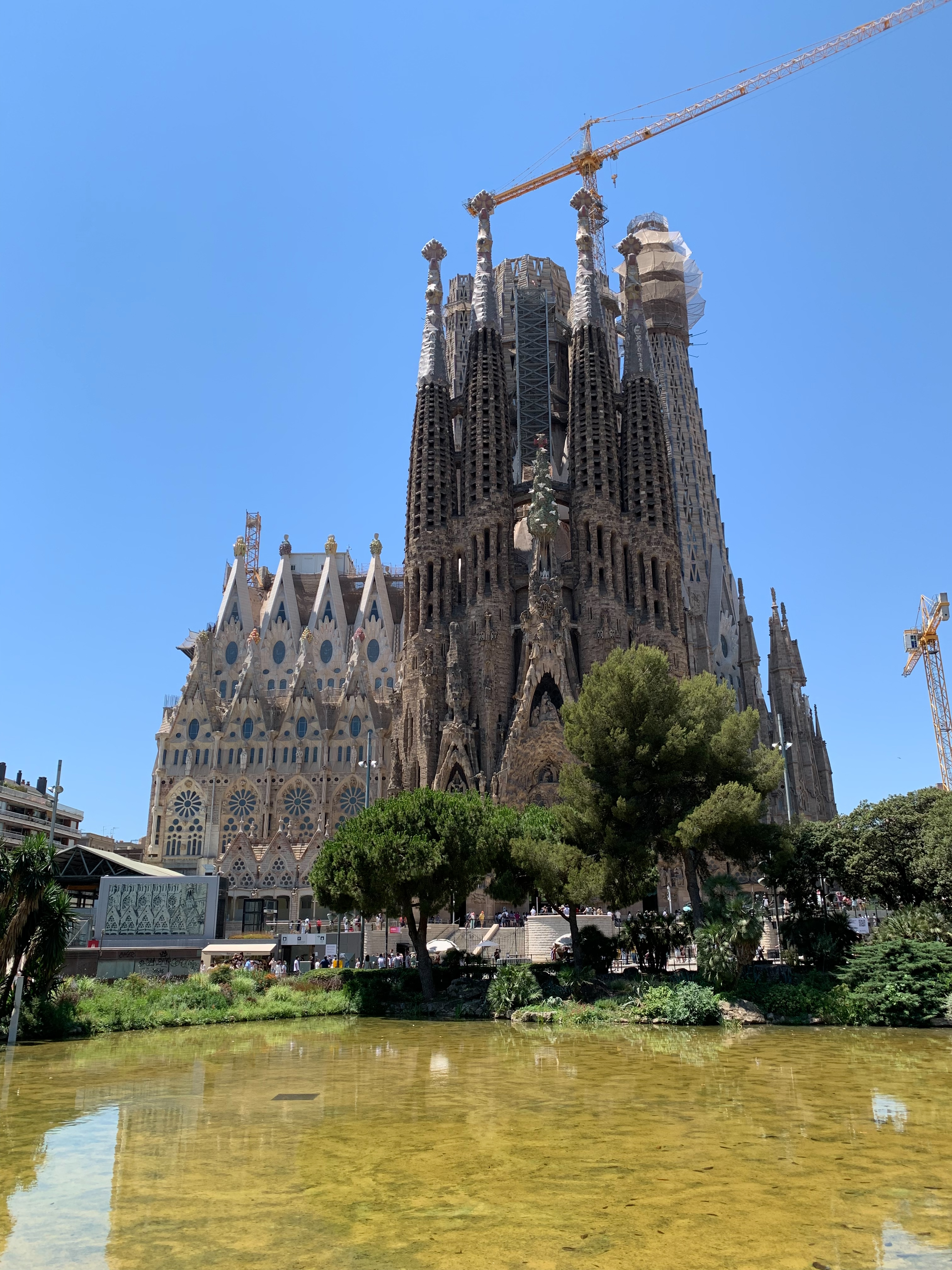
Vue de l'est, depuis la place Gaudi, avec la façade de la nativité,
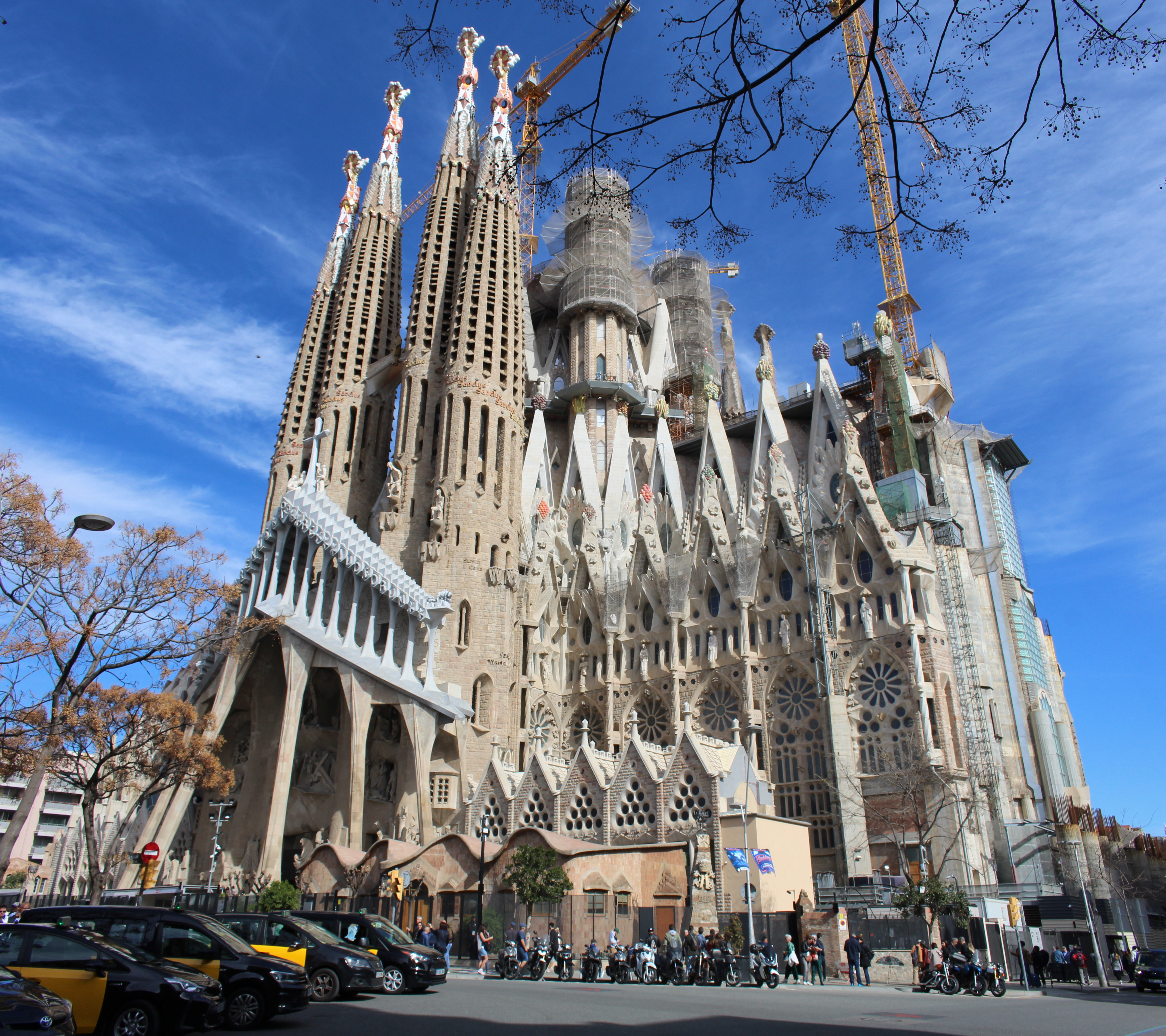
Vue sud-ouest en 2019 l'avancement de la façade de la Gloire (à droite) reste à l'arrêt pour l'instant[Quand ?].
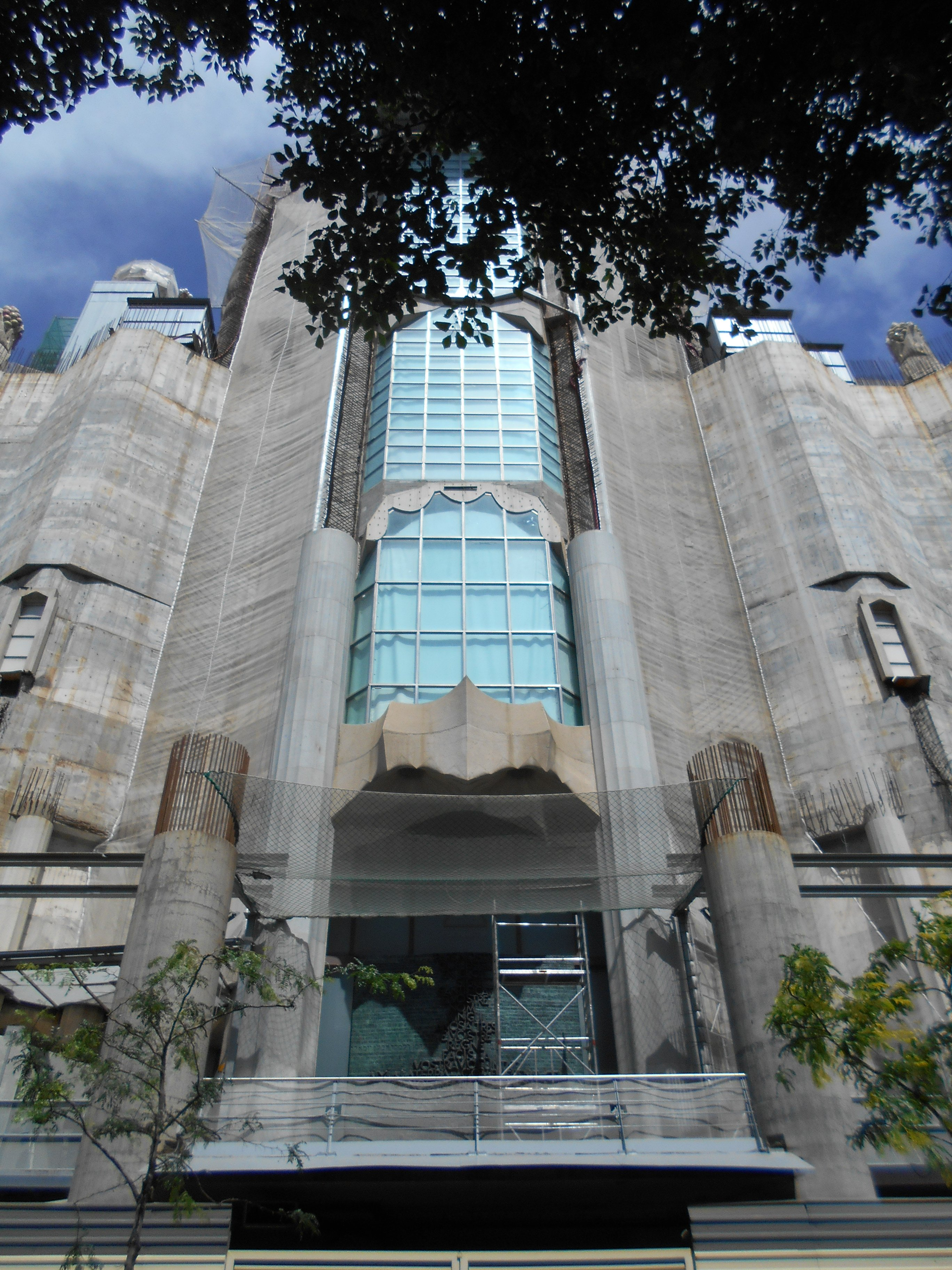
Façade de la Gloire en 2016.
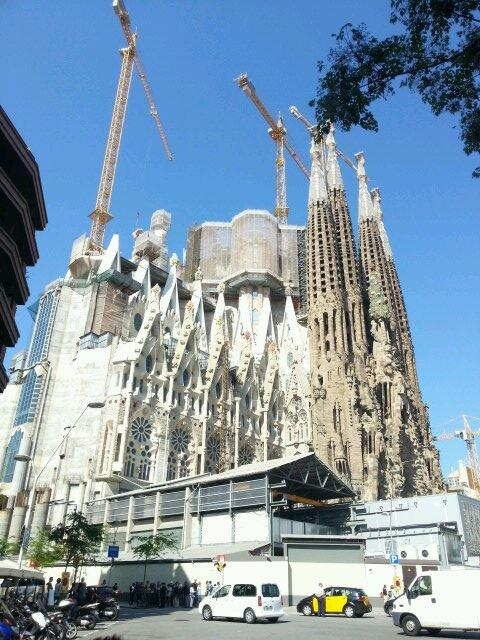
La tour centrale en construction en 2014.
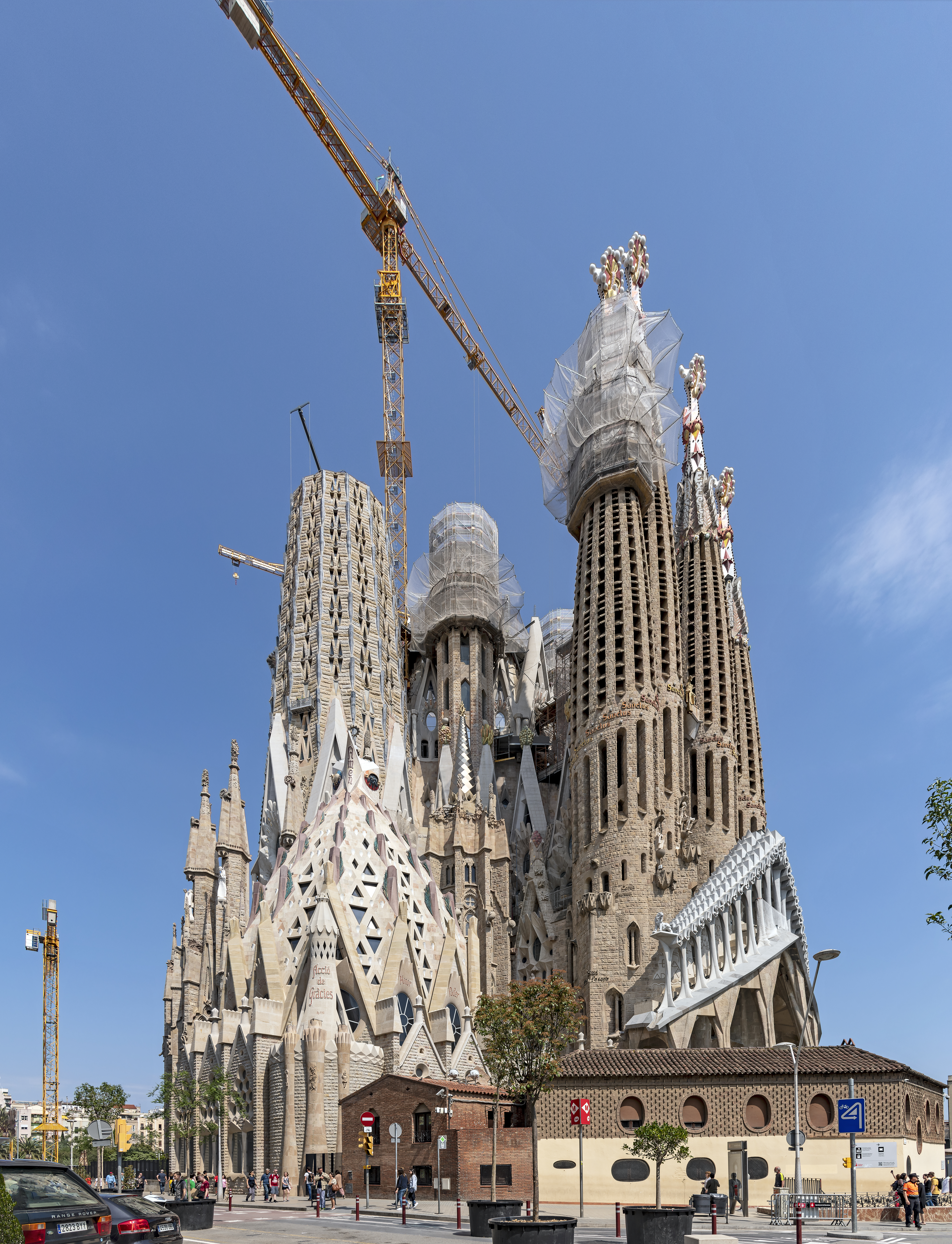
Abside en 2018

## Description du bâtiment

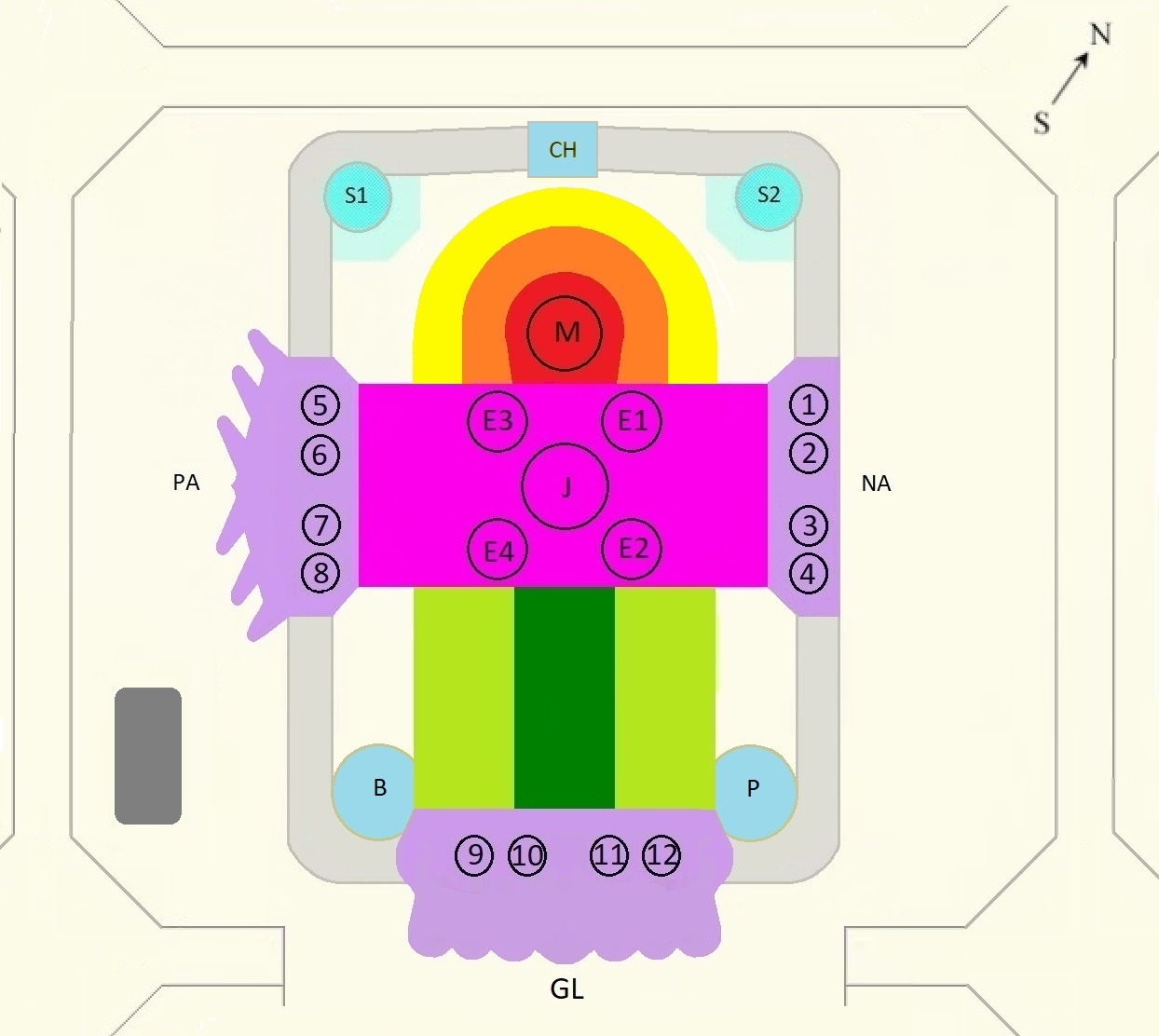
Vue en plan de la Sagrada Familia
abside
déambulatoire
chœur
transept
façades
nef principale
collatéraux
cloître
reconstruction de l'école
NA : façade de la Nativité
PA : façade de la Passion
GL : façade de la Gloire
B : baptisphère
CH : chapelle de l'assomption
P : pénitencier, ou chapelle des sacrements
S1 : sacristie ouest
S2 : sacristie est
1 : tour de Mathias 98 m
2 : tour de Jude 107 m
3 : tour de Simon 107 m
4 : tour de Barnabé 98 m
5 : tour de Jacques le mineur 107 m
6 : tour de Barthélémy 112 m
7 : tour de Thomas 112 m
8 : tour de Philippe 107 m
9 : tour d'André 112 m
10 : tour de Pierre 117 m
11 : tour de Paul 117 m
12 : tour de Jacques le majeur 112 m
E1 : tour de Luc 135 m
E2 : tour de Jean 135 m
E3 : tour de Marc 135 m
E4 : tour de Mathieu 135 m
M : tour de Marie 138 m
J : tour de Jésus 170 m

Gaudí avait de solides connaissances liturgiques, sur lesquelles il a pu appuyer ses réflexions pour définir une nouvelle architecture religieuse.
Le plan au sol de l’édifice au-dessus de la crypte est une croix latine classique comprenant une nef de cinq vaisseaux (vaisseau central, la nef, flanqué d’un double collatéral de part et d’autre) ouvrant sur un transept (formant les deux autres vaisseaux) et une abside dotée d’un très grand déambulatoire.
Gaudí conçoit une iconographie complexe qui se base sur la fonction de temple catholique de son édifice et sur le culte religieux dont il adapte tous les éléments aux rites liturgiques. À ces fins, Gaudí s’inspire principalement de L’an Liturgique de Prosper Guéranger. Il s’agit d’une compilation de tous les cultes et festivités religieuses se déroulant dans l’année comme le Missel de Rome et le Cérémonial de l’évêque. Pour Gaudí, la Sagrada Família est un hymne à Dieu dans lequel chaque pierre est une strophe. L’extérieur du temple représente l’Église, à travers les apôtres, les évangélistes, la Vierge et Jésus. La tour principale Lui est dédiée et symbolise le triomphe de l’Église. L’intérieur est une adulation à l’Église universelle. La croisée du transept est une vénération à la Jérusalem céleste formant ainsi une liaison entre les deux.
Gaudi aurait aimé changer l'orientation de l'église, mais les travaux étaient trop avancés.

### Dimensions intérieures
Les dimensions principales du temple sont des multiples de la largeur entre les colonnes, c’est-à-dire multiples de 7,5 mètres (sauf pour l'abside) :
- 7,5 mètres × 2 : largeur de chaque collatéral[44] ;
- 15 × 30 mètres : dimensions de la croisée du transept[44] ;
- 15 mètres : largeur de la nef centrale[44] et de chaque collatéral[44] ;
- 30 mètres : hauteur de la voute des collatéraux[45] ;
- 45 mètres : largeur de la nef principale (nef centrale et collatéraux)[44],[46] ;
- 60 mètres : longueur du transept (entre les façades de la Passion et de la Nativité) et hauteur de la voûte à la croisée du transept[44],[45] ;
- 75 mètres : point le plus haut de l’abside[45] ;
- 90 mètres : longueur de l’ensemble de la façade de la Gloire à l'abside[44].

### Crypte

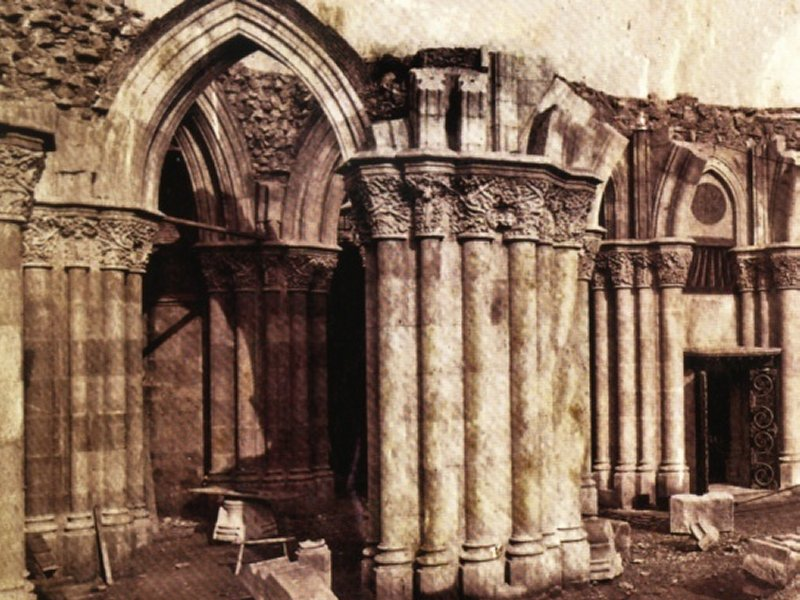
Travaux de la crypte (1885).

L'accès à la crypte se fait par un escalier à gauche de l’abside. Elle est circulaire, de style néo-gothique de 40 × 30 mètres, avec les bords nervurés. La clef de voûte représente principalement l’Annonciation. C’est l’œuvre du sculpteur Joan Flotats i Llucià. Les sept chapelles sont dédiées à l’Immaculée Conception, au Sacré-Cœur et à la famille de Jésus. La chapelle de Joseph est au centre. L’image de saint Joseph est faite dans du bois sculpté par Maximi Sala Sanchez et a été polychromée par le peintre Guixà.
En face se trouvent cinq autres chapelles. Celle du centre contient l’autel principal avec une sculpture de la Sainte Famille. À ses côtés se trouvent la chapelle de la mère de Dieu de Montserrat puis une autre avec un bas relief représentant le Christ en croix, œuvre de Carles Mani i Roig. Cette dernière chapelle contient la sépulture de Josep Maria Bocabella. La chapelle de Notre Dame des Carmes contient la dépouille d’Antoni Gaudí. La crypte est entourée par une mosaïque de style roman réalisée par Mario Maragliano, où sont représentés la vigne et le blé, symboles de l’Eucharistie.
À la suite d’un incendie durant la guerre d’Espagne en 1936, la crypte a dû être restaurée en 1940 par l’architecte Francesc de Paula Quintana. La chapelle baptiste a été le dernier élément de la crypte à être construit en 1958. La crypte sert d’église paroissiale.

### Nef principale et collatéraux

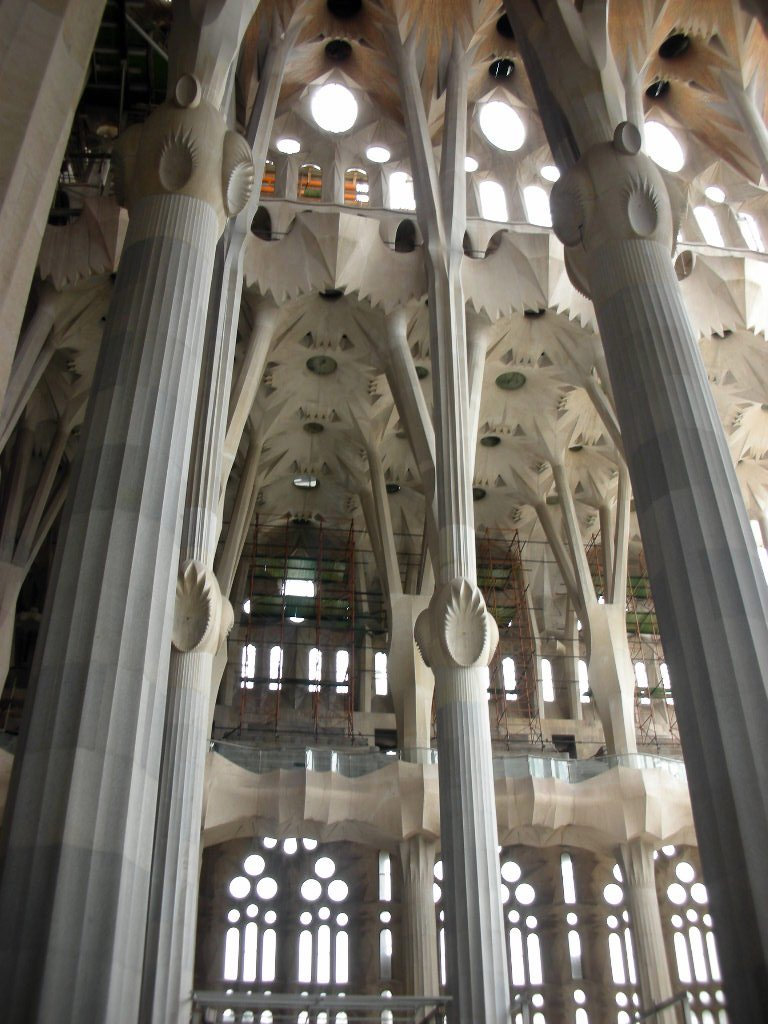
Colonnes de la nef centrale.
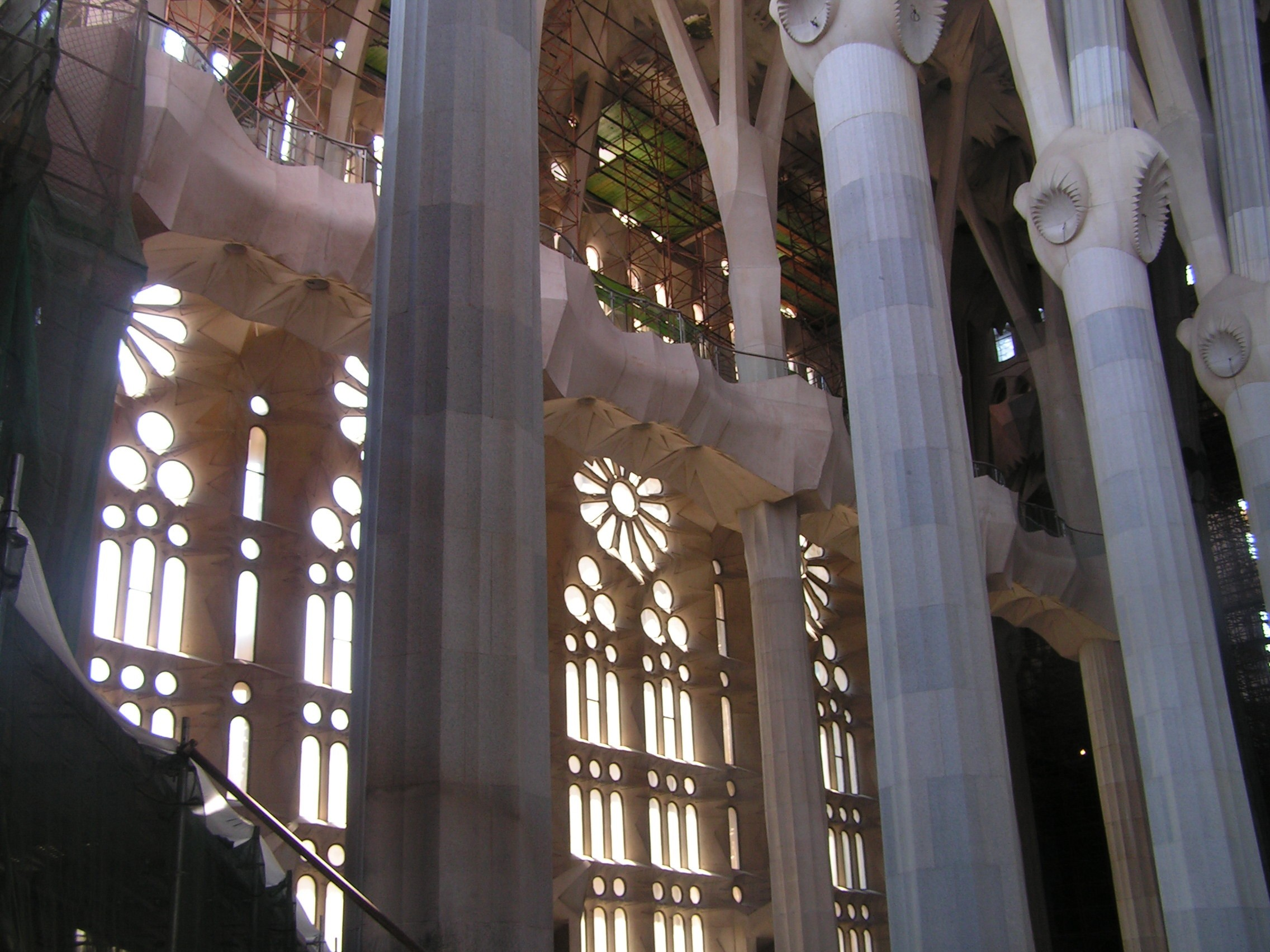
Colonnes de la nef centrale.
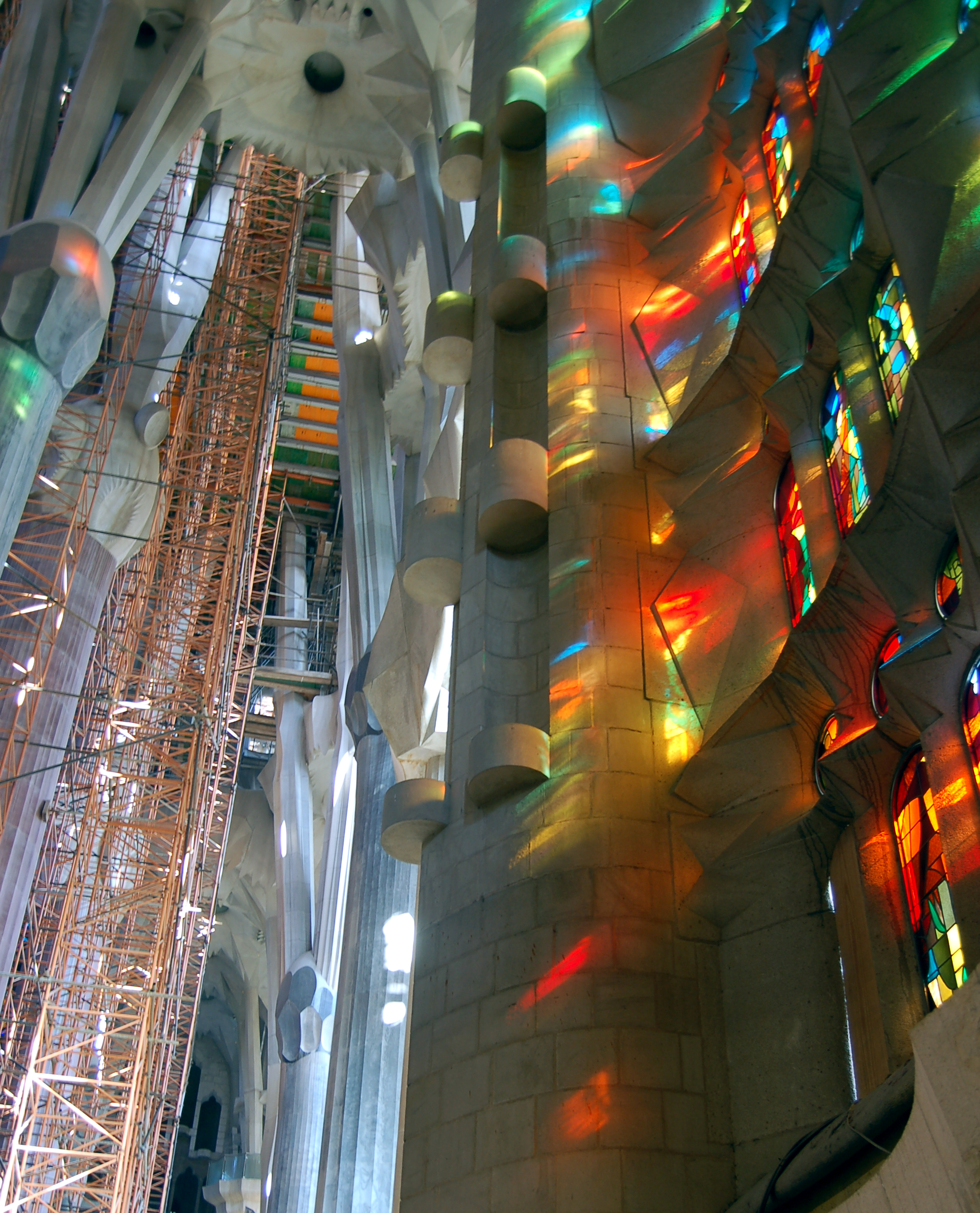
Lumière intérieure.
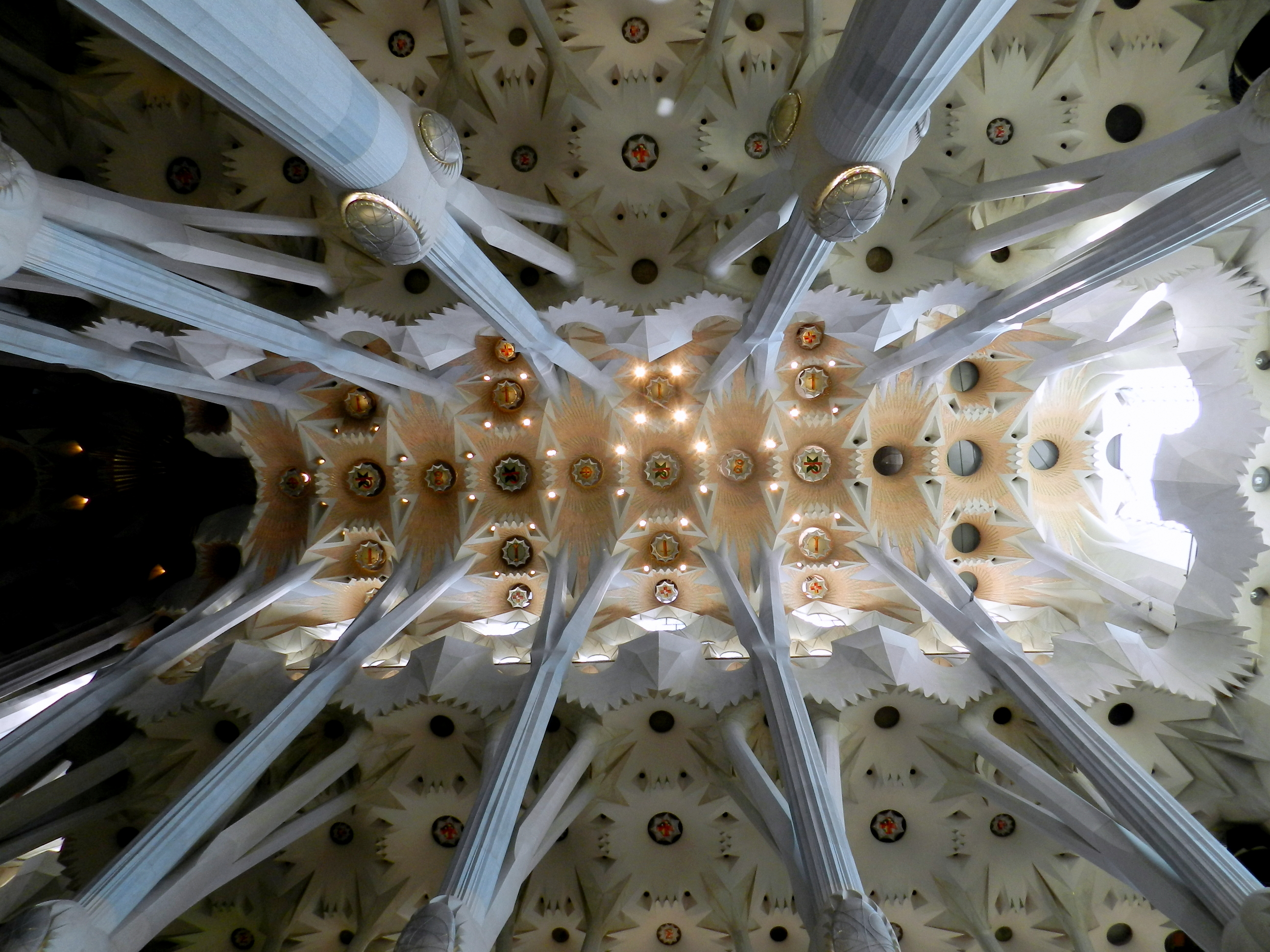
Voûte de la nef centrale.
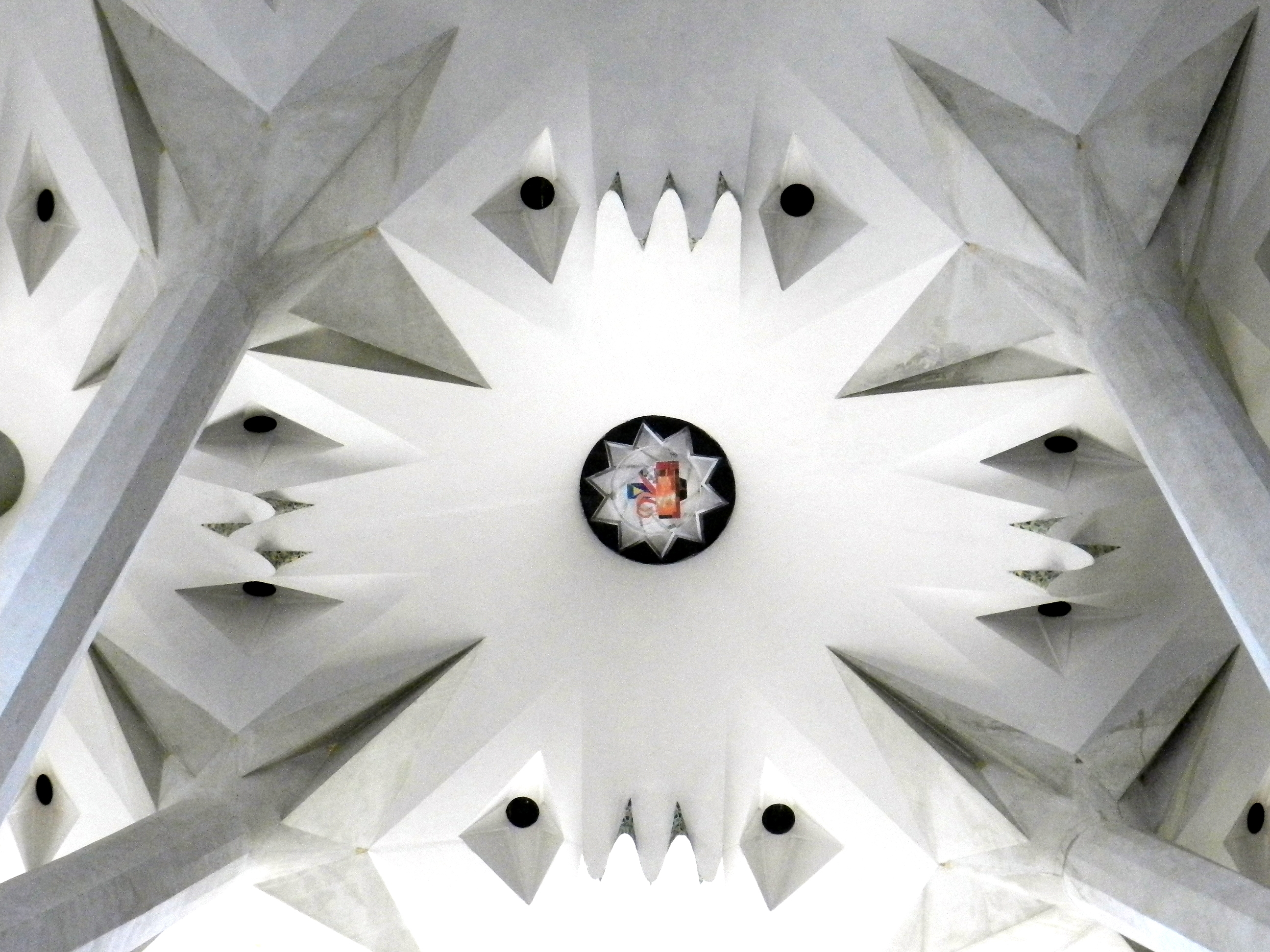
Détail de la voûte centrale.
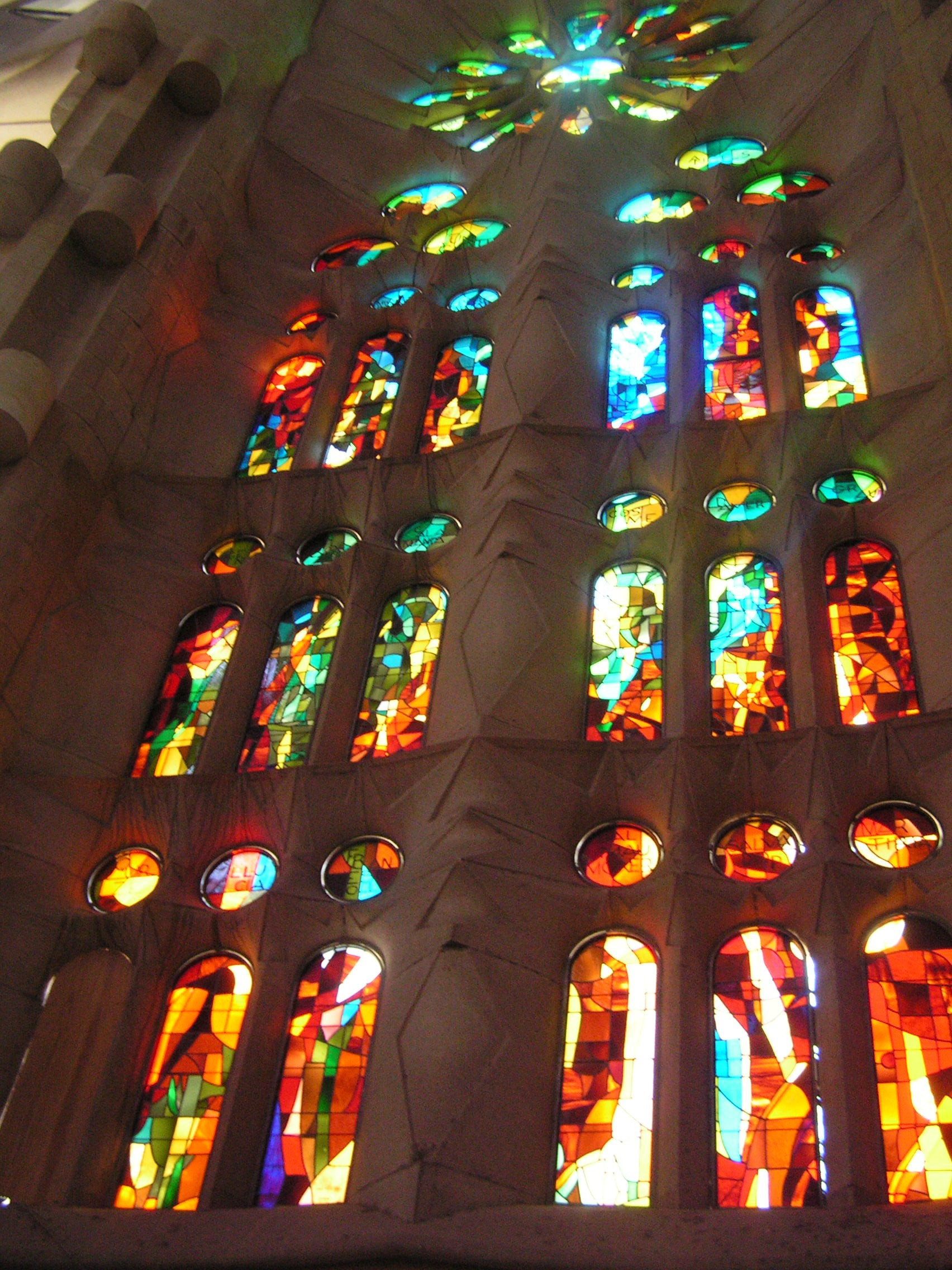
Vitraux intérieurs.

Les fondations de cette partie ont commencé en 1986, la couverture a été terminée en 2010. Toutefois la partie supérieure de la toiture n'est pas encore achevé (2022).
La basilique peut être considérée comme un bâtiment à 5 nefs. La nef centrale est adjacente à deux nefs de même dimension, ce sont les collatéraux, sans séparation physique, à part les colonnes. Les murs des collatéraux sont formés d’une base de 4 mètres de hauteur, surmontée de fenêtres de 20 mètres de haut. Au-dessus de chacune d’elles est posée une série de vitraux de 10 mètres de haut. Chaque fenêtre est dédiée à un saint fondateur : Ignace de Loyola, Joseph Calasanz, Dominique de Guzmán, Pierre Nolasque, Raymond de Peñafort, saint François de Paule, Thérèse de Lisieux, sainte Joaquina Vedruna, Antoine Marie, Philippe Néri, Jean Bosco et Joseph Manyanet y Vives. Les frontons extérieurs sont couronnés par une grappe de fruits faite de céramique de couleurs.

### Transepts
Les plafonds du transept ont été achevés en 2010.

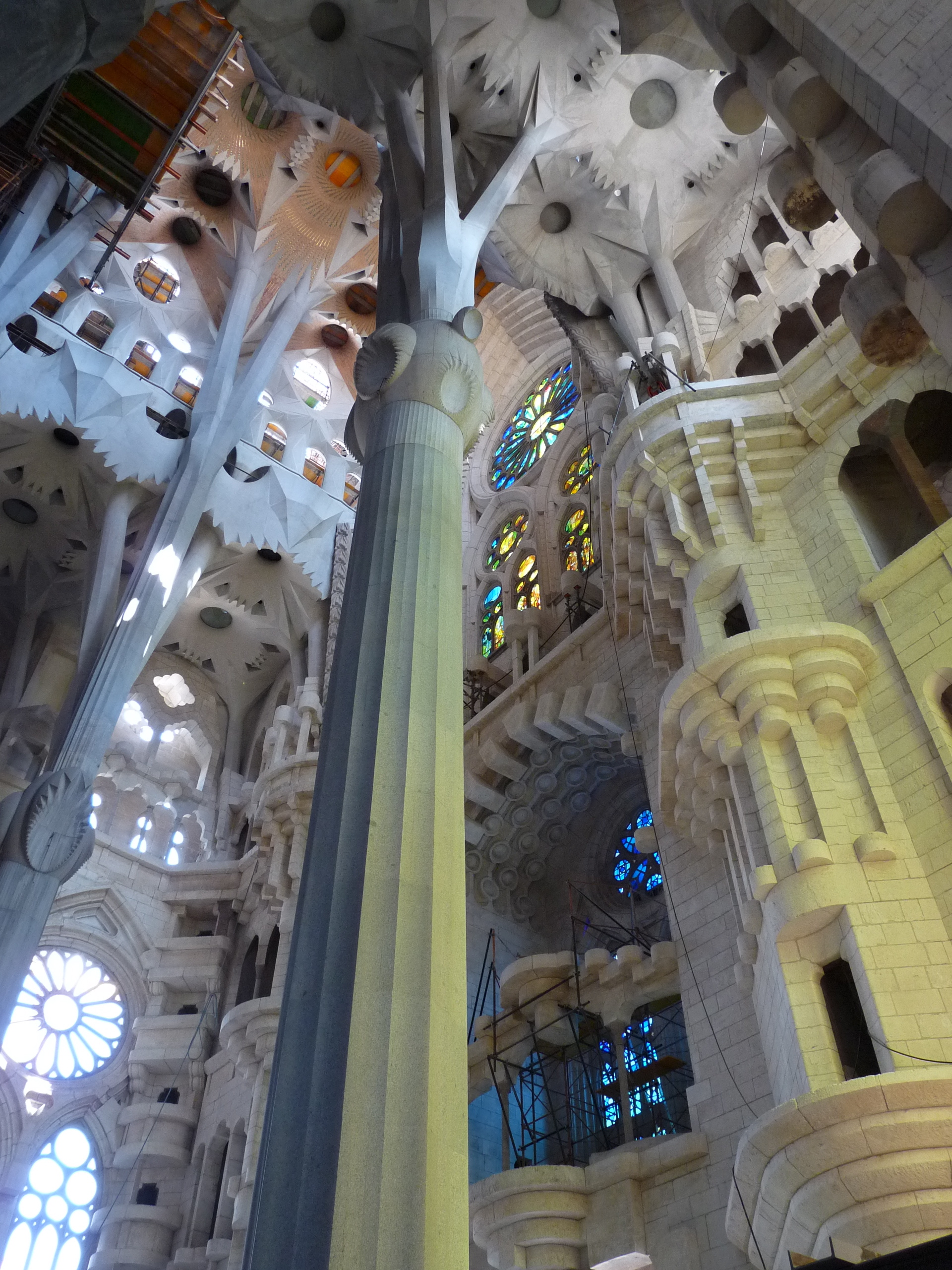
Nef latérale est ou transept nord-est.
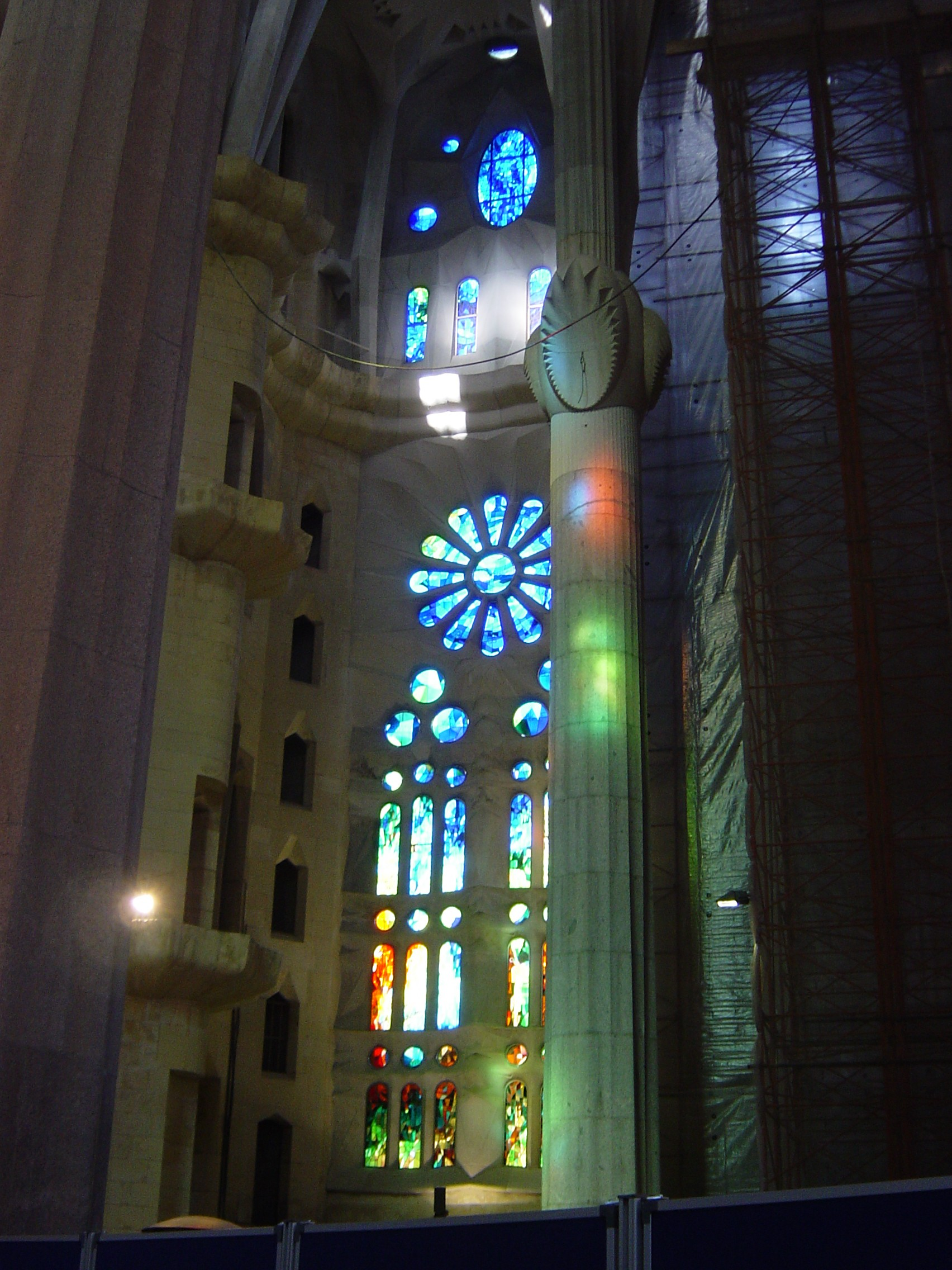
Nef latérale ouest ou transept sud-ouest.
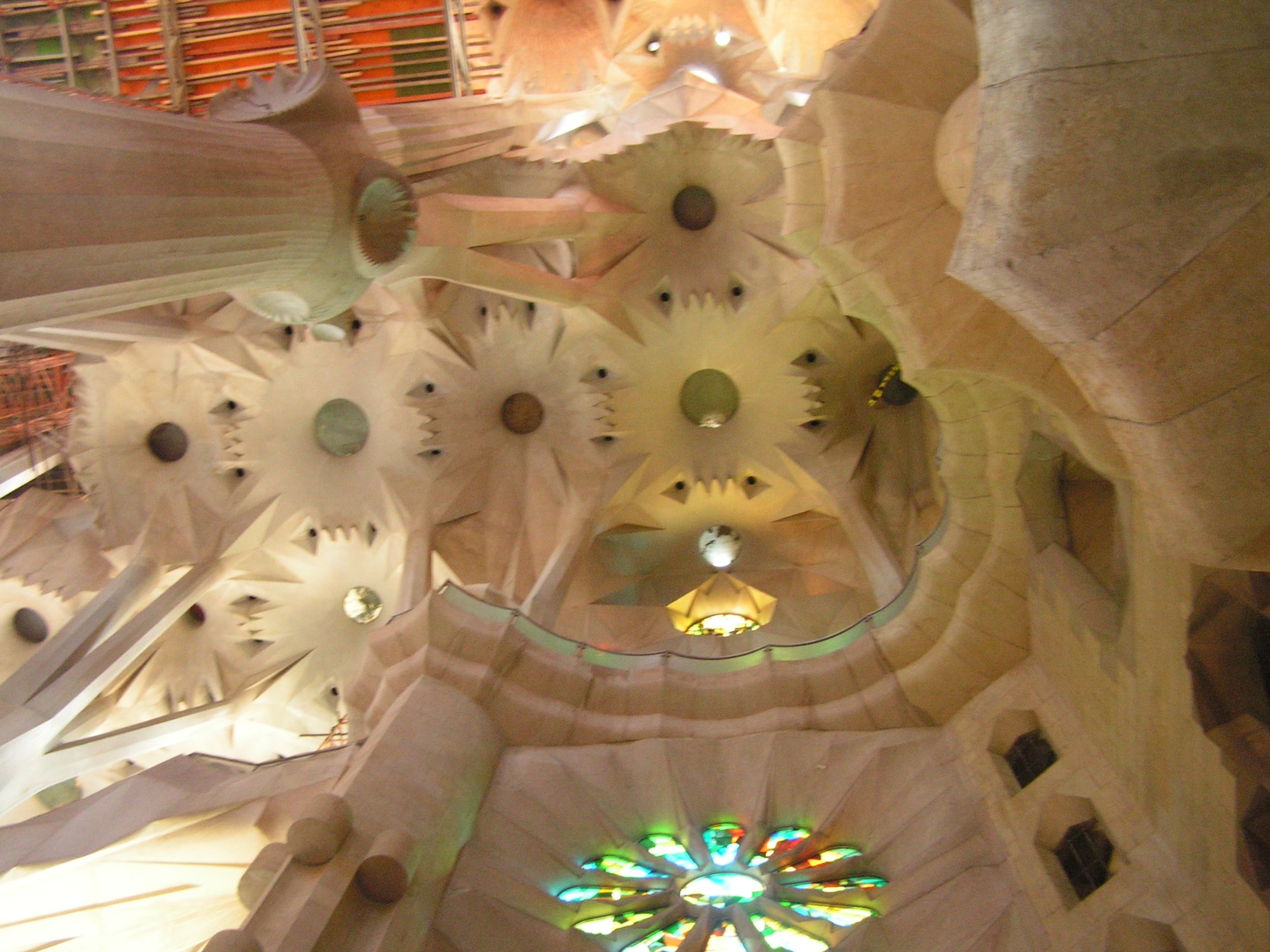
Nef latérale est ou transept nord-est.
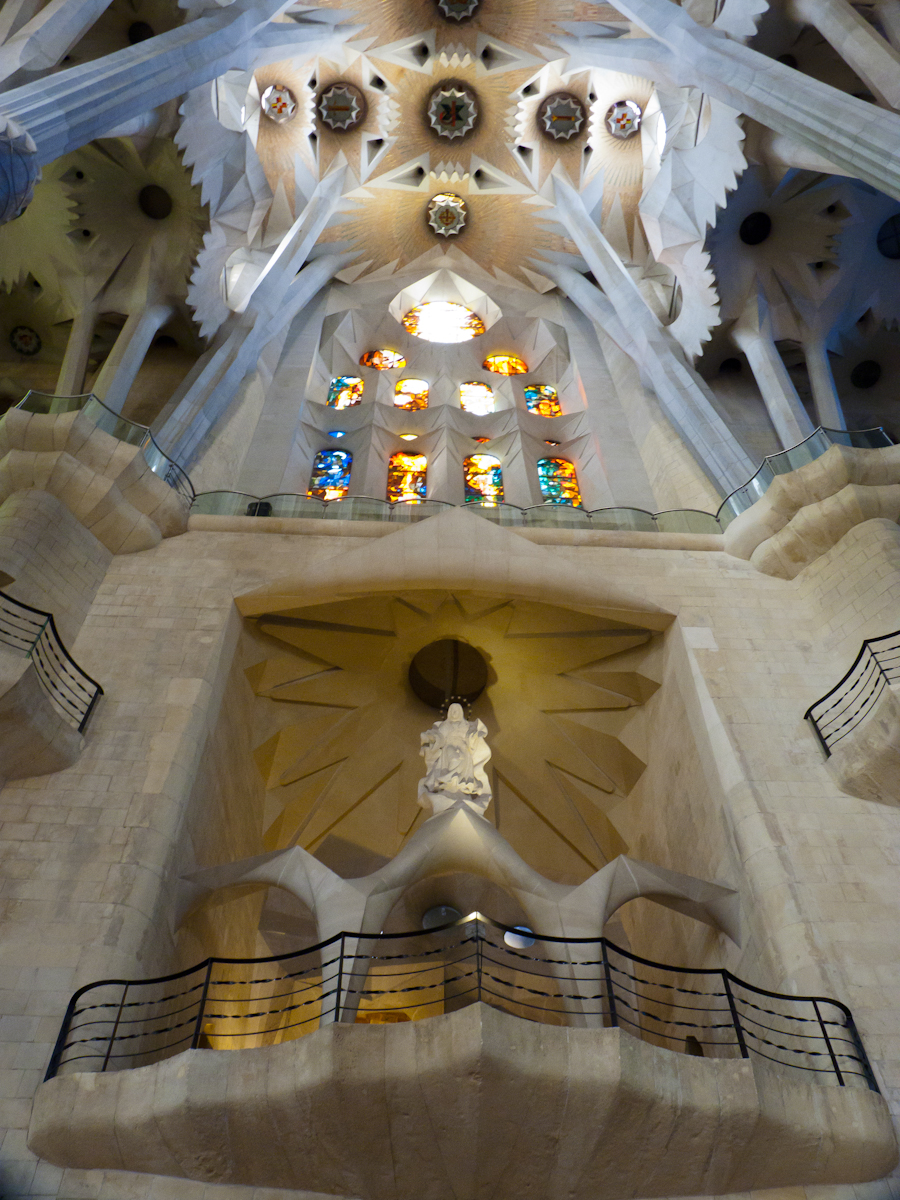
Nef latérale ouest ou transept sud-ouest.
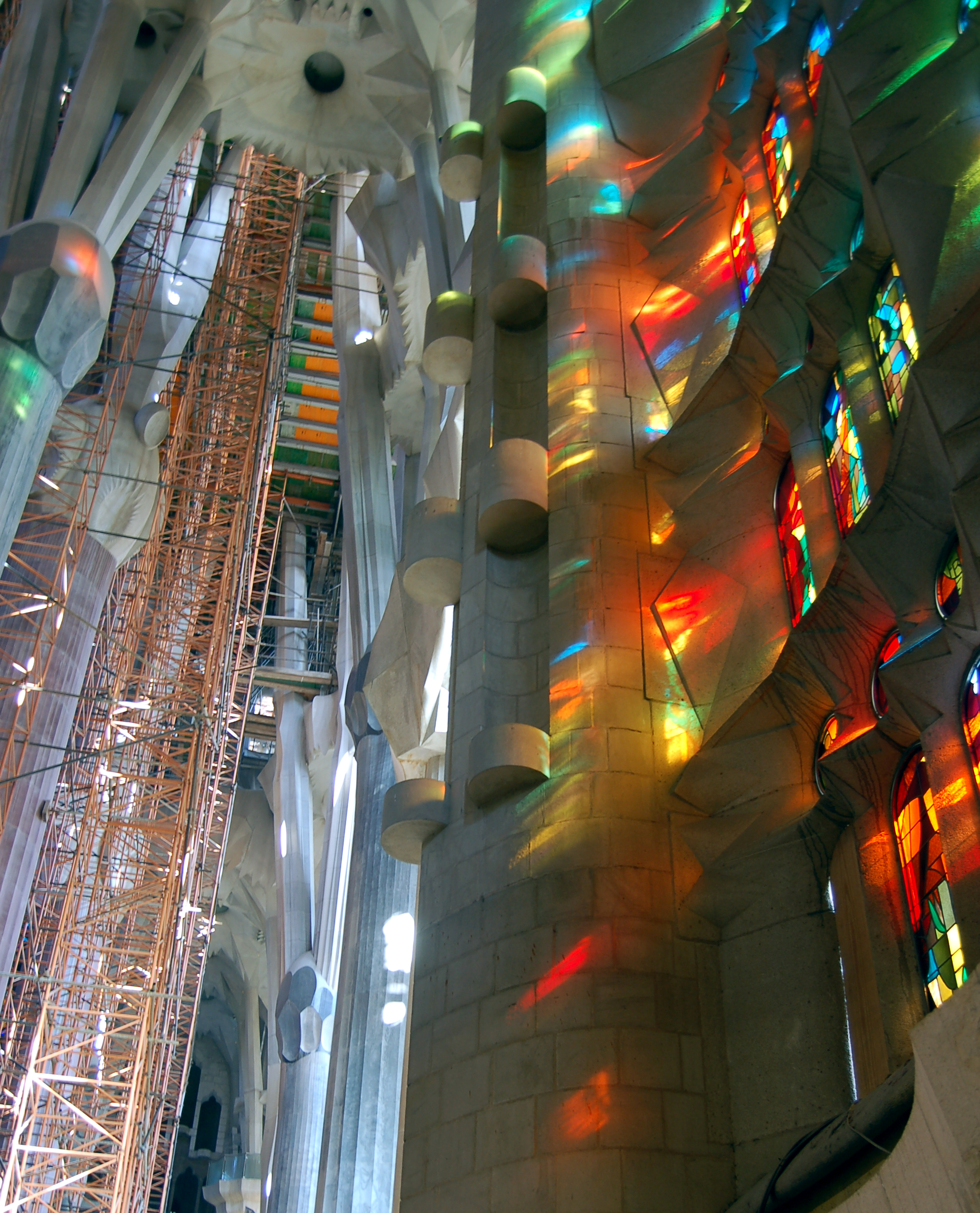
Lumière intérieure.

#### Transept nord-est
Seul le mur nord-est a été construit du temps de Gaudi, c'est l'intérieur de la façade de la Nativité, cette partie est dédiée à 
St Joseph.

#### Transept sud-ouest
Le mur sud-est est l'intérieur de la façade de la Passion, cette partie est dédiée à Marie mère de Jésus.

### Croisée du transept

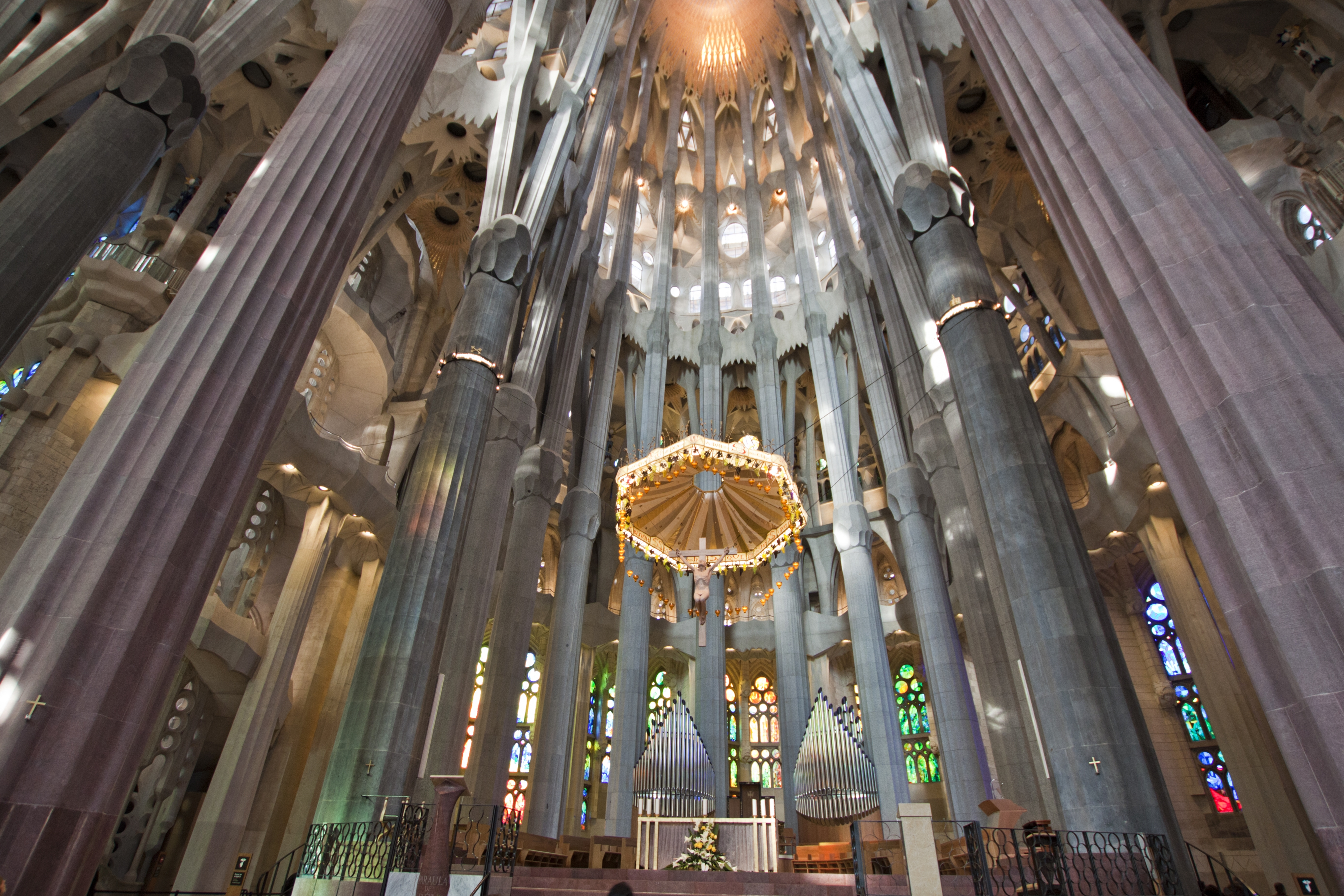
Le chœur, l'autel, le ciborium et la coupole.
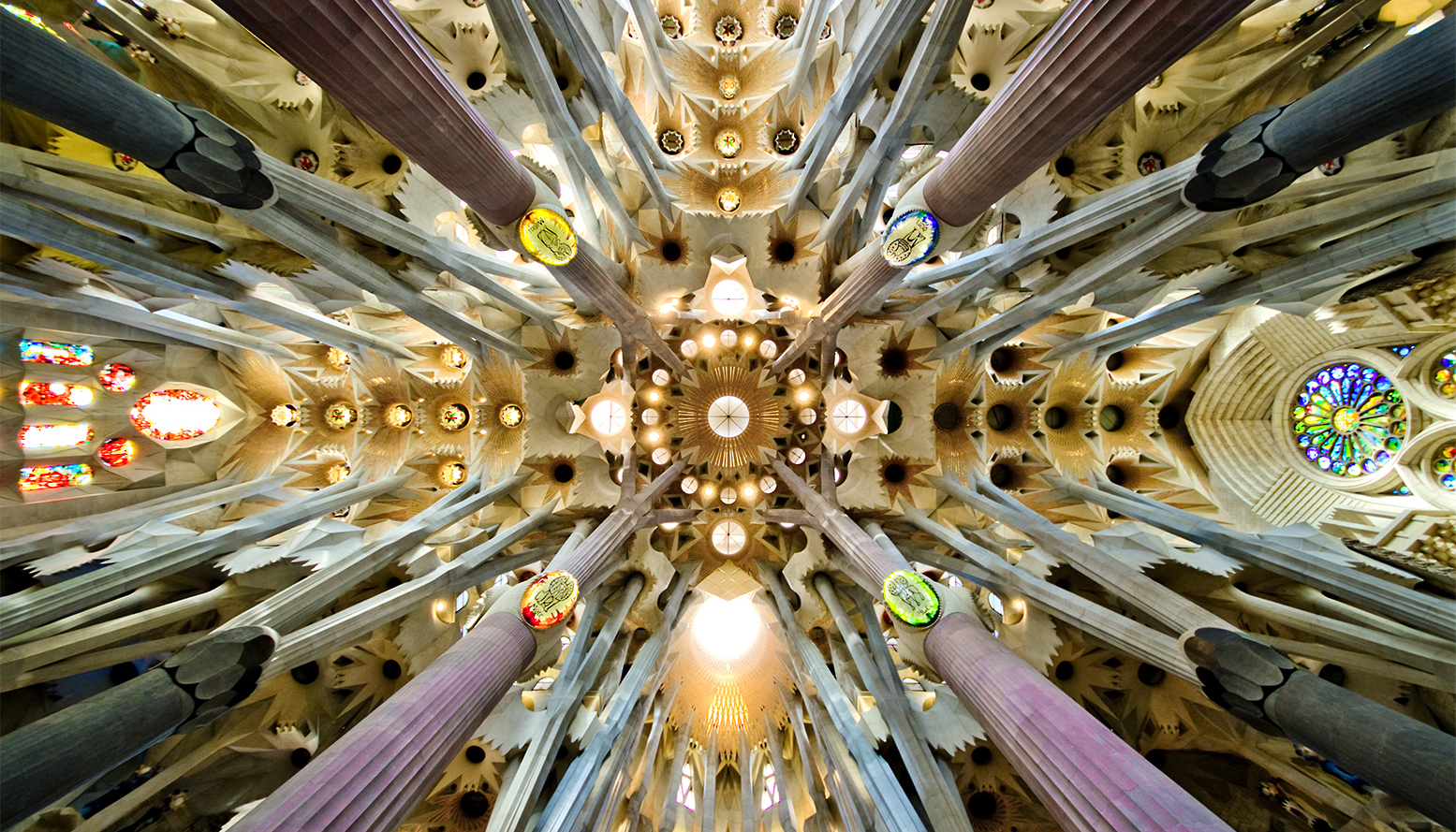
Vue panoramique de la croisée du transept L'abside est en bas, l'est à droite, l'ouest à gauche.
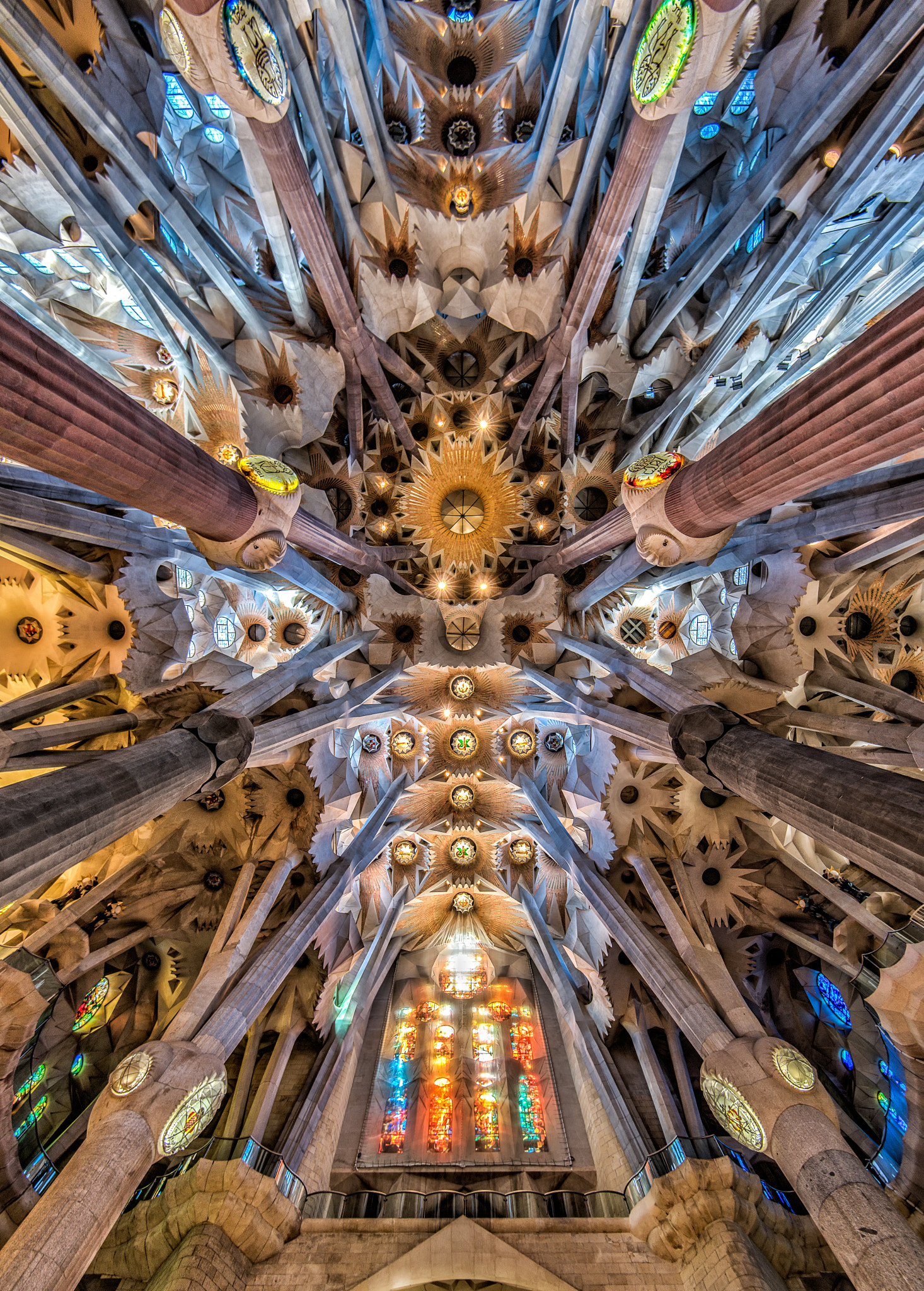
Vue panoramique de la voûte. L'abside est en bas. La nef est en haut.

La croisée du transept symbolise la Jérusalem céleste, symbole mystique de la paix;

### Ciborium
Le ciborium est l'ouverture au-dessus de la croisée et du chœur, surmontée par les tours de Jésus et de Marie ; il a été défini ainsi par Gaudí : « le ciborium est l’exaltation du temple. Il a une vie extérieure, il doit donner la lumière de l’autel ; puisque la croisée est le lieu le plus sombre du temple, au-dessus de lui il doit y avoir le couronnement de l’édifice pour accentuer sa forme pyramidale. »

### Chœur
Le chœur accueille le maître-autel au-dessus duquel se trouve un crucifix avec un baldaquin. La tour de Marie se trouve juste au-dessus et forme un puits de lumière qui éclaire le tout.

#### Orgues
En 2010 un orgue a été installé par le facteur d'orgue catalan Albert Blancafort (ca) de Montserrat. L'instrument possède 1 492 tuyaux. Pour parer à l'acoustique particulière de l'église, plusieurs autres orgues devraient être installées, chacun étant équipé d'une console mobile. Cela porterait le nombre de tuyaux à 8 000. Elles pourraient être jouées séparément ou simultanément; dans ce dernier cas, en étant jouées d'une console unique.

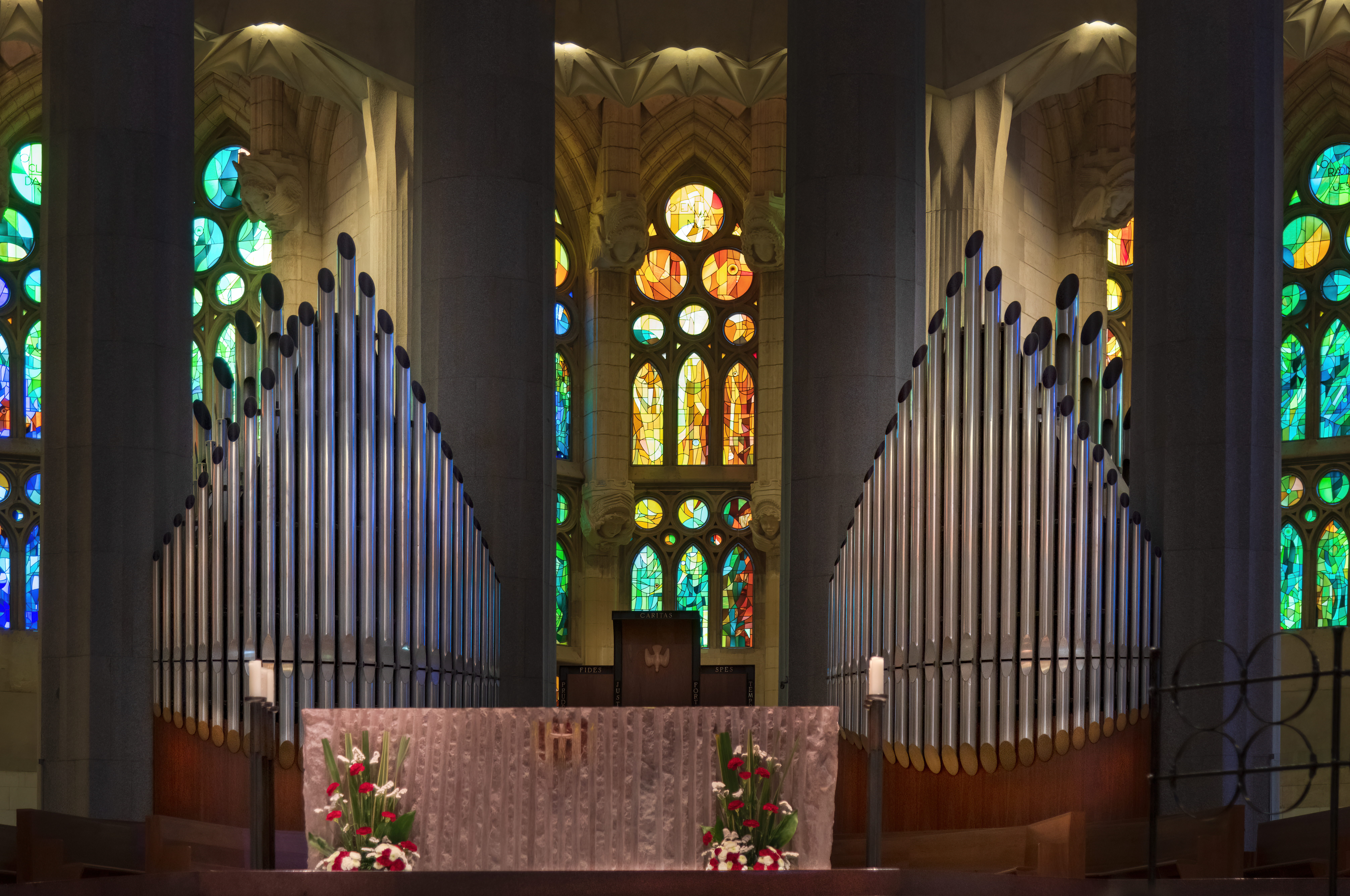
Orgue vu du chœur
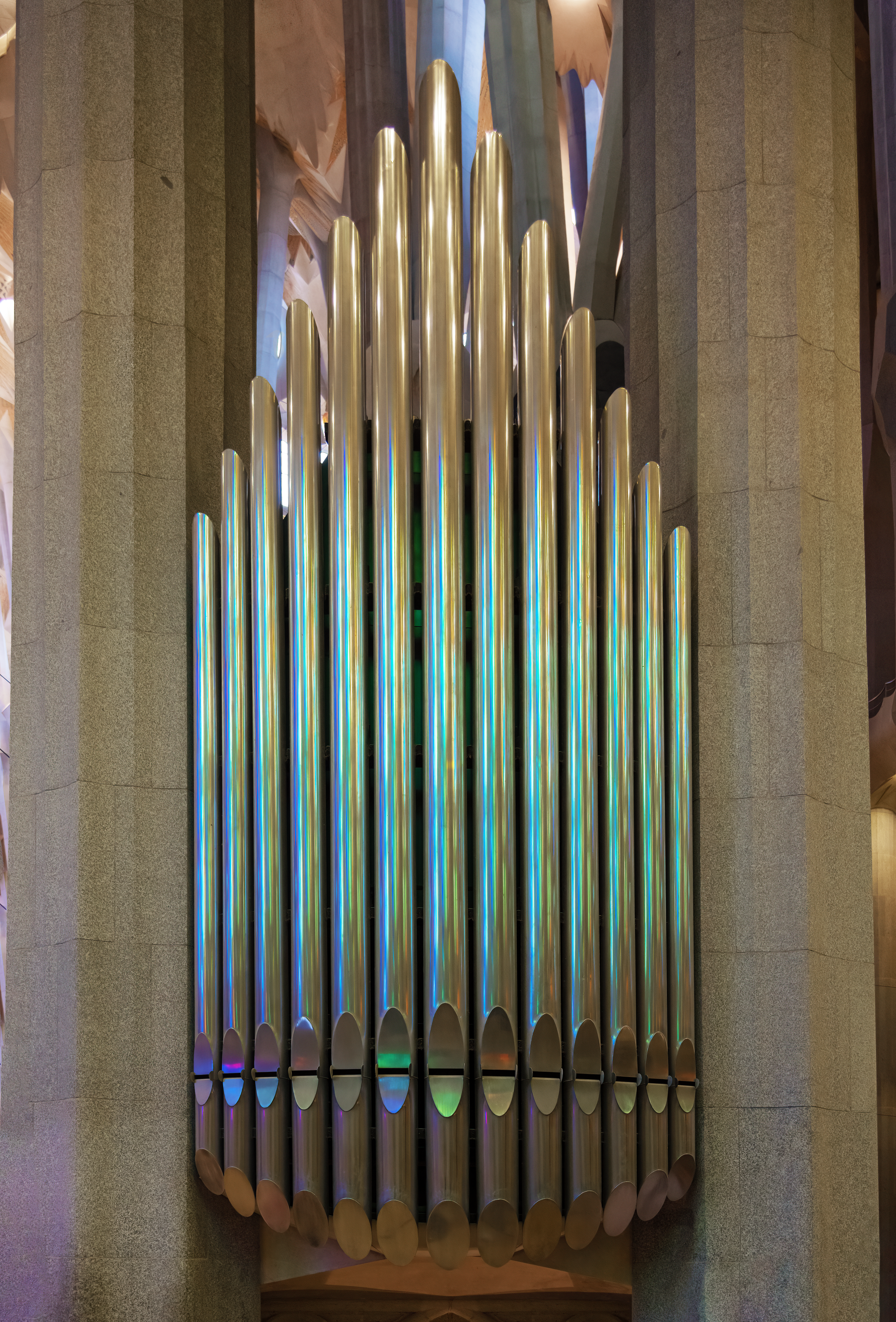
Orgue vu du déambulatoire

### Déambulatoire
Le déambulatoire entoure le chœur, relie le transept nord-est au transept sud-ouest et permet l'accès aux sept chapelles rayonnantes polygonales de l'abside et aux deux escaliers en colimaçon donnant accès à la partie supérieure du chœur.

### Abside

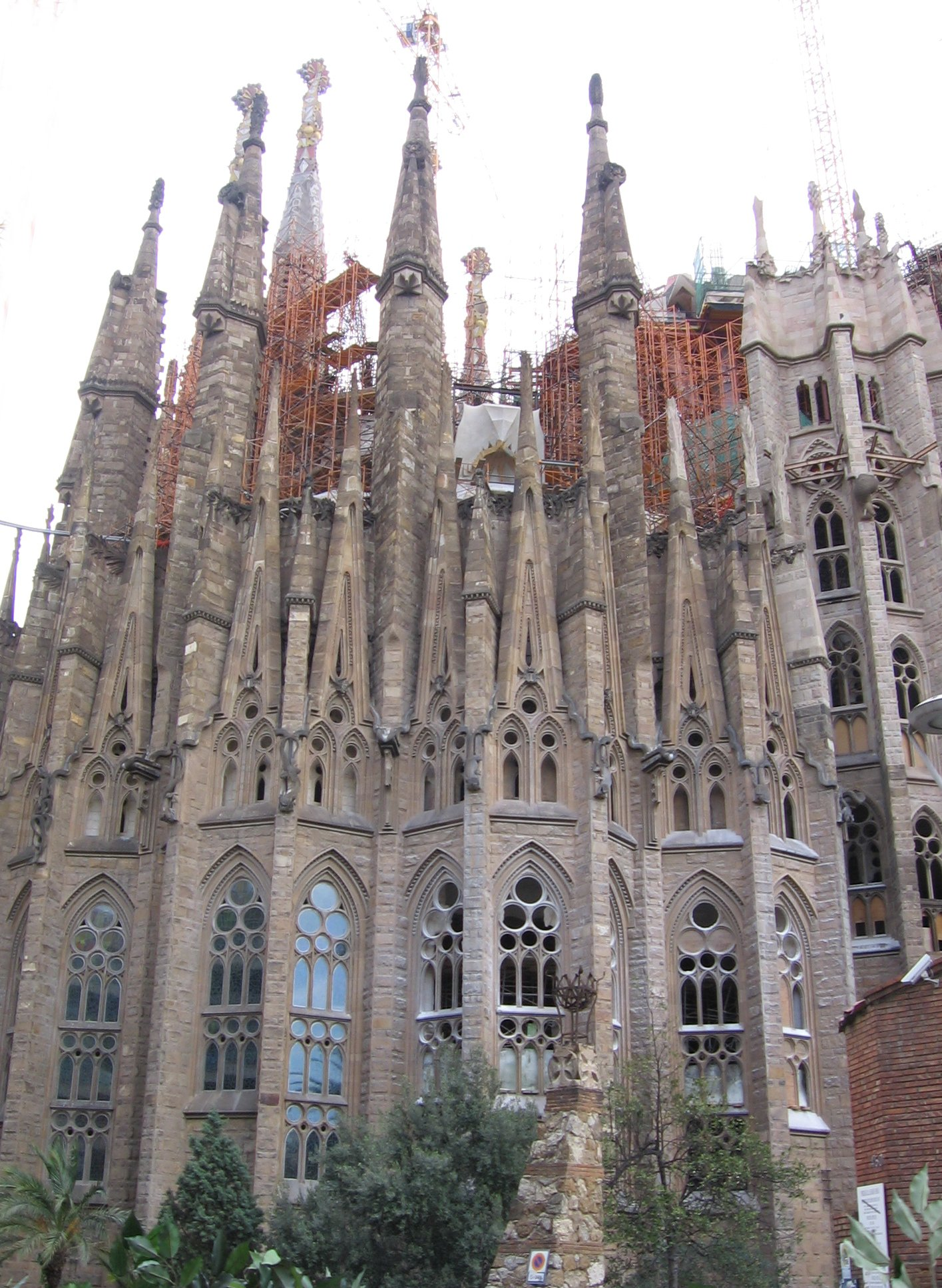
L’abside en construction en 2008.

L’abside donne sur la rue Provença. Elle occupe la partie antérieure du temple. Gaudí a dédié l’ensemble de l’abside à la vierge Marie de qui il était un grand dévot.
L’abside est la partie la plus néo-gothique de la Sagrada Família puisque, avec la crypte sur laquelle elle est construite, elle fut réalisée lors des premières phases de construction entre 1890 et 1893. Trois vitraux ornent chacune des sept chapelles formant l’abside et consacrées au culte de Saint Joseph.

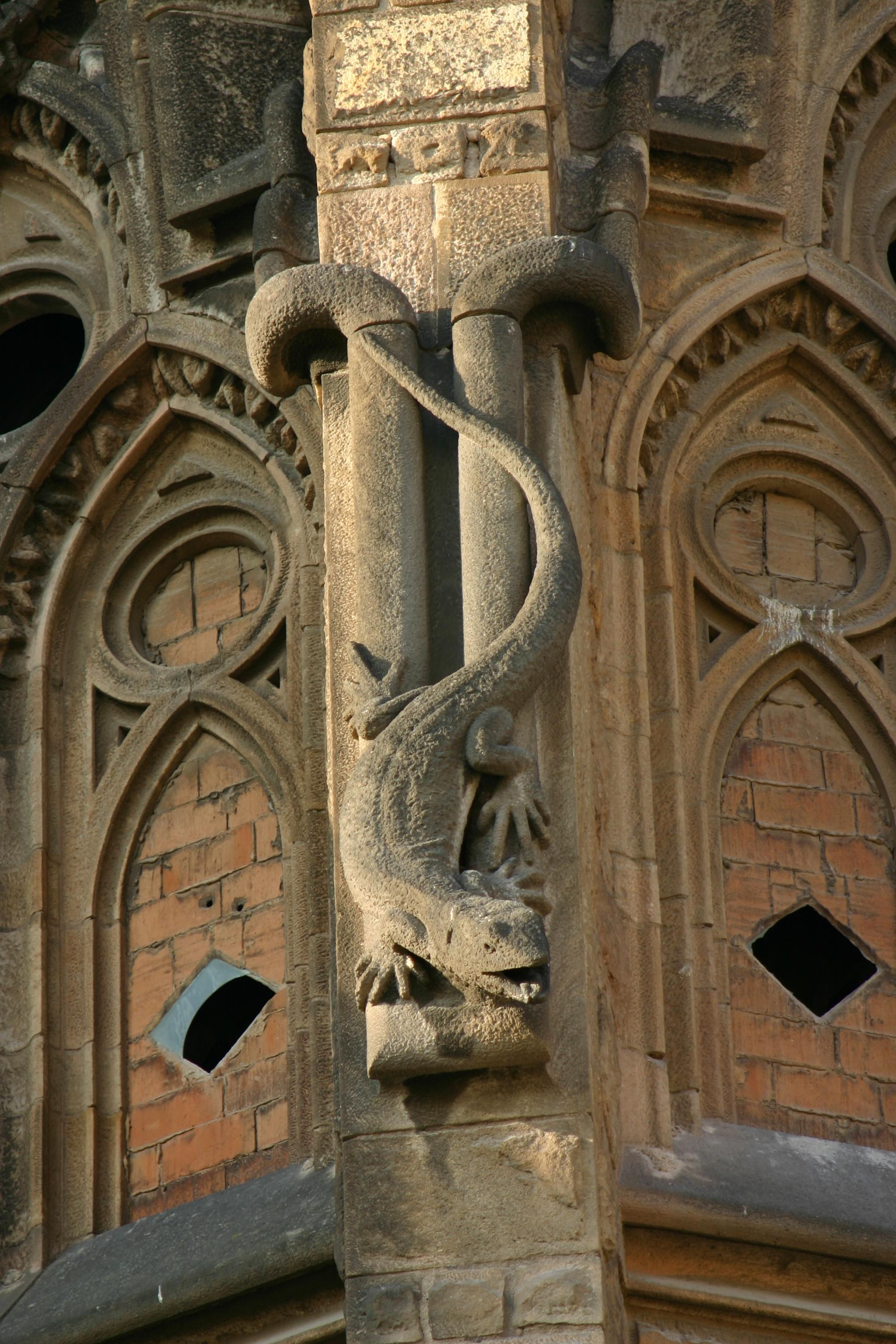
Lézard sur un pilier de l'abside.

On trouve aux pinacles des piliers, à mi-hauteur, des gargouilles en forme d’animaux (escargot, grenouille, salamandre, lézard, caméléon) que Gaudí préféra aux animaux imaginaires des cathédrales gothiques. Au bout des lanternes des chapelles seront symbolisées les invocations au Messie. Une tribune de gradins sera construite dans la partie intérieure, à côté du presbytère, le long et autour de l’abside. Elle servira à accueillir les chœurs d’enfants et sera couverte par la tour dédiée à la vierge Marie d’une hauteur de 120 mètres.
L'ornement extérieur est inspiré de la nature. Les pinacles représentent des épis de blé (symbole eucharistique), de la lavande, des feuilles de palme, d'olivier et de cyprès. Les épis mesurent 1,80 m de haut afin d'être visibles de loin. Les reptiles et les amphibiens utilisés pour les gargouilles sont traditionnellement associés au mal. Parmi les autres ornements, on retrouve l'anagramme du Christ (les symboles alpha et oméga) et celui de Marie (son initiale et sa couronne).
L’abside aura un grand nombre de sculptures. On y trouvera des statues dédiées aux saints fondateurs de différents ordres religieux (saint Antoine, Benoît de Nursie, sainte Scolastique, saint Bruno le Chartreux, saint François d’Assise, sainte Claire et saint Éloi), ainsi que les monogrammes de Jésus, Marie et Joseph. Les initiales de Jésus seront entourées d’une couronne d’épines, celles de la Vierge d’une couronne de la Reine du Ciel et de la terre et celles de saint Joseph de narcisses, fleur qui évoque la pureté et la chasteté. On trouvera de nombreux éléments représentatifs de la nature, notamment des herbes (principalement du blé, symbole de l’Eucharistie) et des animaux (serpents, caméléons, escargots, lézards, grenouilles, salamandres, etc.).

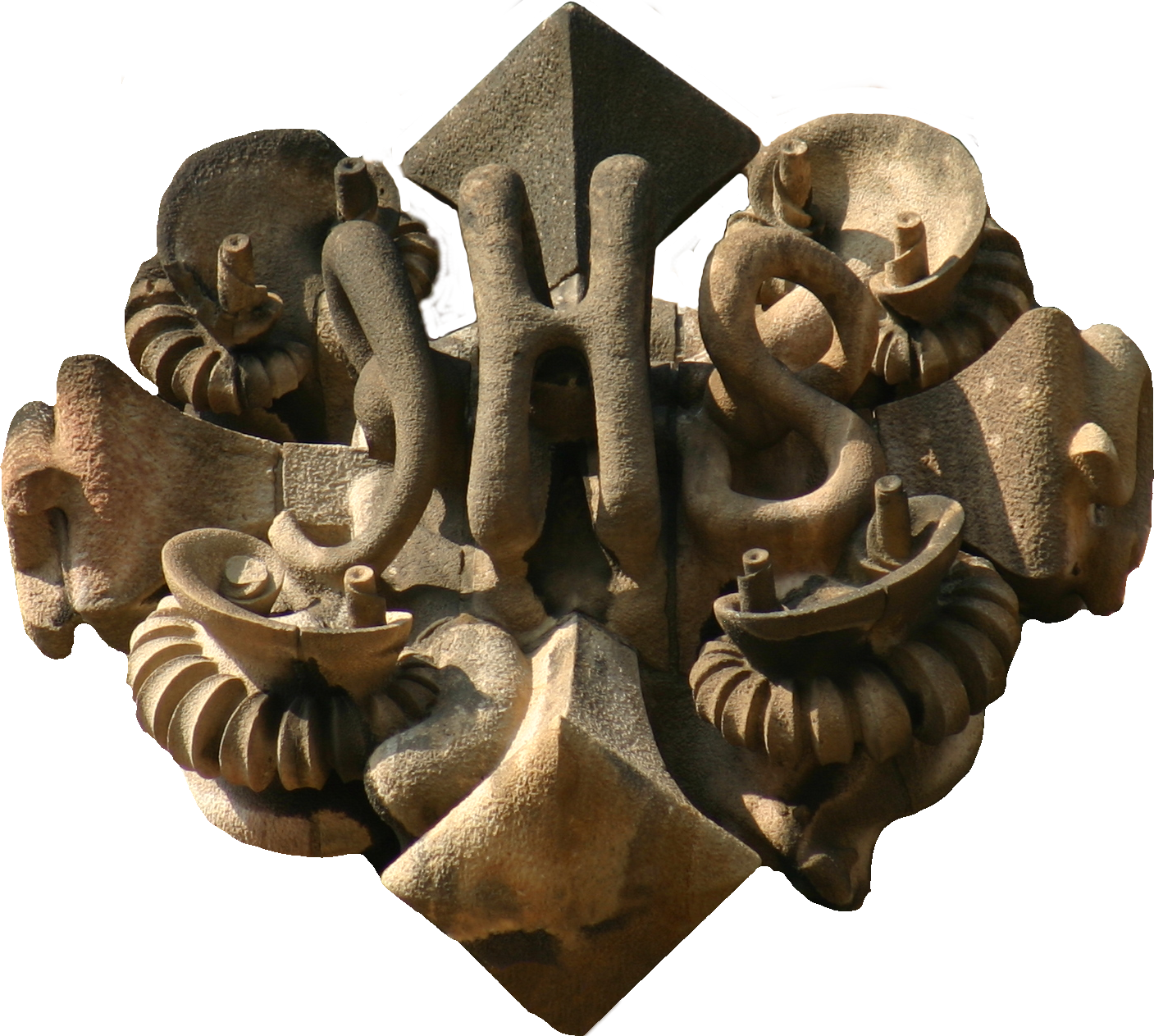
JHS : Monogramme trilitère du nom grec de Jésus

Les rambardes hautes des chapelles porteront des décorations florales décrites dans l’antienne du Petit office de la bienheureuse vierge Marie : cèdres, palmiers, cyprès, lauriers, rosiers, oliviers et impatientes. Les lanternes des chapelles porteront les symboles des antiennes de la dernière semaine de l’Avent, connues comme antiennes O :
- O Sapientia : la sagesse, avec un lion et un agneau comme union de la force et de la mansuétude ;
- O Adonai : une invocation hébraïque de Dieu représenté avec une couronne ducale et un sceptre ;
- O Radix Jessé : la racine de Jessé ;
- O Clavis David : la clef comme signe de domination ;
- O Oriens : le soleil comme symbole de justice ;
- O Rex Gentium : la pierre angulaire ; la pierre est figurée avec le monogramme de Jésus et la couronne royale ;
- O Emmanuel rex : le roi et législateur ; ils sont figurés par le manteau royal, l’épée et la table des lois.

## Extérieur

### Façade de la Nativité

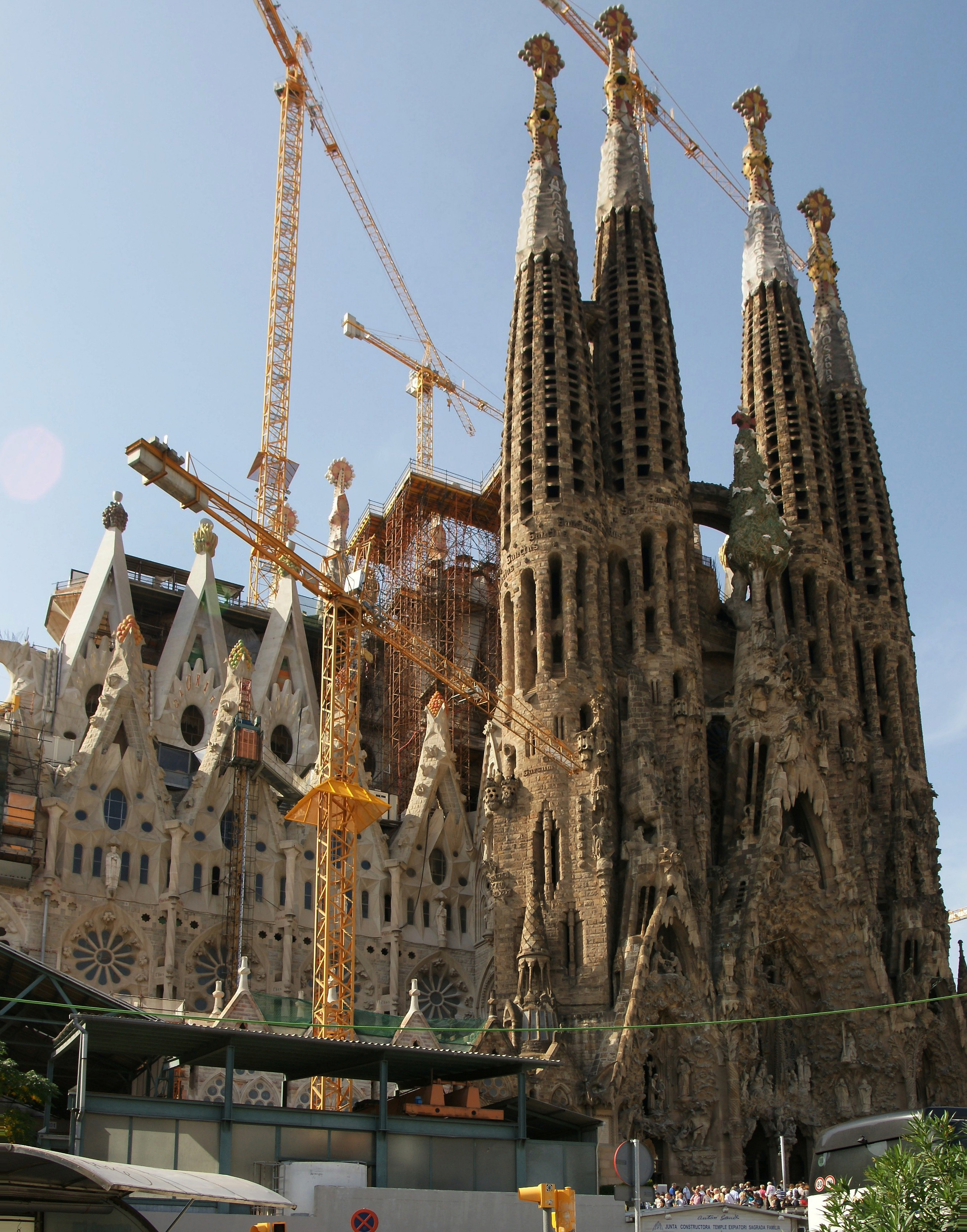
Façade de la Nativité et nef en construction en 2008.

La façade de la Nativité, également dite « du Levant », est la seule à avoir été construite du vivant de Gaudí. Les travaux du temple ont continué à partir de cette porte, puisque, comme Gaudí le dit : « […] si au lieu de faire cette façade décorée, ornée, ampoulée, j’avais commencé par celle de la Passion, dure, aride, comme faite d’os, les gens se seraient plaints. »
La façade donne sur la rue Marina, et possède trois grands portails. Ils représentent, de gauche à droite, l’Espérance, la Charité, et la Foi. En plein centre, sur la porte principale et entre les quatre tours, se trouve un cyprès symbolisant l’arbre de la vie. Il est surmonté d’une croix en forme de T : tau. C’est le symbole de Dieu le Père. Deux diagonales le recouvrent en forme de X, chi, symbole du Christ. Enfin, une colonne avec deux ailes ouvertes est une allusion à l’Esprit saint.
Construite entre 1894 et 1932, la façade relate la partie humaine et familiale de Jésus. Gaudí voyait dans la Nativité le symbole de la vie et de la création, inspirant du coup l'ornementation exubérante et chargée. Des animaux et des outils se mélangent aux symboles comme l'arbre de vie, couronné de 21 colombes. Placé sous cet arbre un pélican est représenté, autre symbole de l'Eucharistie.

#### Porte de l'Espérance
Un ensemble de sculptures dans la partie centrale figure sur la porte de l’Espérance, représentant les noces de Joseph et de Marie à l’intérieur d’une grotte. Divers symboles sont également sculptés : le monogramme de saint Joseph, celui de Jésus à l’œuvre de Nazareth, le massacre des Innocents, la fuite en Égypte, la flore de la Palestine et la représentation de la montagne de Montserrat.
On peut aussi observer sur cette porte de nombreux animaux domestiques comme des oies et des canards, allusions à la faune du Nil et à la flore d’Égypte. Le portique est surmonté par un grand pinacle ressemblant aux falaises de Montserrat. Il est surmonté de l’inscription Salvanos. Une autre sculpture est celle d'une barque dans laquelle prend place saint Joseph, symbole de l'Église qu'il dirige. Joseph est représenté avec le visage de Gaudí, hommage des ouvriers après la mort de l'architecte.

#### Porte de la Charité
La porte centrale et les colonnes qui l’encadrent représentent la Mère de Dieu et saint Joseph, tel qu’on peut les voir sur les inscriptions à mi-hauteur. La Sainte Famille se dresse sur un pilier en forme de cyprès avec Jésus venant de naître. Deux tortues sont sculptées à la base, l’une de mer (côté littoral) et une de terre (côté montagne) (Barcelone étant un port, la ville fait depuis le Moyen Âge la liaison entre l'étranger et l'intérieur des terres) : au Moyen Âge, il était habituel de représenter la ville de Jérusalem par une tour posée sur une tortue, symbole de longévité. À la Renaissance la tour fut remplacée par des trompettes de la renommée, comme on peut le voir au parc Orsini de Bomarzo (Italie).

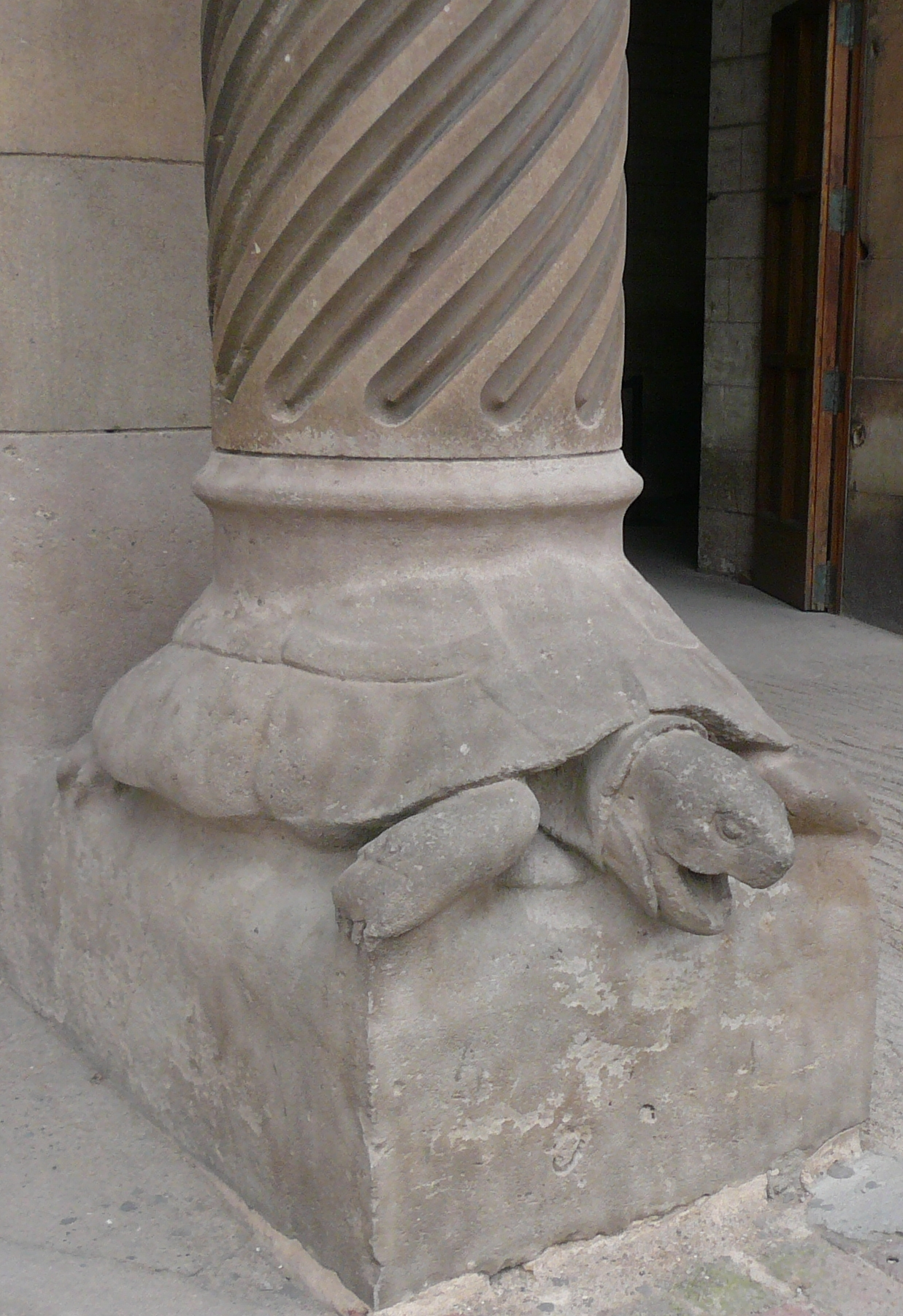
Tortue soutenant une des colonnes de la porte de la Charité

La partie supérieure des colonnes porte des feuilles de palmiers représentant l’arbre généalogique de Jésus. Chaque feuille porte le nom d’un de ses ancêtres. Les colonnes qui séparent la porte de la Charité des autres portails soutiennent deux anges jouant de la trompette et qui annoncent la Nativité.
Le groupe de sculptures de la Nativité est l’œuvre de Jaume Busquet, réalisée en 1959. C’est également le cas des sculptures de l’Annonciation, réalisées en 1966. Le chœur des anges enfants, détruit durant la guerre d’Espagne, a été re-sculpté par Esturo Sotoo. Les anges soutiennent une inscription qui dit « Iesus est natus. Venite, adoremus ». En face du message, des oiseaux se dirigent au pied du berceau, selon la chanson populaire catalane el cant dels ocells.
D’autres symboles sont également représentés tels que le lit d’enfant, l’étoile de Bethléem, l’Eucharistie et le couronnement de la Vierge. Le tout est surmonté d’un cyprès en céramique portant des colombes de couleur. Conçu par Gaudí, il a été réalisé par Domenec Sugrañes.

#### Porte de la Foi
La porte de la Foi représente la Visitation, Jésus et les docteurs du Temple, Sa présentation au Temple, l’Immaculée Conception, la sainte Trinité, la végétation de la Palestine et Jésus charpentier. Le Temple est marqué par un relief en forme de grotte.
On retrouve ici des éléments d’ornementation présents sur les trois autres portes. C’est le cas des animaux : reptiles, lézards, coquillages, poules, oiseaux, canards, aigles, escargots, tortues, etc. La flore est également représentée et plus d’une trentaine d’espèces de plantes de Terre sainte sont sculptées. Il s’agit d’une flore méditerranéenne ressemblant à celle de Catalogne : roses, amandiers, orangers, cyprès, algues, mousses, etc. Les anges aux trompettes sont un symbole de l’annonciation de la naissance de Jésus. C’est l’œuvre du sculpteur Llorenç Matamala i Piñol. On note également des inscriptions significatives comme Sanctus, Sanctus, Sanctus sur les campaniles et un Salva-nos sur la barque de saint Pierre.
Le portail est riche de nombreuses autres sculptures : les figures de saint Jean Baptiste, de saint Zacharie, le cœur de Jésus couvert d’épines et d’abeilles mystiques qui pompent son sang. La Providence est représentée par une main avec un « œil qui voit tout », et l’Eucharistie est figurée par des raisins et des épines.
Ces œuvres sont le fruit du travail de Cales Mani et de Joan Matamala i Flotats. De nombreuses pièces ont été réalisées à partir du moulage de modèles vivants, humains comme animaux. Le sculpteur japonais Etsuro Sotoo a réalisé certaines des sculptures de la façade de la Nativité.
Les quatre tours campaniles commencées en 1903 sont dédiées à saint Barnabé, saint Simon, saint Jude et saint Matthieu. Elles se finissent par les attributs des évêques : le bâton, la mitre, l’anneau et la croix. Ils sont réalisés sous forme d’une mosaïque de couleurs. La tour Saint-Barnabé a été achevée en 1925. Les trois autres campaniles et le cyprès central furent achevés en 1930.

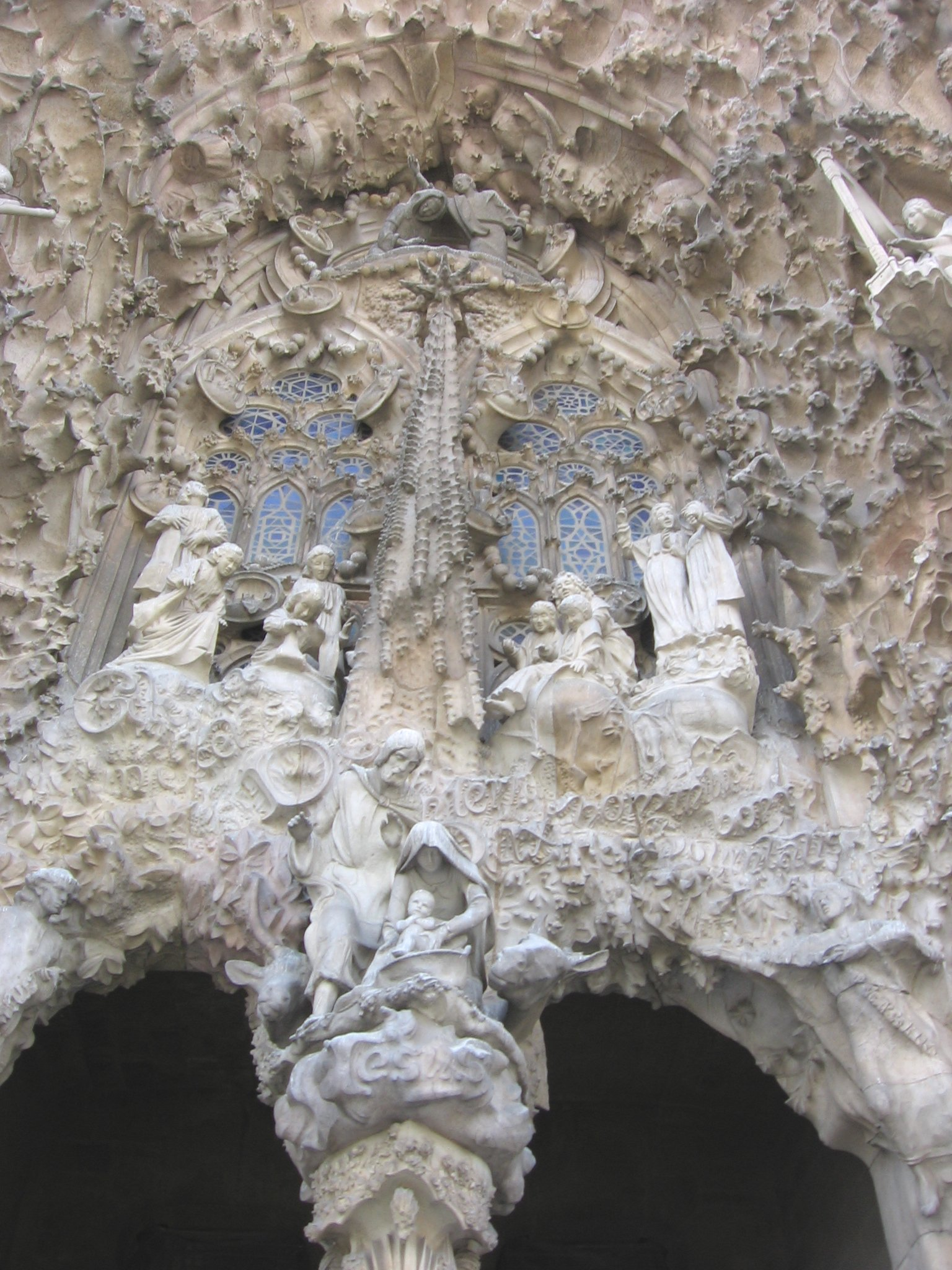
Porte de la Charité.
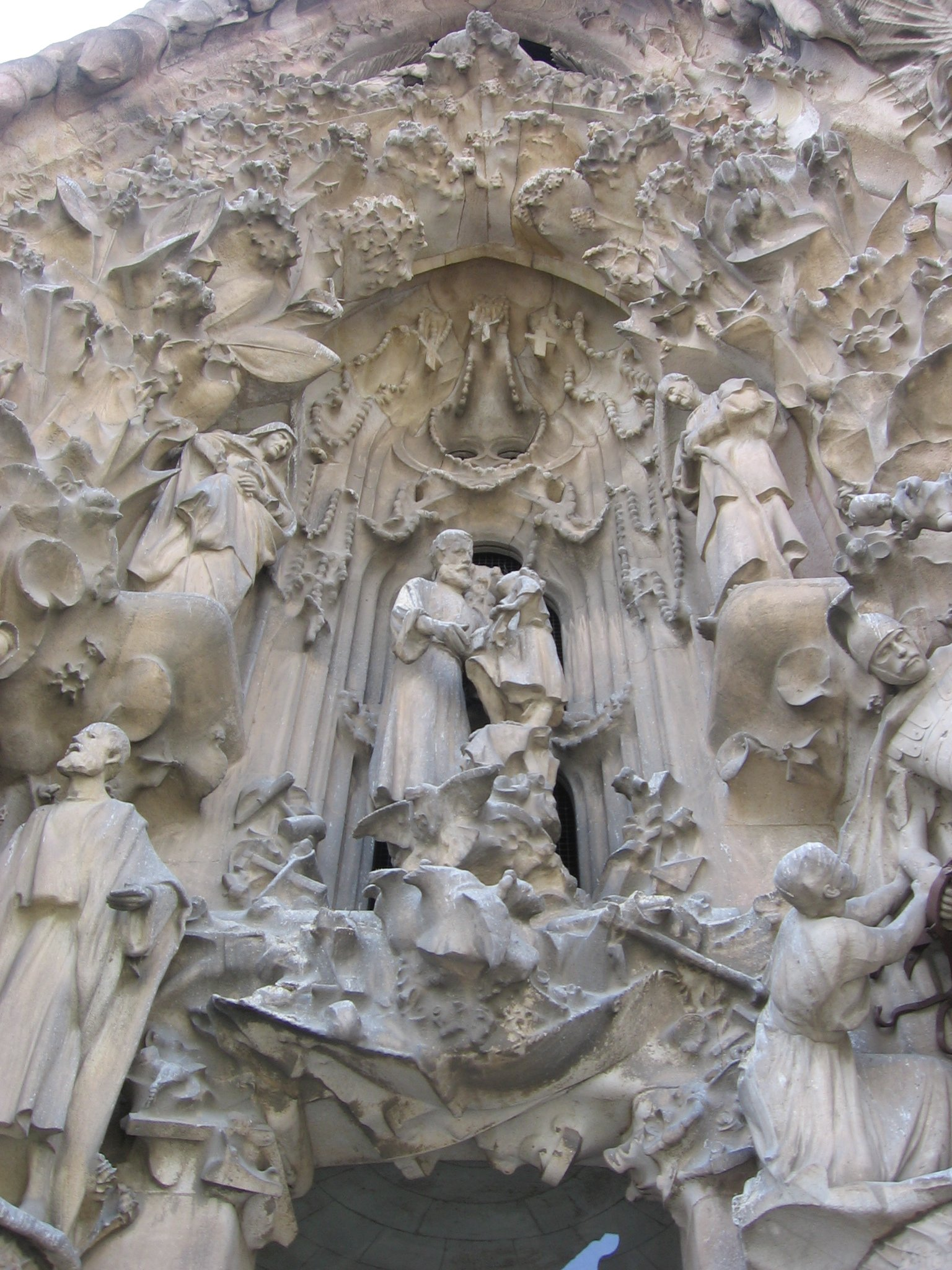
Porte de l’Espérance.
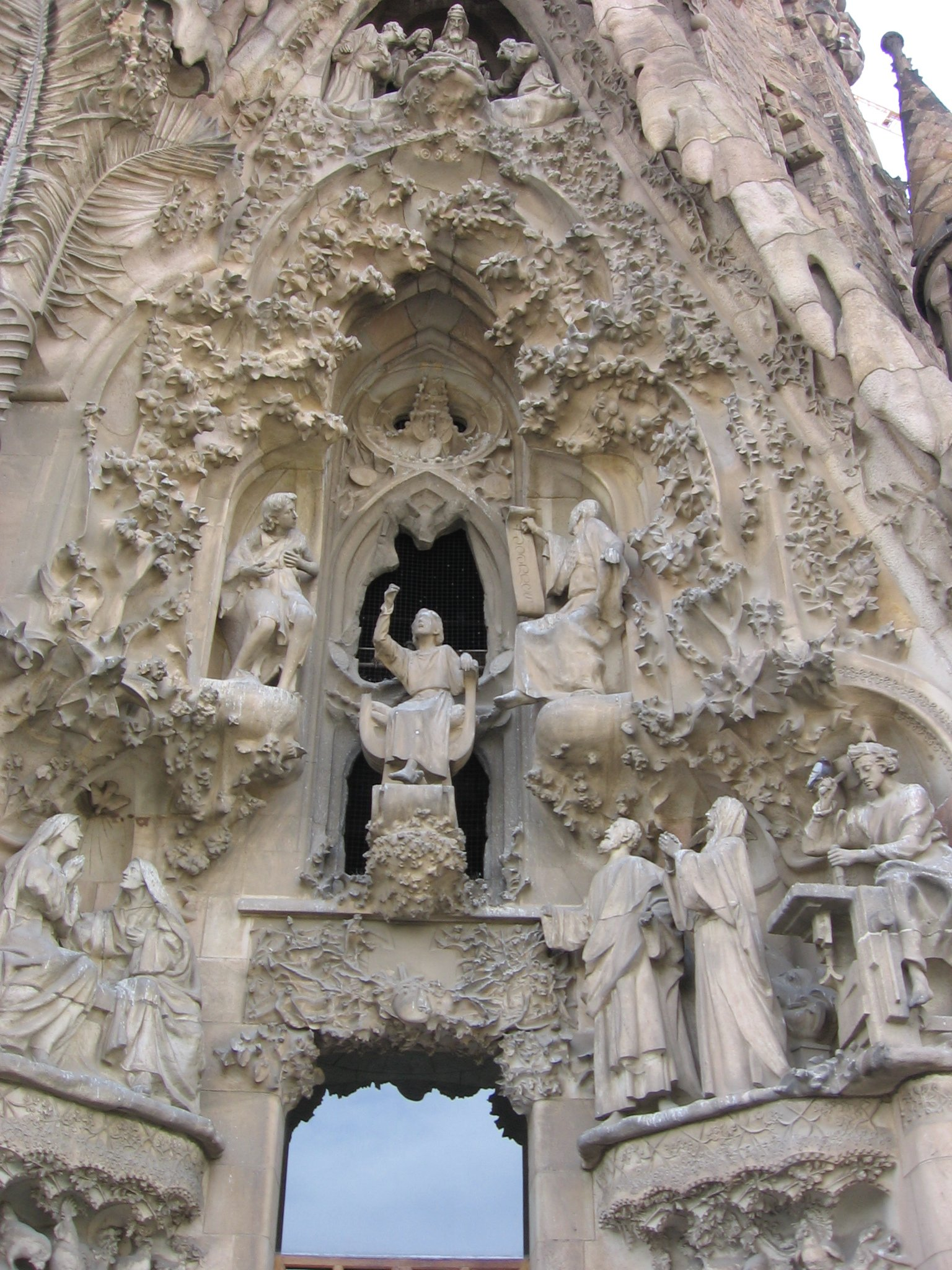
Porte de la Foi.
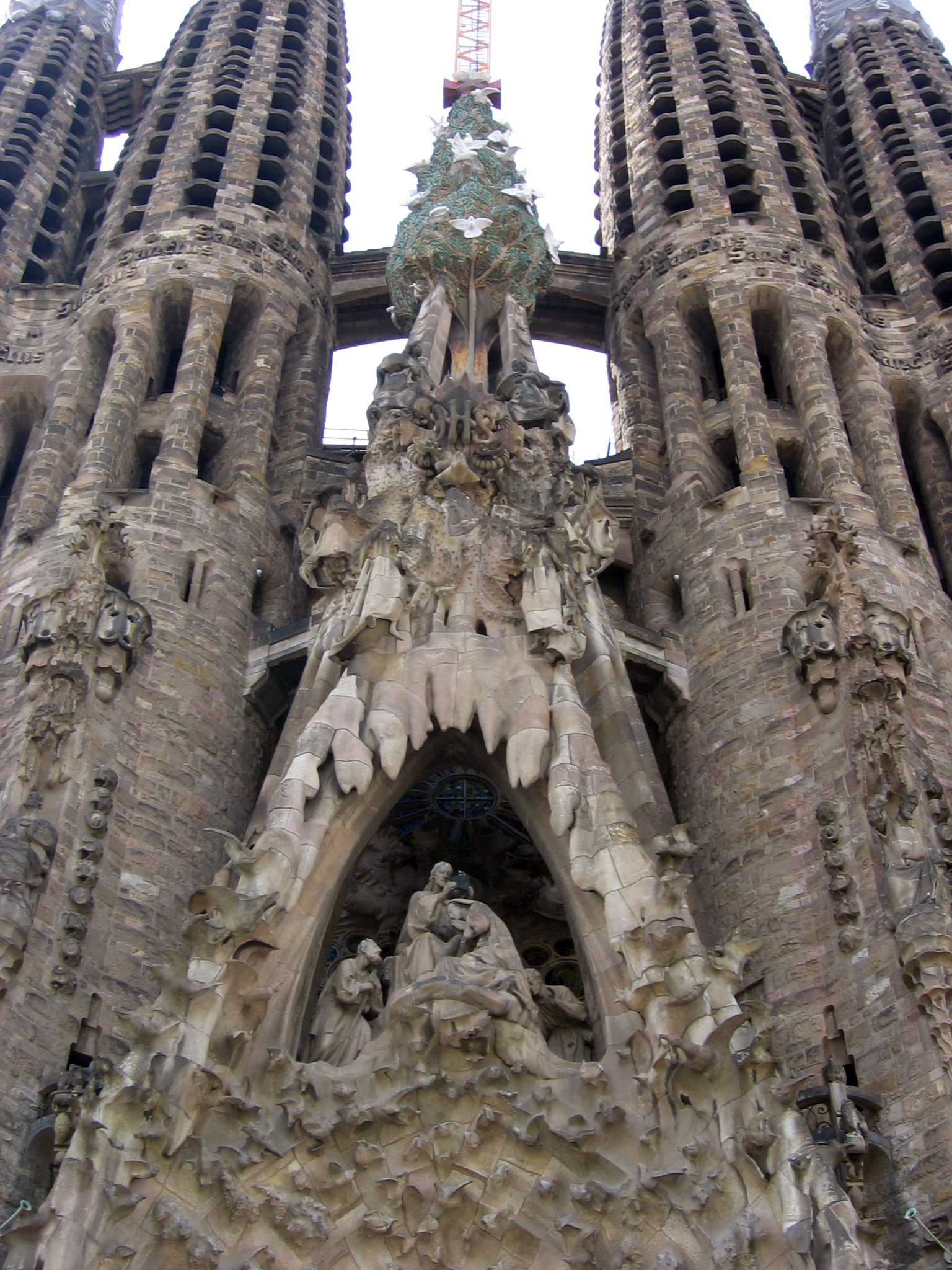
Arbre de la Vie.
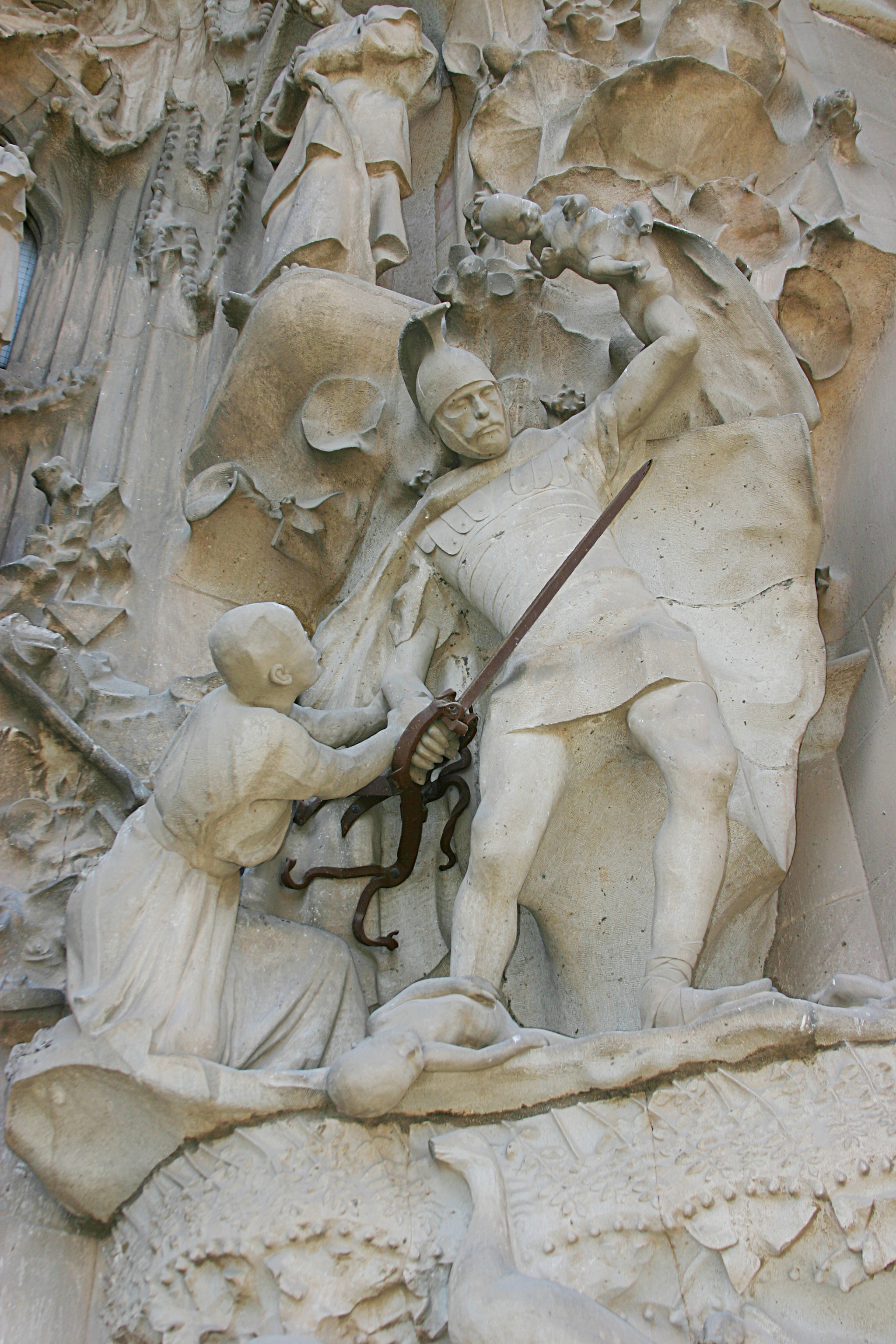
Massacre des Saints Innocents.
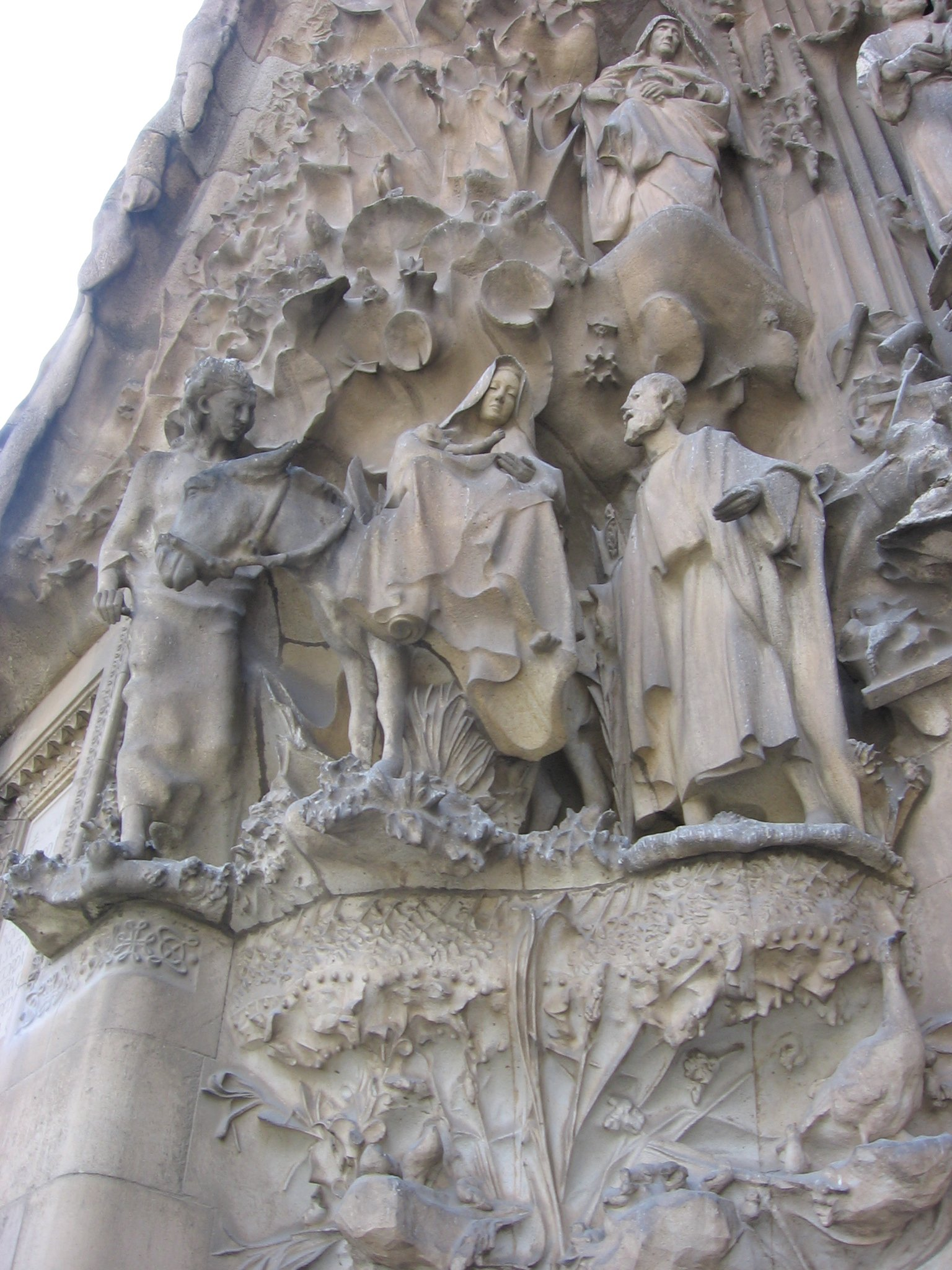
Fuite en Égypte.
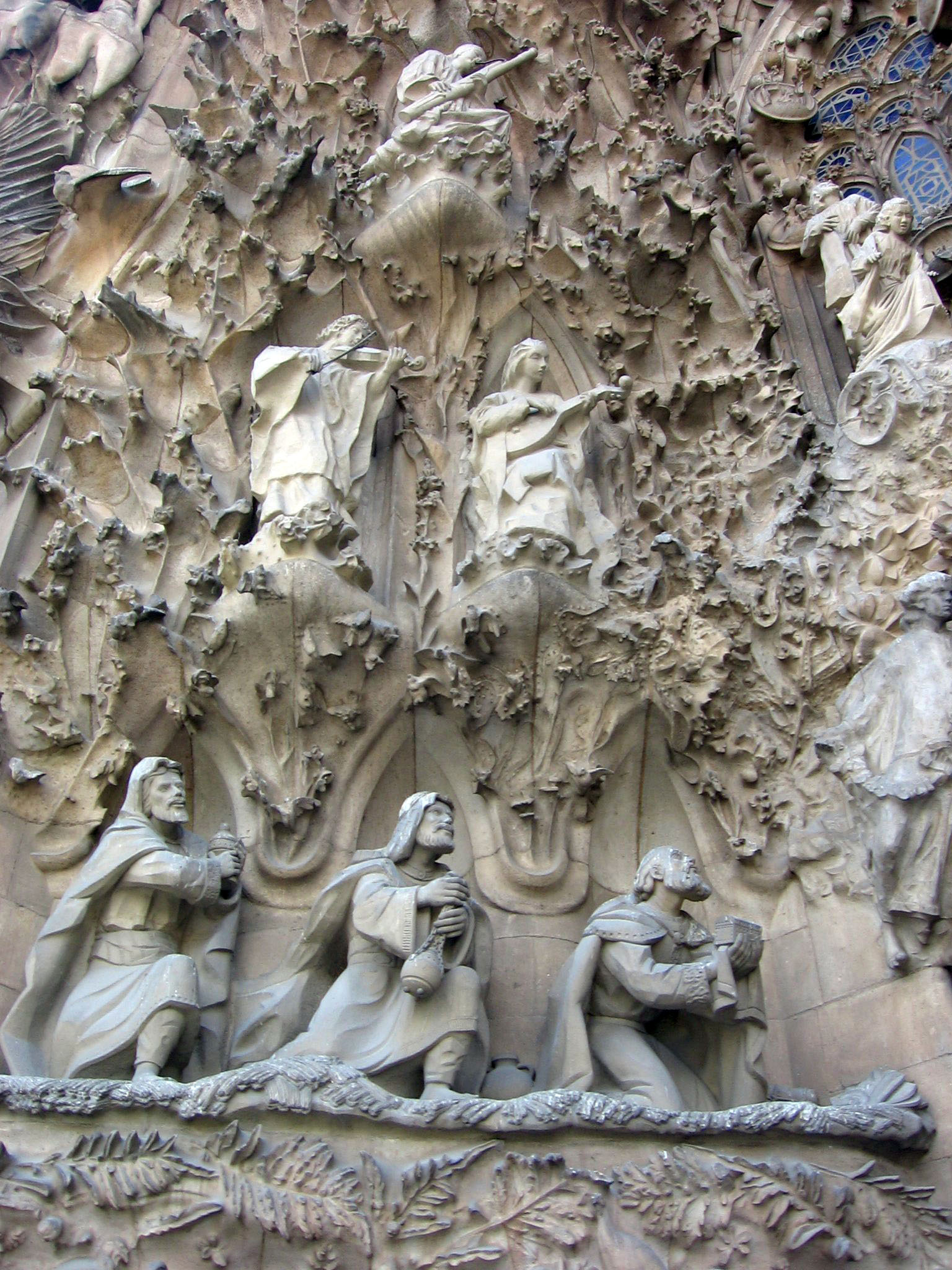
Adoration des Mages.
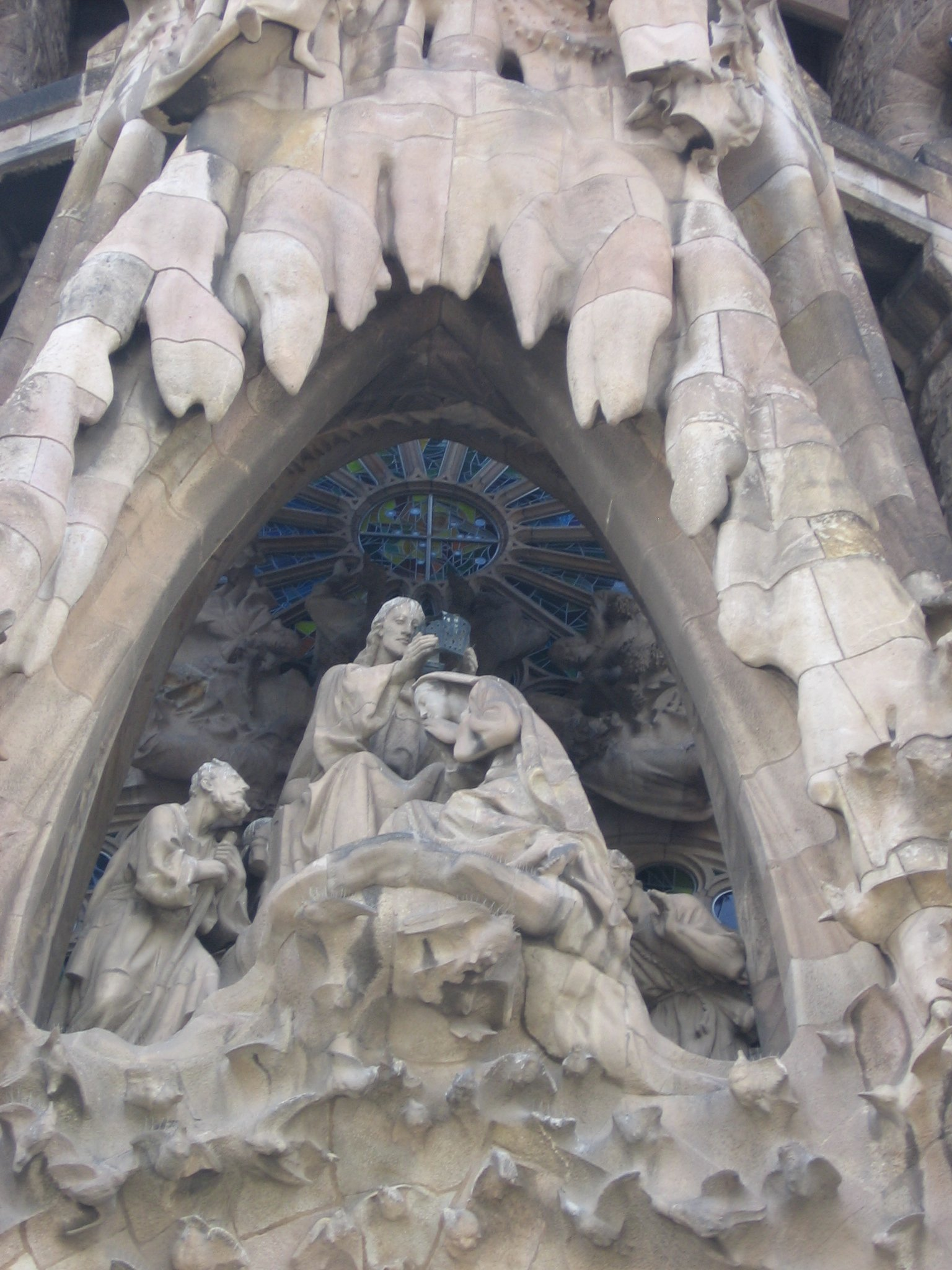
Couronnement de Marie.

### Façade de la Passion

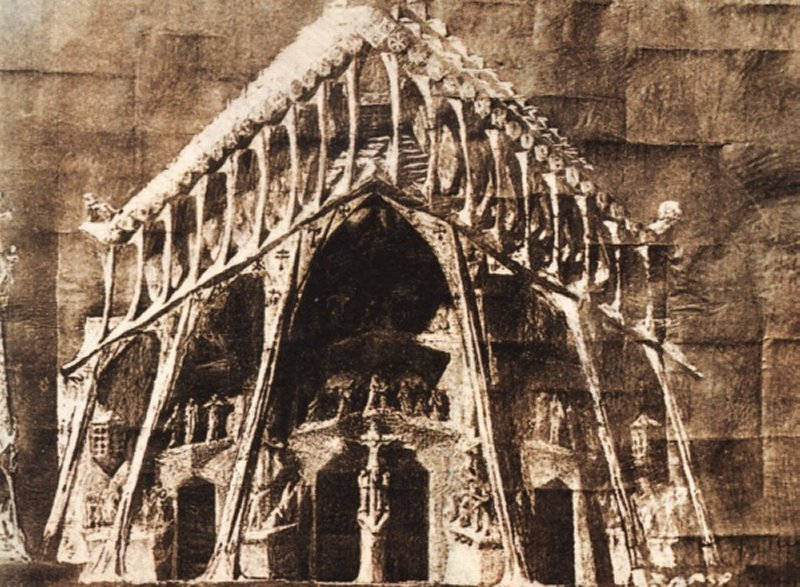
Façade de la Passion. Croquis de Gaudí en 1911.

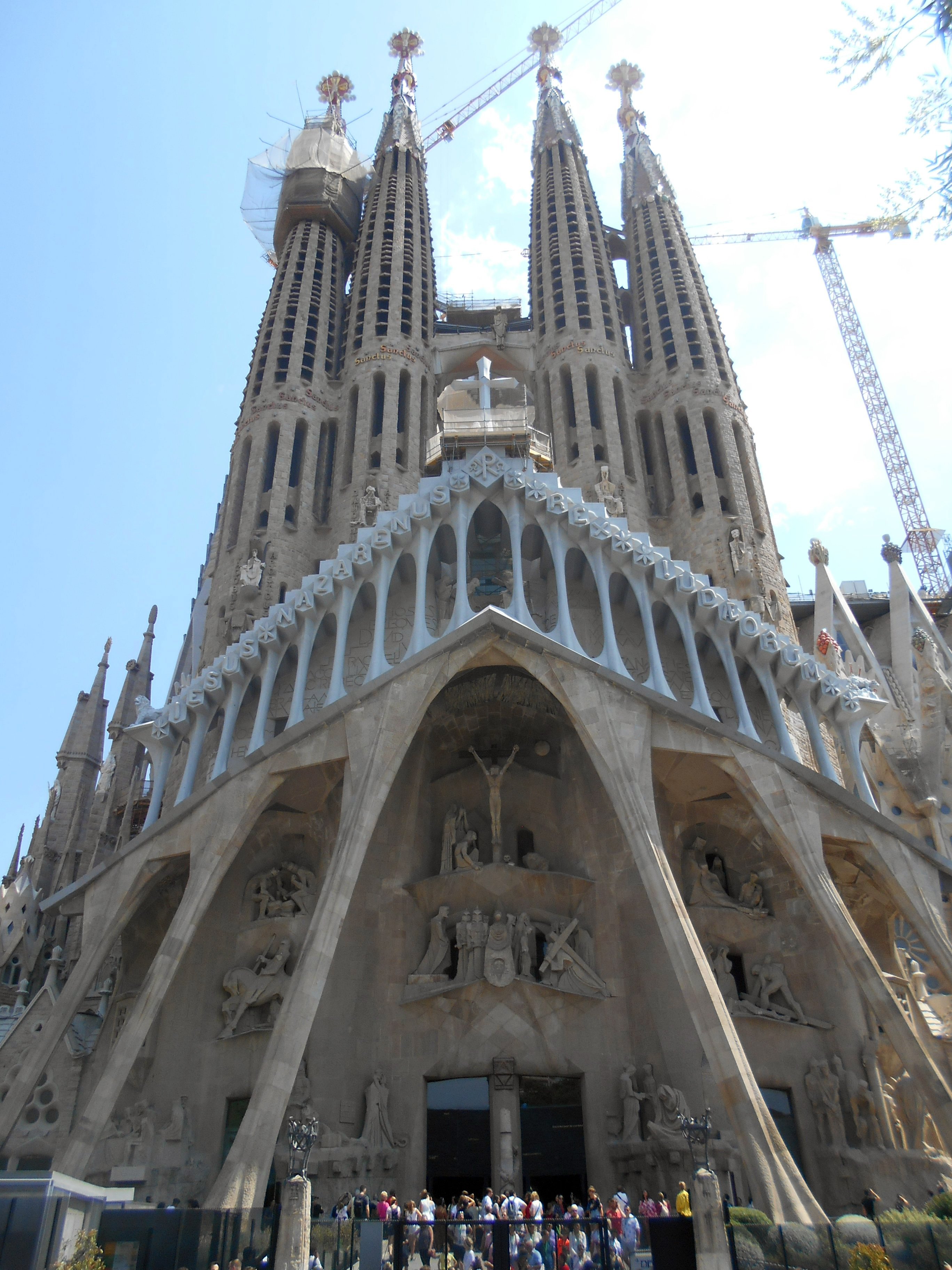
Façade de la Passion en 2018.

Comme pour la façade de la Nativité, la façade de la Passion possède trois portails d’entrée, également dédiés aux vertus théologales. Le porche est fait de six colonnes ressemblant à des os inclinés vers l’intérieur, et est surmonté d’une corniche qui soutient une galerie couverte de dix-huit petites colonnes en forme d’osselets, réalisées en granite de Sidobre par les carrières Plo de Saint-Salvy-de-la-Balme. Contrairement à la façade de la Nativité, Gaudí prévoit pour celle-ci une ornementation plus anguleuse et dépouillée afin d'évoquer la souffrance et la mort du Christ. Les groupes de sculptures évoquent la Passion du Christ.
La façade de la Passion ou « du Ponant » est située rue Sardenya. Pour la concevoir, Gaudí a réalisé en 1917 un dessin où l’on voit également l’ébauche d’un monument à la mémoire de Josep Torras i Bages, évêque de Vic. Gaudí décrivait sa conception de la façade de la Passion dans les termes suivants : « Certains trouveront cette porte trop extravagante ; moi je voulais qu’elle fasse peur, et pour y parvenir, je n’évitais pas les clairs-obscurs, les motifs entrants et sortants et tout ce qui résulte du plus sombre effet. C’est pire. Je suis prêt à sacrifier cette construction, à couper les colonnes pour donner une idée du cruel du sacrifice. » Les travaux des fondations commencent en 1954. La façade a été construite de façon très similaire à celle prévue par Gaudí. Les quelques changements portent essentiellement sur les sculptures, ce qui contribue au déclenchement d’une grande polémique sur la poursuite des travaux.
Les campaniles de la façade ont été achevés en 1976. Les tours sont dédiées à saint Jacques, saint Barthélemy, saint Thomas et saint Philippe. Les statues des saints sont installées au tiers de la hauteur des tours correspondantes. Les deux tours centrales mesurent 112 mètres, les deux autres sont hautes de 107 mètres.
La façade a été décorée par Josep Maria Subirachs qui a signé un contrat avec le groupe responsable des travaux le 10 juin 1986. De gauche à droite, suivant la forme d'un S, les douze groupes de sculptures de Subirachs s'élèvent sur la façade :

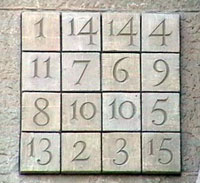
Carré magique de la façade de la Passion

#### Premier étage
- La Cène, placée en 1994 à gauche de la façade, ensemble le plus proche du spectateur. Jésus et Judas sont assis aux extrémités.
- Le jardin de Gethsémani ;
- La trahison de Judas ;
- La Flagellation du Christ ;
- Le reniement de saint Pierre ;
- Jésus devant le grand prêtre Caïphe.

#### Deuxième étage
- Jésus parle avec les femmes de Jérusalem ;
- Simon de Cyrène.

#### Troisième étage
- Les soldats jouent ;
- La Crucifixion ;
- La déposition et lamentation ;
- La Résurrection.

À côté de la représentation de la Trahison de Judas figure un carré magique d’ordre quatre qui a été sculpté par Josep Maria Subirachs. Il est différent du carré magique d’Albrecht Dürer, qui contient les nombres de 1 à 16 en un seul exemplaire chacun. La somme des chiffres dans quelque sens que ce soit (ligne, colonne, diagonale) est 33, l’âge du Christ à sa mort. Il y a 310 combinaisons.

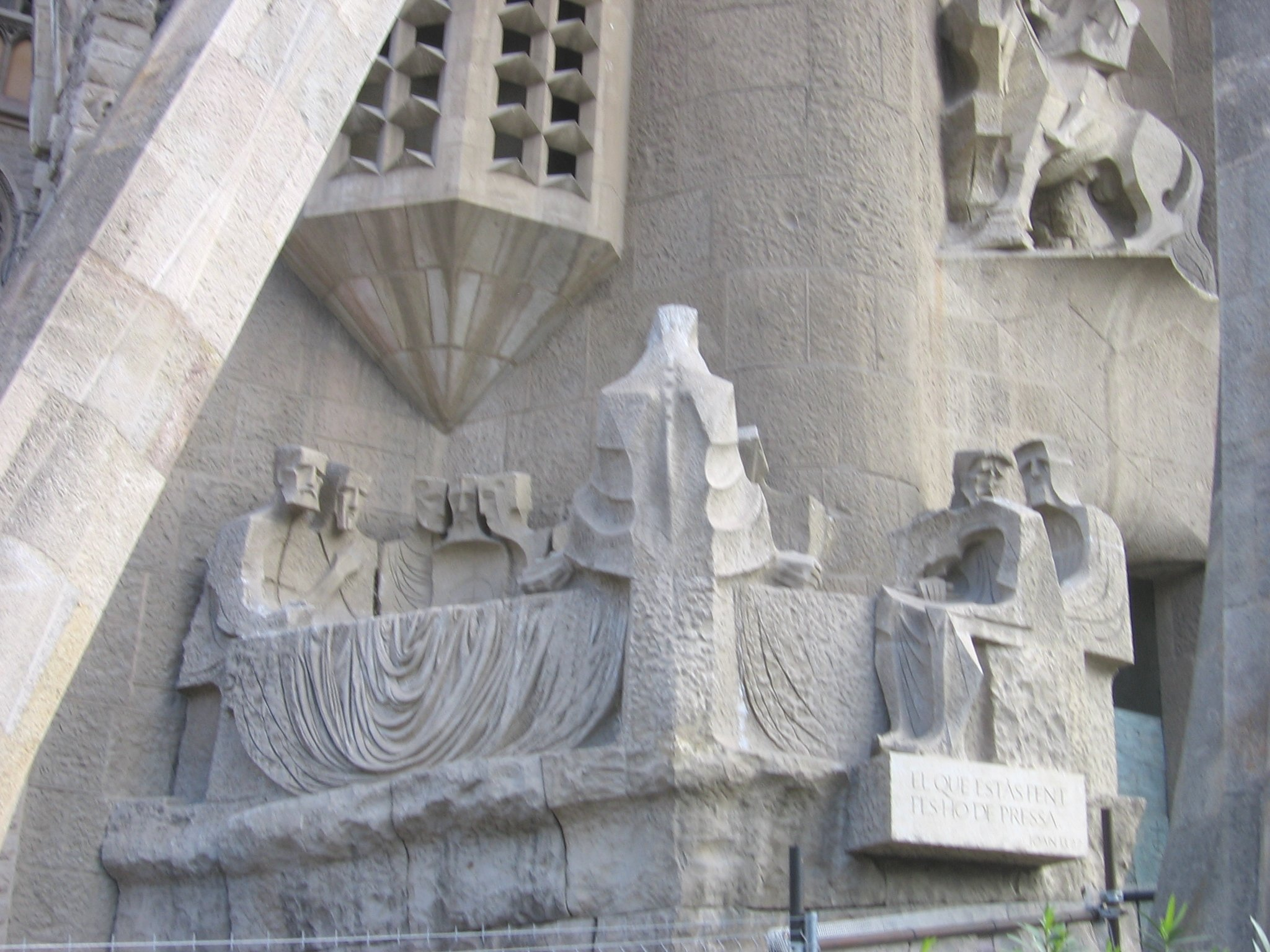
La Cène.
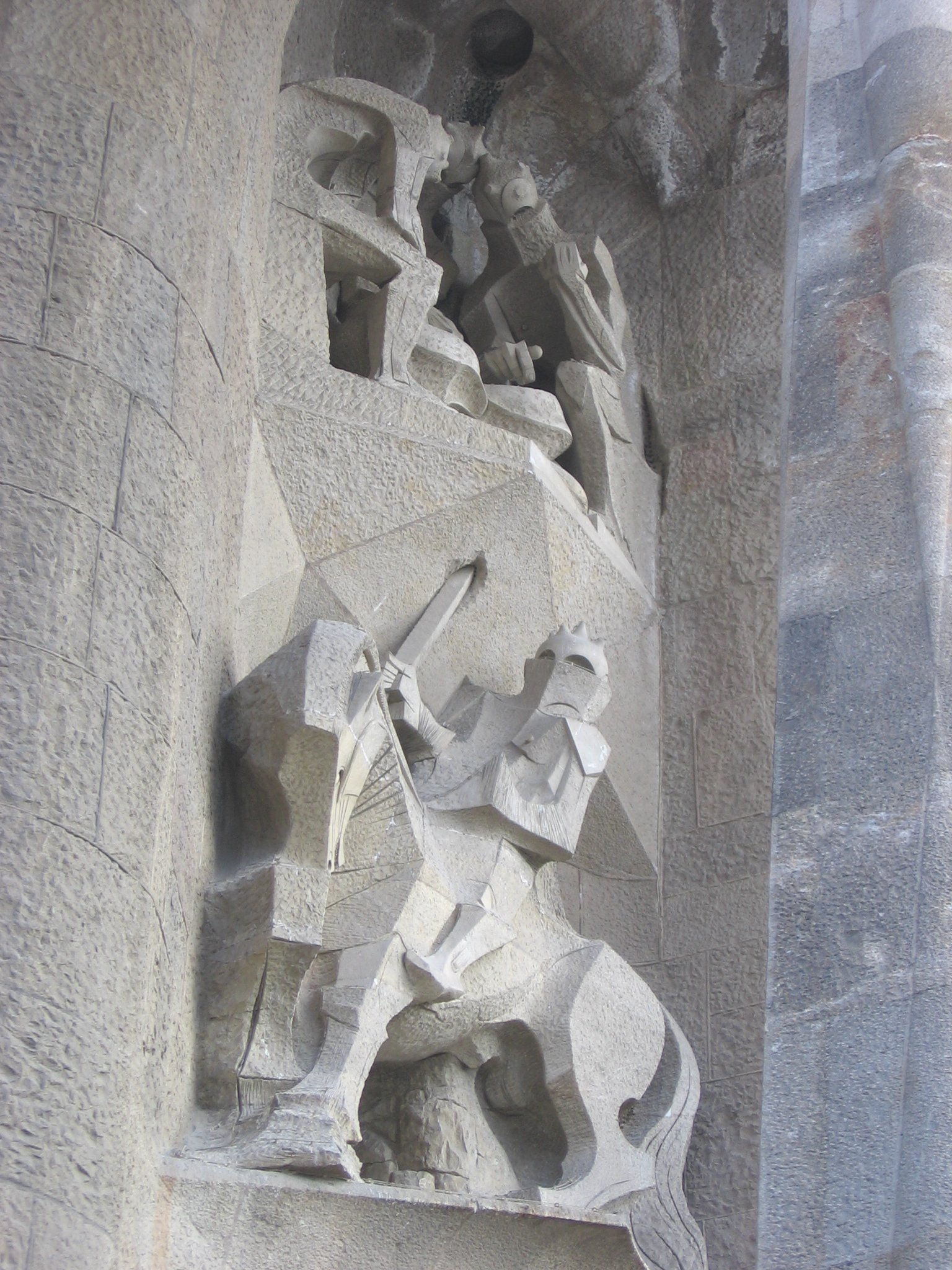
Le centurion Longinus à cheval.
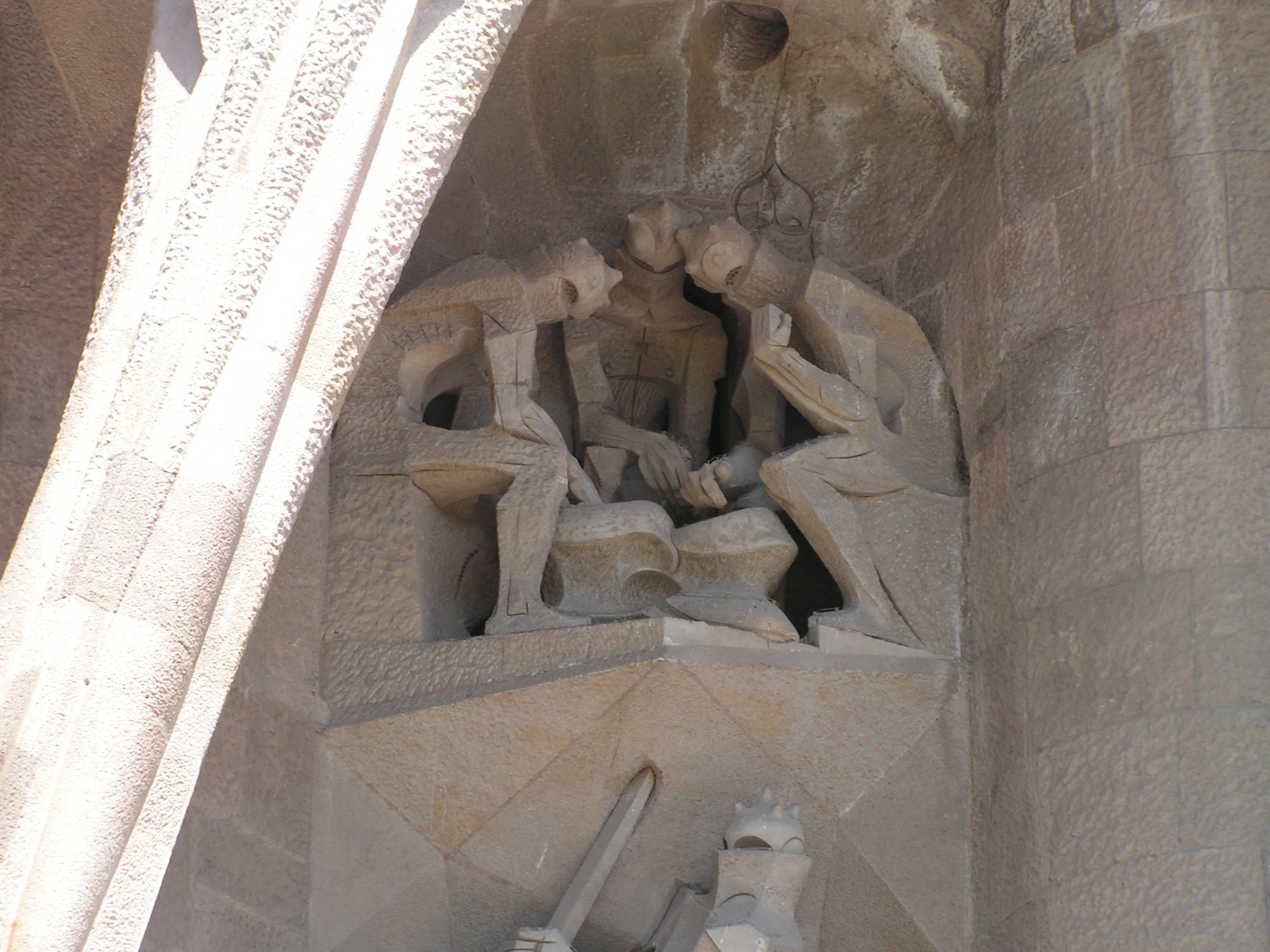
Les soldats jouent.
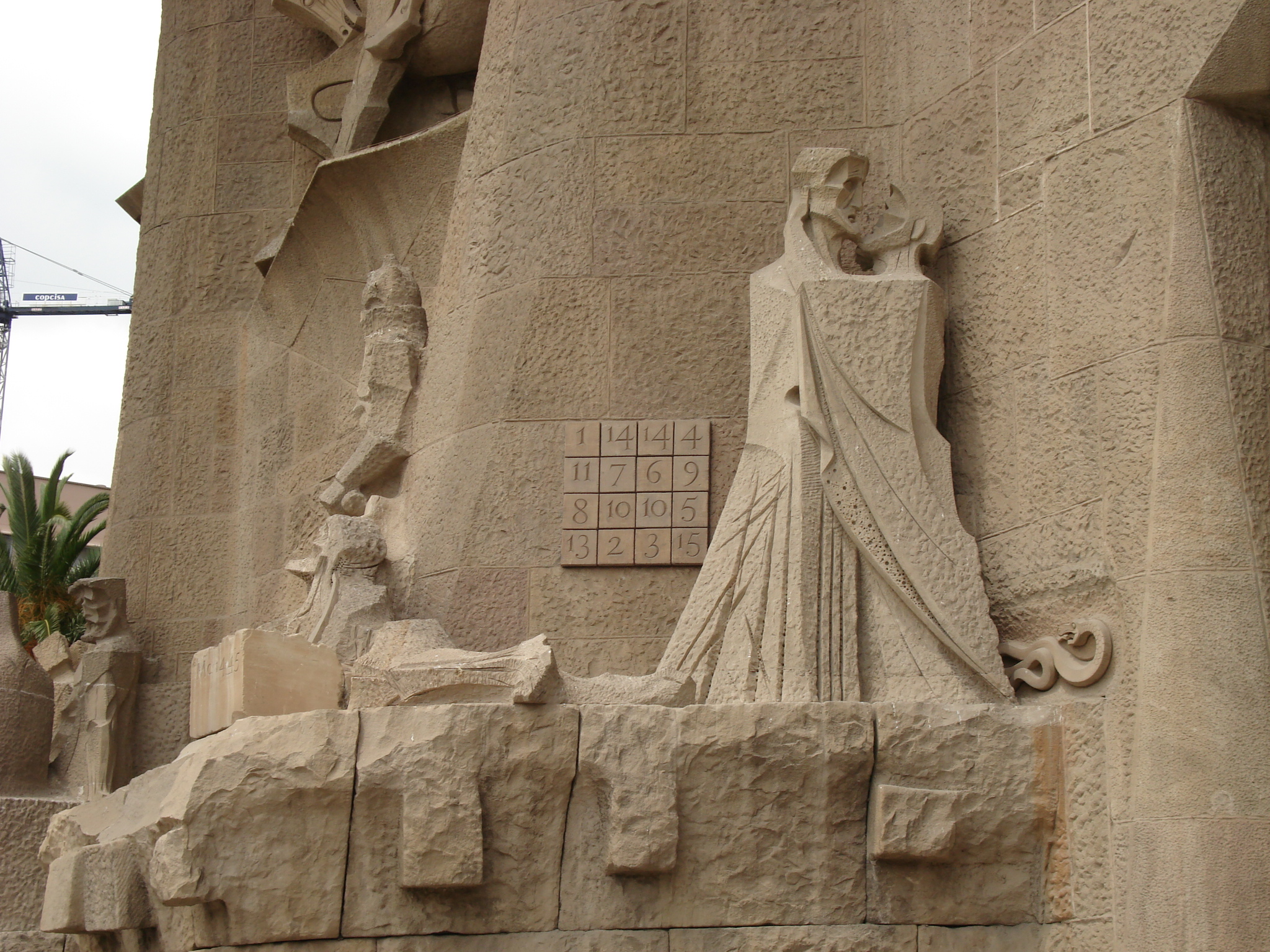
Baiser de Judas et carré magique.
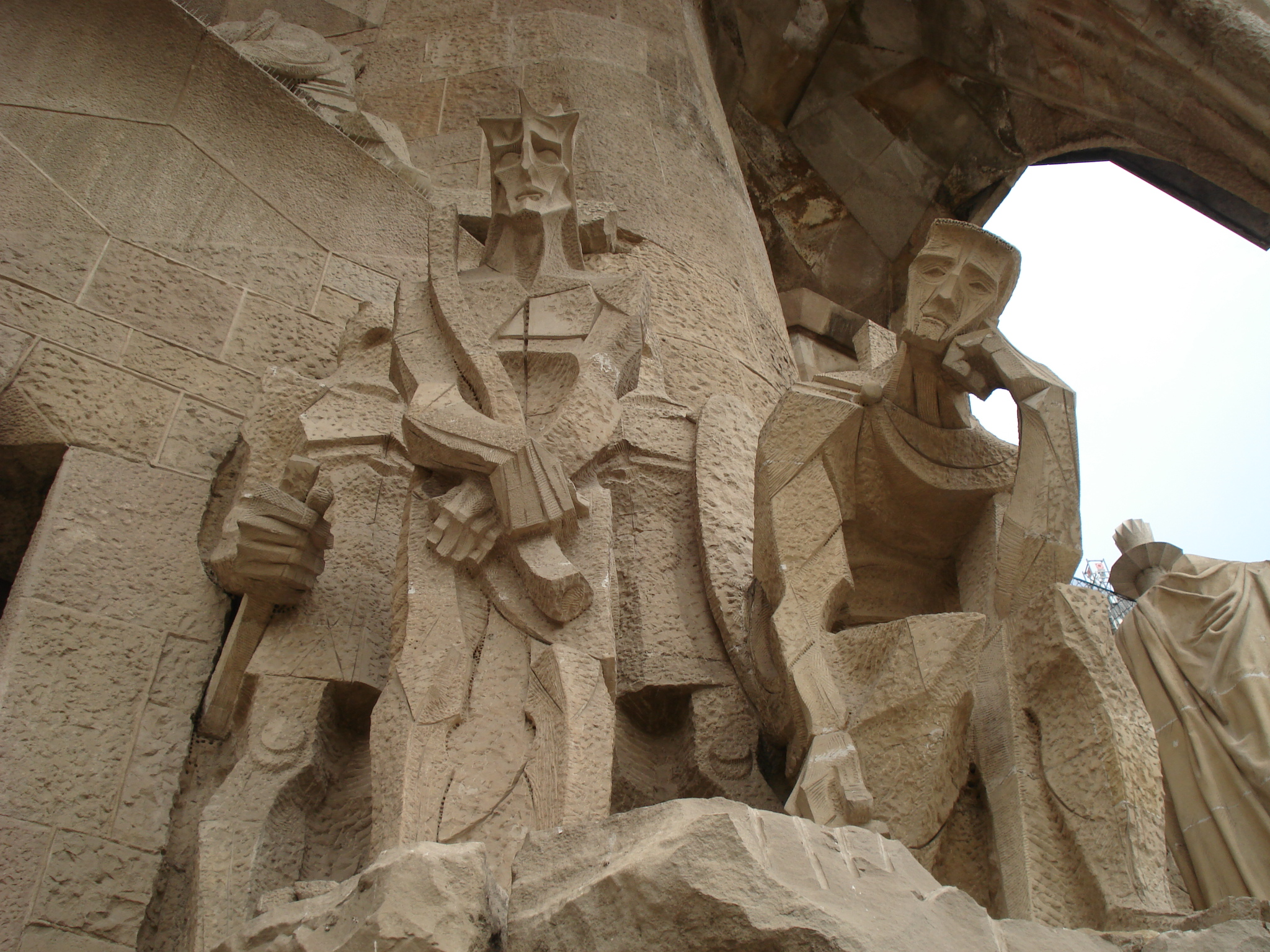
Ecce Homo.
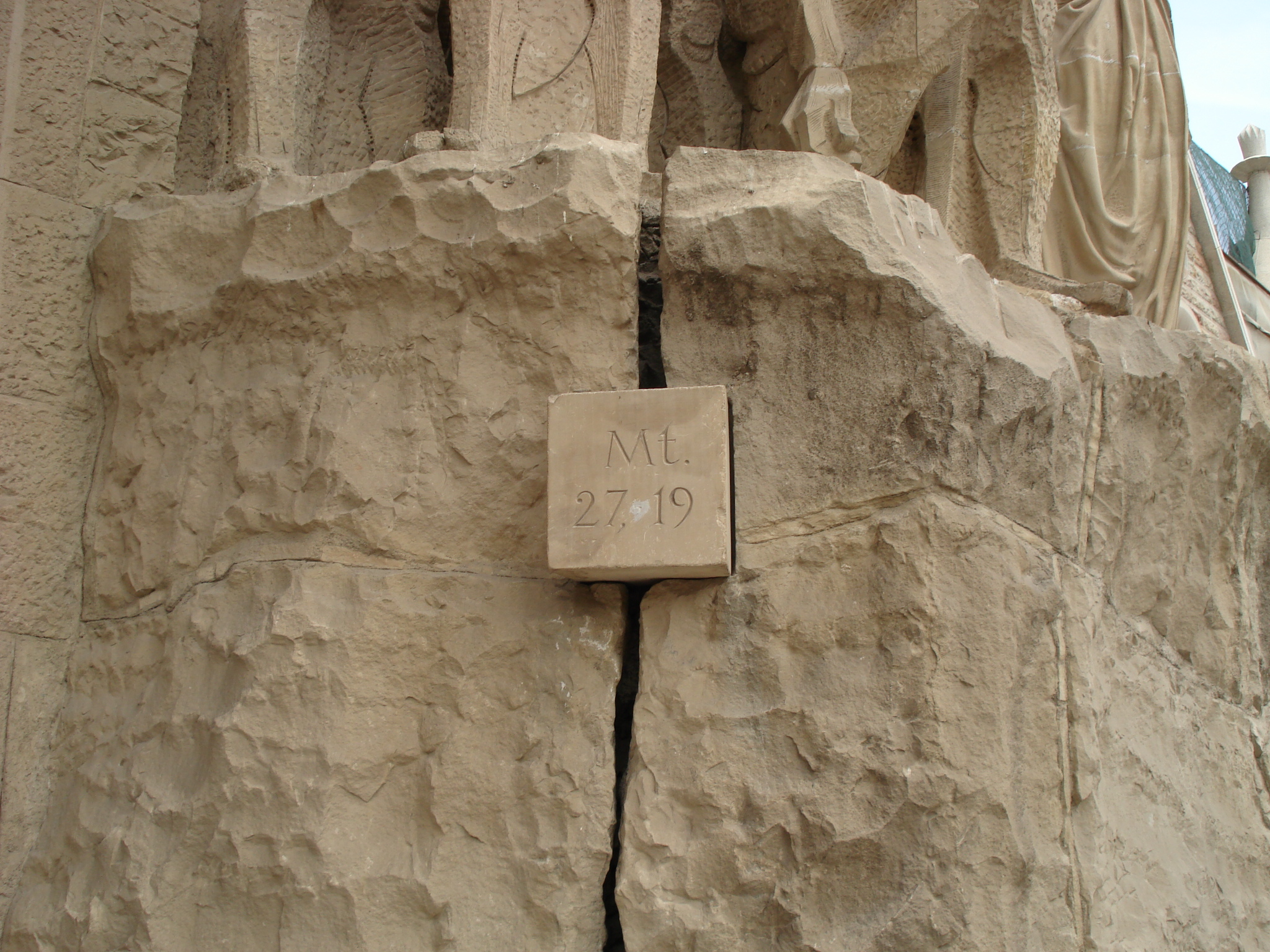
Plaque Mt 27.19.

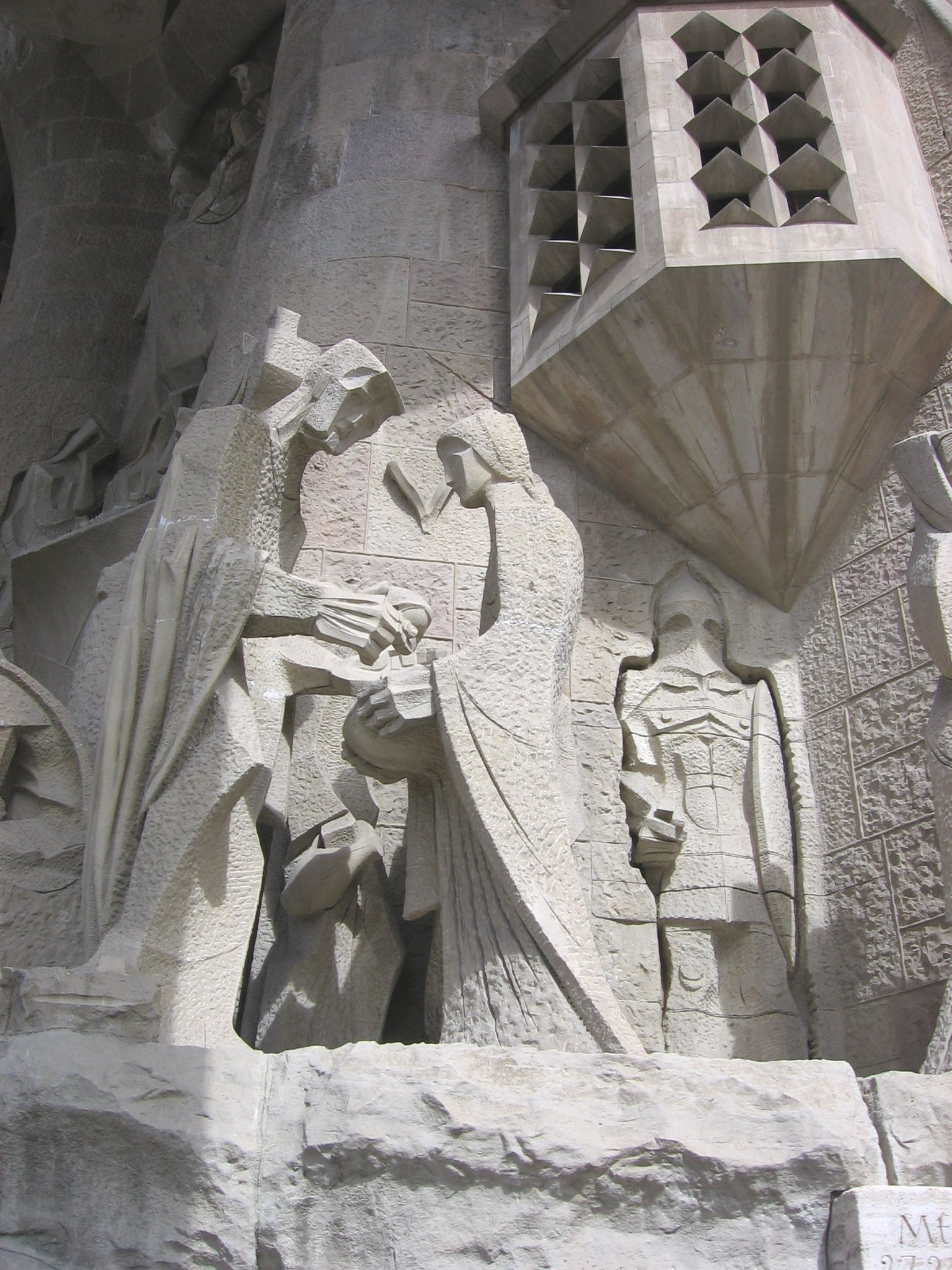
Le jugement de Jésus.
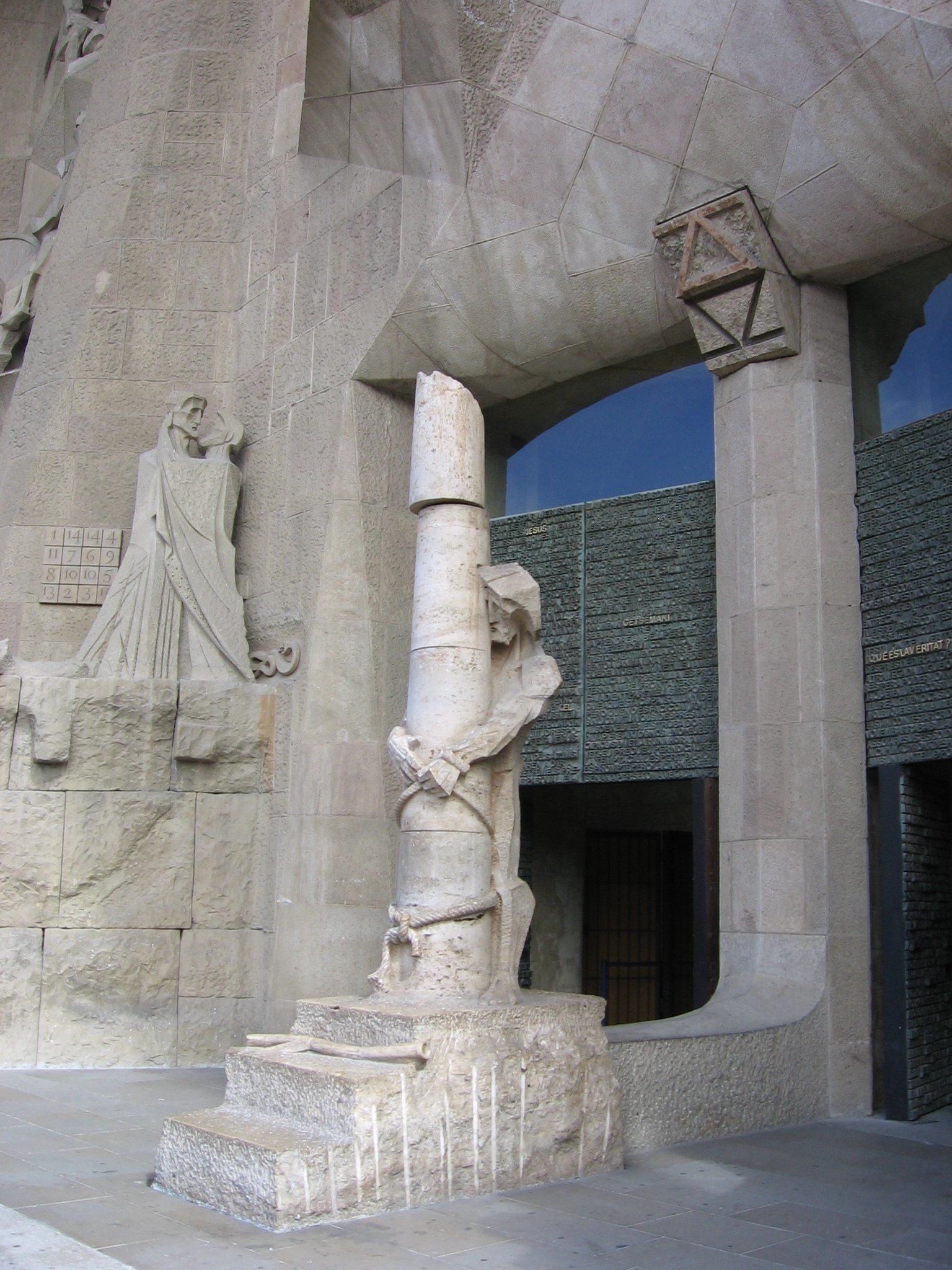
La Flagellation sur fond d’Alpha et d’Oméga.
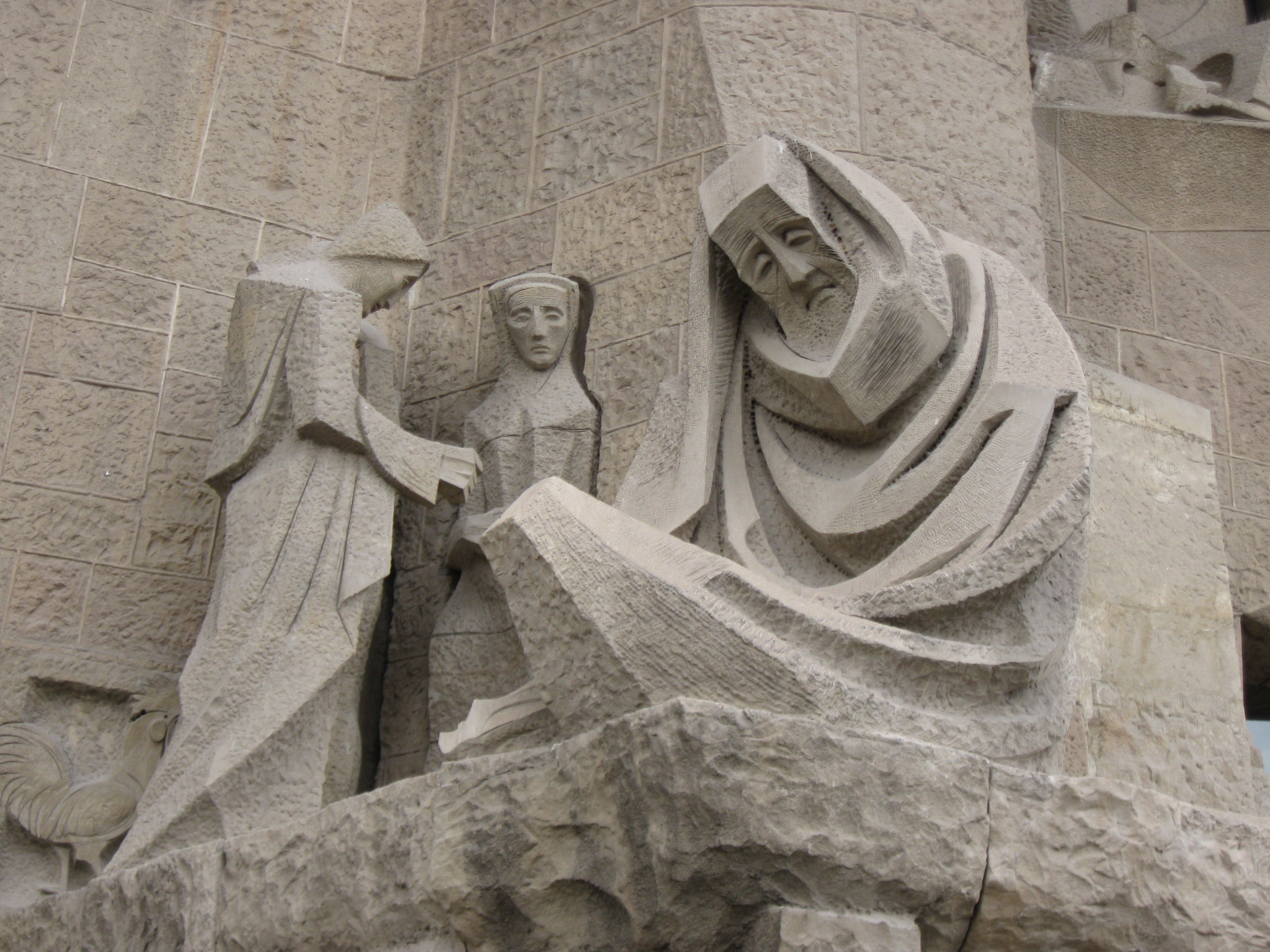
Le reniement de saint Pierre.
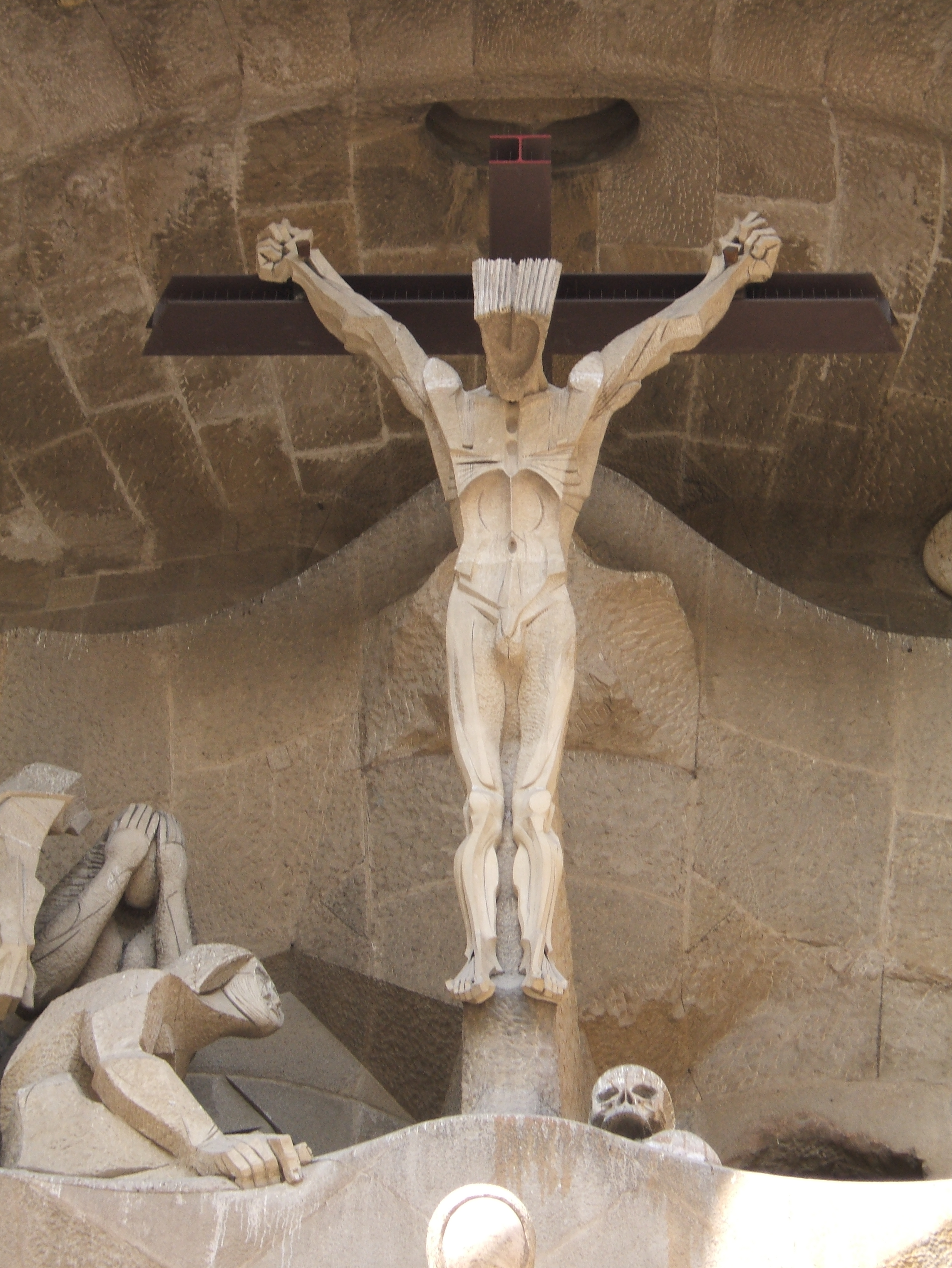
La crucifixion et calvaire.
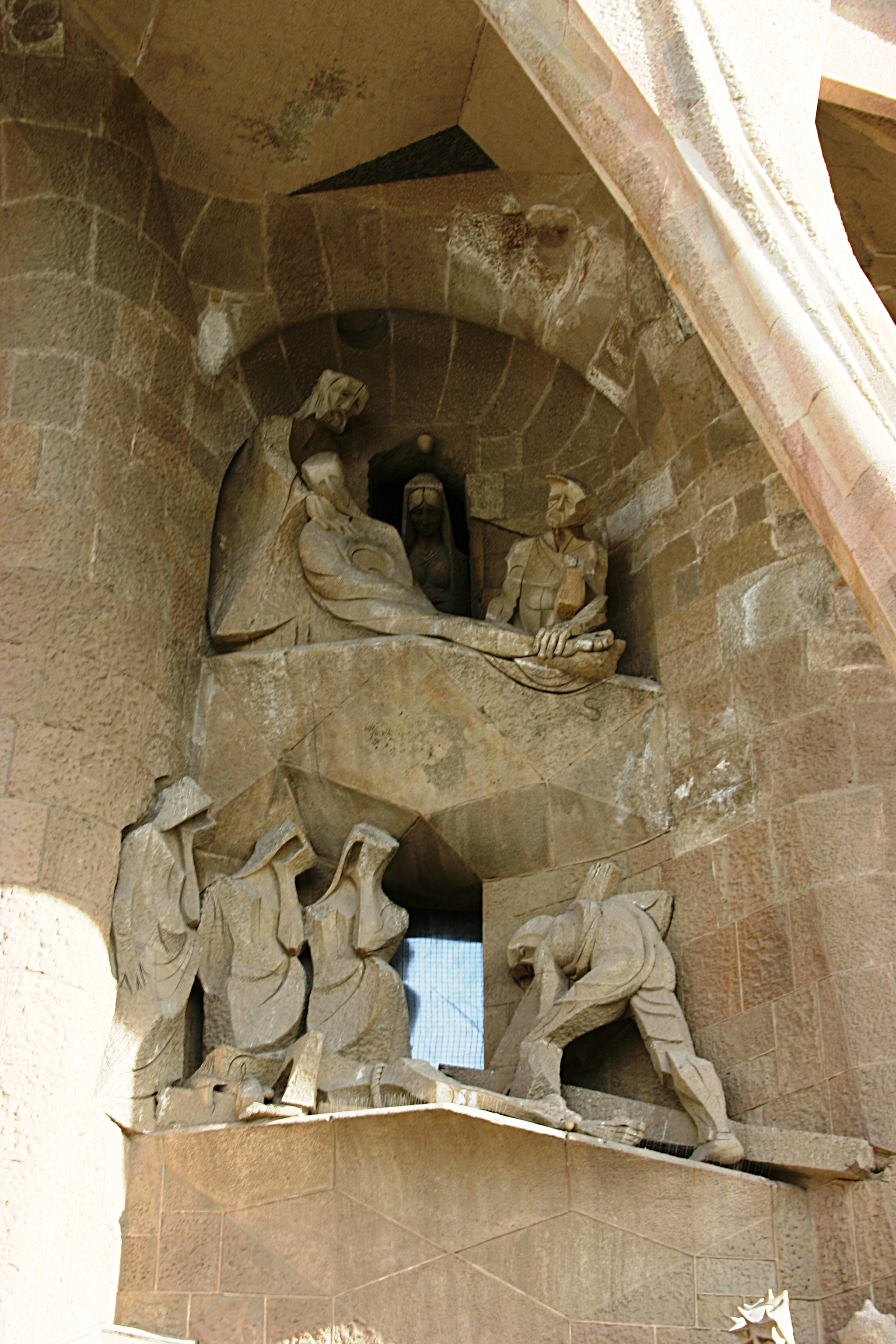
Déposition et lamentation.
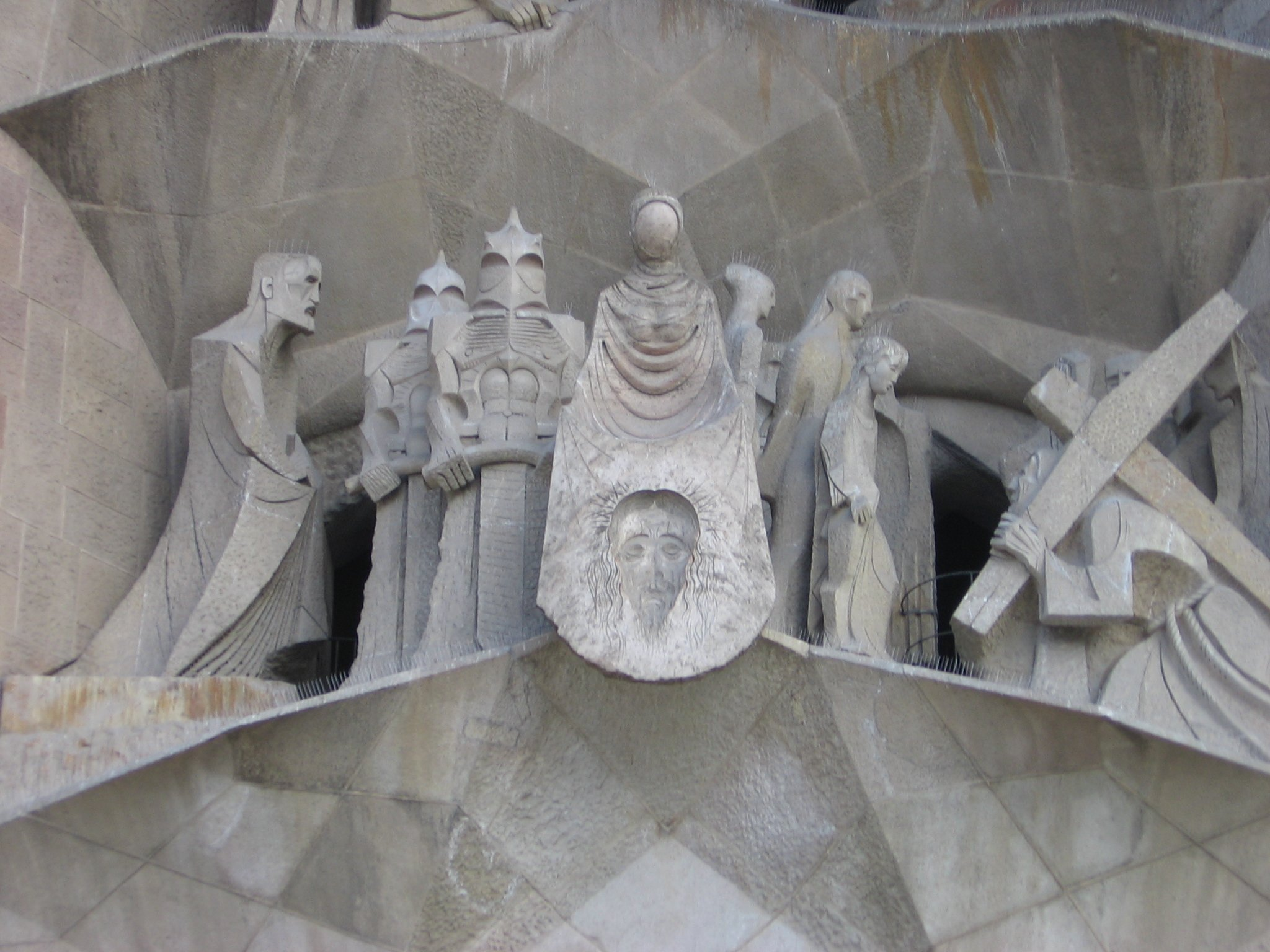
Sainte Véronique.
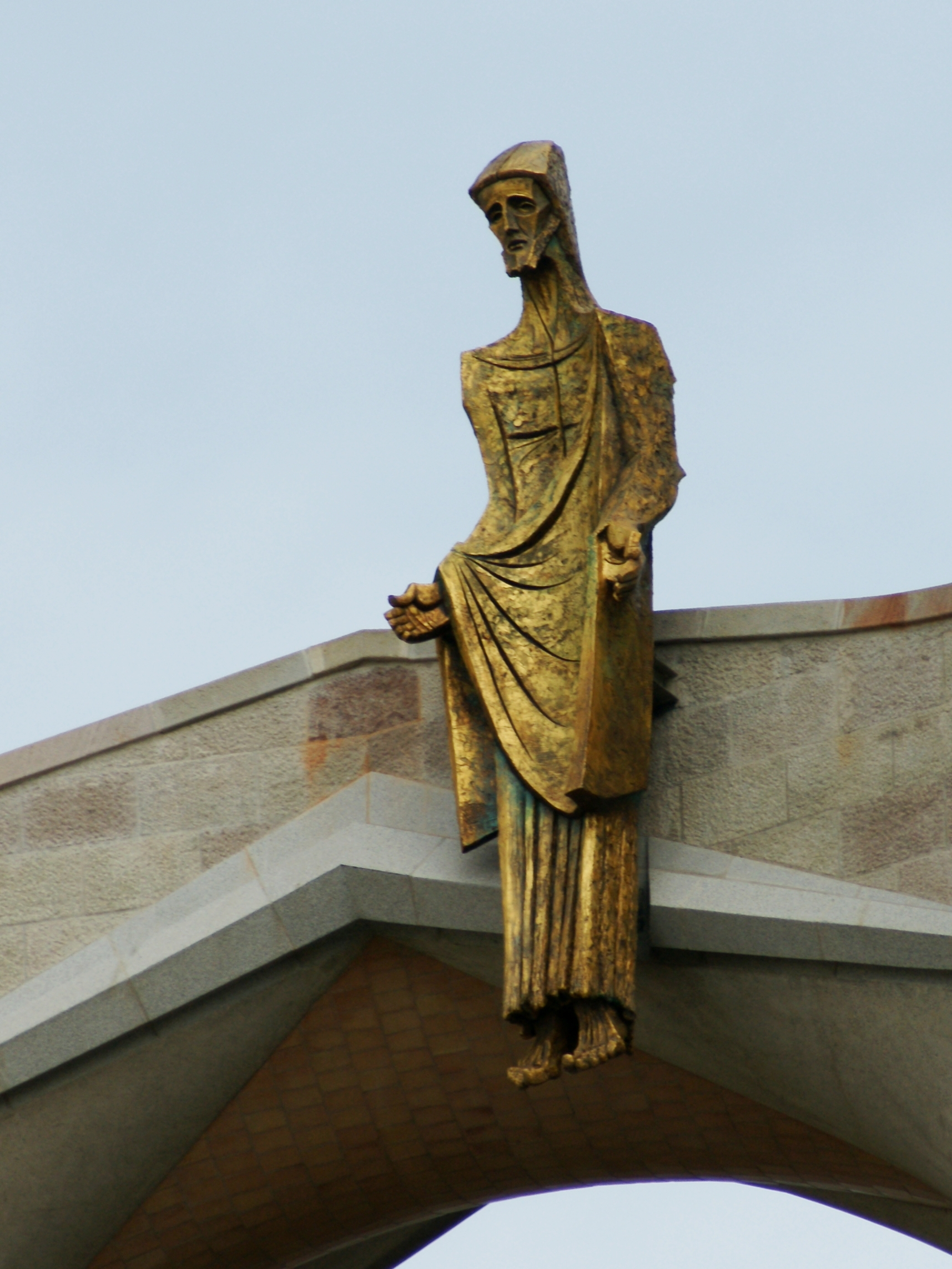
L'Ascension.
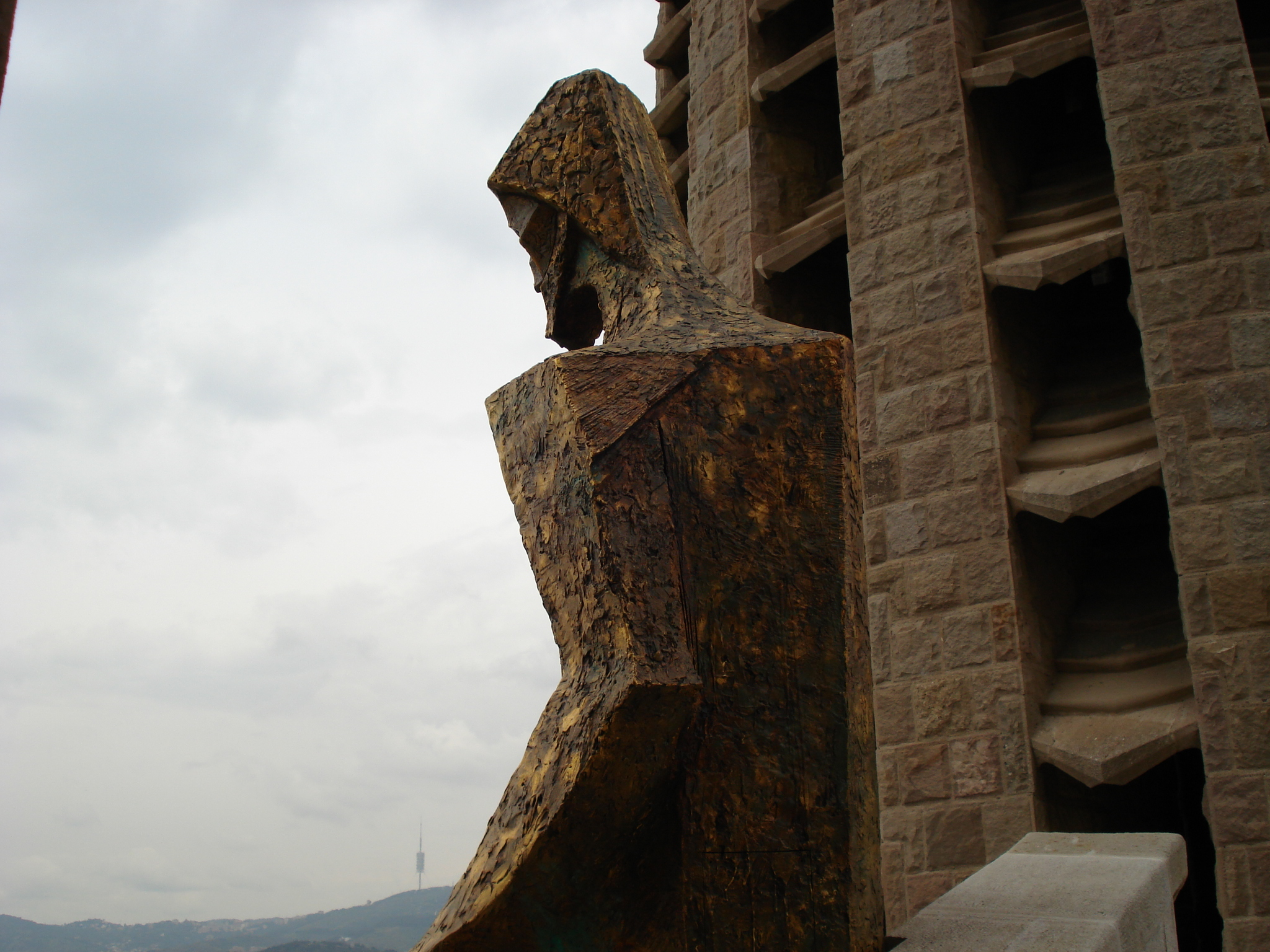
L'Ascension.

La statue de l’Ascension du Seigneur a été installée en 2005. C’est un bronze installé à une hauteur de 60 mètres.

#### Flagellation
La première sculpture installée sur la façade de la Passion a été la Flagellation. Comme les sculptures à meneau traditionnelles, elle est située à la base du pilier central du portail. Réalisée en pierre calcaire de Vélez de Benaudalla (Grenade), elle fait 5 mètres de haut depuis le bas du socle jusqu’au sommet de la colonne. Cette sculpture avec un Christ de 2,60 mètres est prête en 1987. Selon Subirachs, la symbologie de cette œuvre est : « … les trois étages représentent les trois jours de marche jusqu’à la Résurrection au travers de la Passion et de la mort. Deux éléments très importants sont le fouet et le nœud qui rappellent la souffrance de la chair. La colonne est formée par quatre tambours qui symbolisent les quatre bras de la croix, et qui en même temps représentent le monde ancien que le Christ a brisé. Il change le cours de l’histoire et ainsi, si la colonne est l’instrument de son martyre, Il — comme un nouveau Samson — libère et rompt la colonne. »
À l’endroit où devraient se rejoindre le chapiteau à meneau du portail et le linteau, se trouve une sculpture qui représente l’Alpha, symbole du début, suivi de l’Oméga, symbole de la fin. C’est un symbole de l’infini de Dieu très courant dans le christianisme du Moyen Âge.

#### Crucifixion
La représentation de la Crucifixion se situe sur la partie la plus haute de l’atrium. Au centre est représenté le Christ les pieds déliés. On peut observer sur la croix formée par les poutres de fer les traces du I de profil, première lettre de INRI (Iesvus Nazarevs rex Ivdærorvm). À ses pieds, à côté du groupe de saint Jean, on trouve sa Mère ainsi que Marie-Madeleine. De l’autre côté, l’unique élément est un crâne ou calvaire, qui représente la mort. L’ensemble est recouvert par le Vieux temple de Jérusalem comme un baldaquin. C’est le symbole d’une rupture entre un avant et un après Jésus-Christ.
L’inscription Veritas figure sur la croix centrale. Crux fidelis et Mors et Vita sont inscrits sur l’archivolte. Enfin, Jesus Nazarenus, rex Judeorum apparaît sur le fronton. Des sculptures des croix de tous les rites et de tous les pays sont posées sur l’archivolte. Le fronton est décoré avec des statues de prophètes Isaïe, Jérémy, Zacharie, Ézéchiel, Daniel, Jonas et Jean le Baptiste, ainsi que les patriarches (Adam, Noé, Abraham, Isaac, Jacob, Joseph, Moïse, Samuel, David et saint Joseph).
Sur les acrotères du fronton, on note deux préfigurations bibliques de Jésus : le lion de Judas et l’anneau du sacrifice d’Isaac. Les scènes sur le fronton représentent la Résurrection de Jésus avec l’Ange Gardien, Marie-Madeleine, et Marie-Salomé. Le cycle de la Passion du Christ ressuscité se termine par l’Ascension de Jésus au niveau de la fenêtre de la croisée du transept, entre les campaniles.

#### Portes

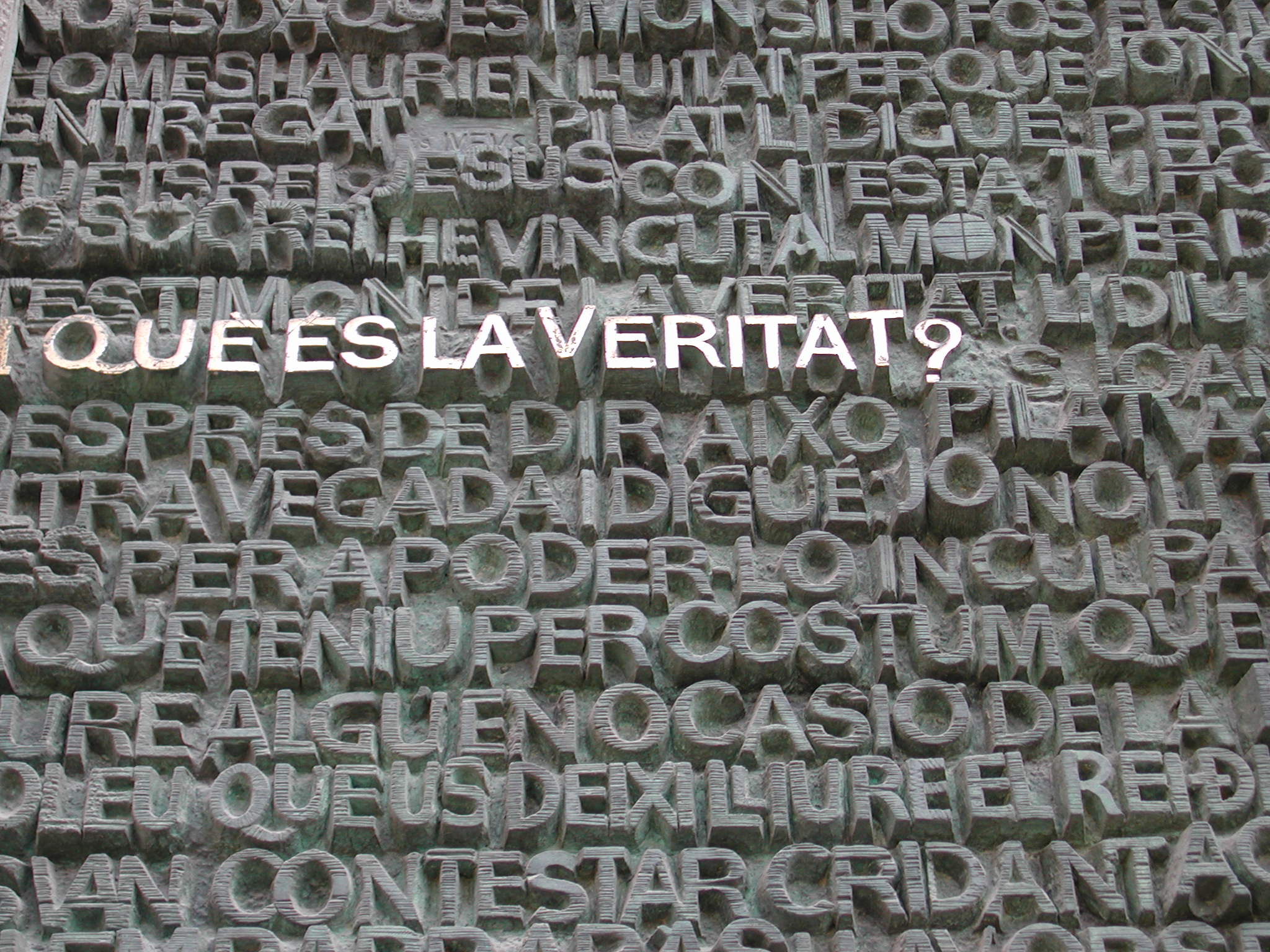
Porte centrale avec les lettres sculptées formant la question Qu’est-ce que la vérité ?

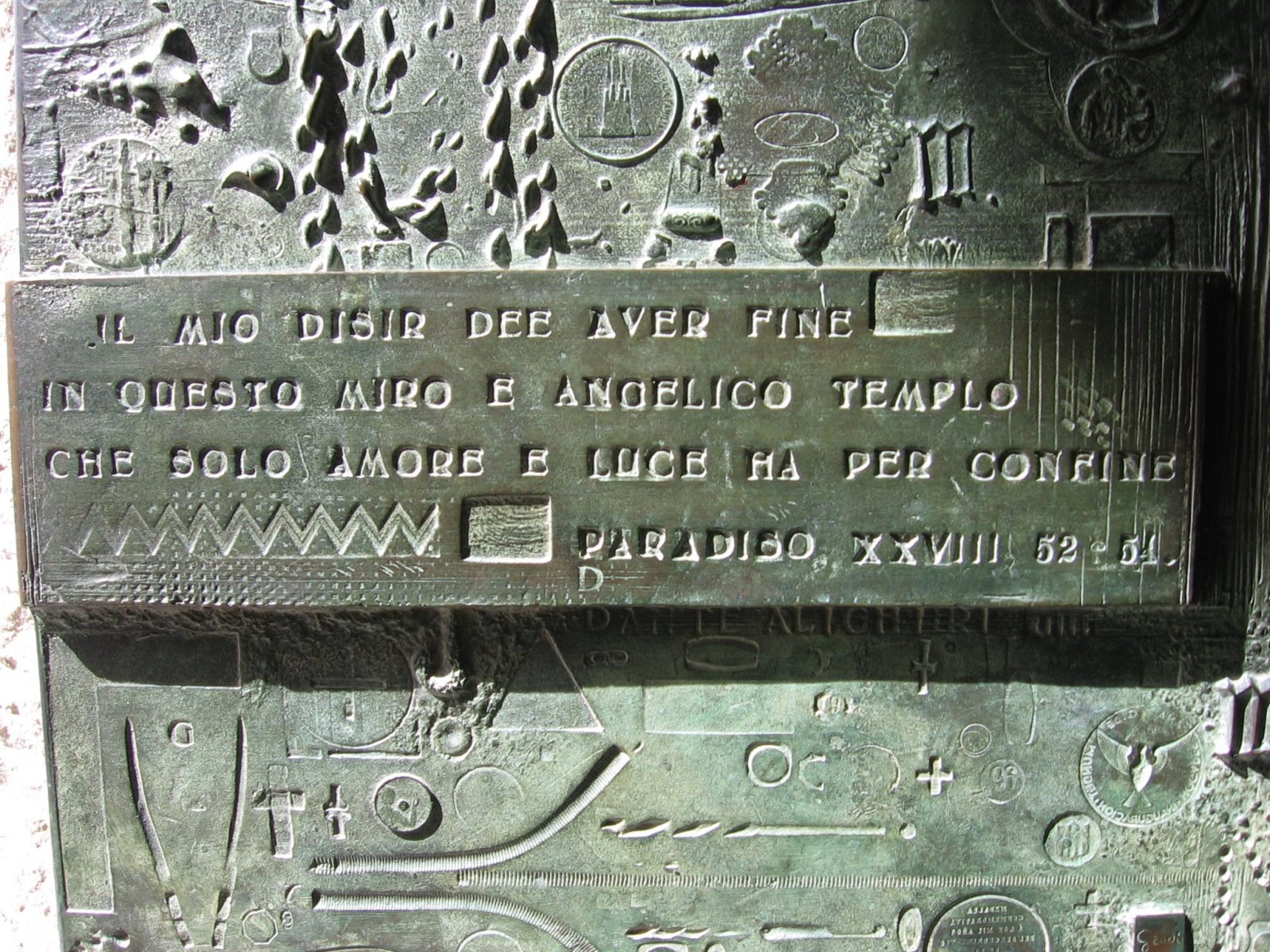
Détail de la porte de la couronne d’épines, avec un passage de la Divine Comédie de Dante.

Le sculpteur Subirachs s’est également chargé de la réalisation des portes en bronze de la façade de la Passion.
Le portail central est constitué par deux grandes portes, chacune d’elles est formée par deux battants couverts de haut en bas par deux mille lettres sculptées en relief. Elles reproduisent des parties des Évangiles selon saint Matthieu et selon saint Jean, respectivement sur la porte de gauche et de droite. Des lettres en relief se détachent des paroles ou des phrases dorées, telles que la question de Ponce Pilate : « Qu’est-ce que la vérité ? »
Le portail nord représente le jardin de Gethsémani avec Jésus priant, les apôtres, Jean, Jacques et le Père endormi. On y trouve également le texte de l’évangile relatif à cet épisode. La Lune est figurée sur la partie supérieure, et sur la partie inférieure, un polygone est sculpté avec gravé : La Malenconia, d’Albrecht Dürer.
Le portail sud est dédié à la couronne d’épines. Il représente Jésus couronné et frappé. La partie centrale représente la même scène inversée, comme par un jeu de miroirs qui montre Jésus devant Hérode à gauche, et, à droite, devant Pilate. Les textes proviennent du passage de l’évangile qui décrit le Couronnement, de plusieurs fragments de la Divine Comédie de Dante ainsi qu’une partie du poème de La pell de brau de Salvador Espriu.

#### Autres éléments
Là comme ailleurs, des éléments symboliques enrichissent le thème :
- le labyrinthe : à droite du portail, symbole des cathédrales médiévales et rappelant le parcours de Jésus après sa capture ;
- l’aigle romain : placé près du gouverneur Pilate, sur une colonne où est inscrit Tibère, empereur de Rome ;
- le serpent : derrière la statue de Judas, image du mal qui symbolise le démon qui pousse Judas à trahir Jésus.

### Façade de la Gloire

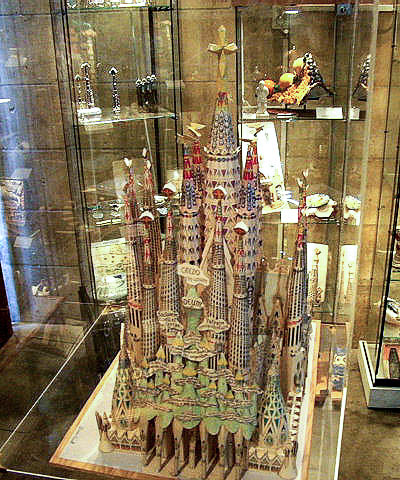
Maquette du Temple achevée, la façade de la Gloire au premier plan.
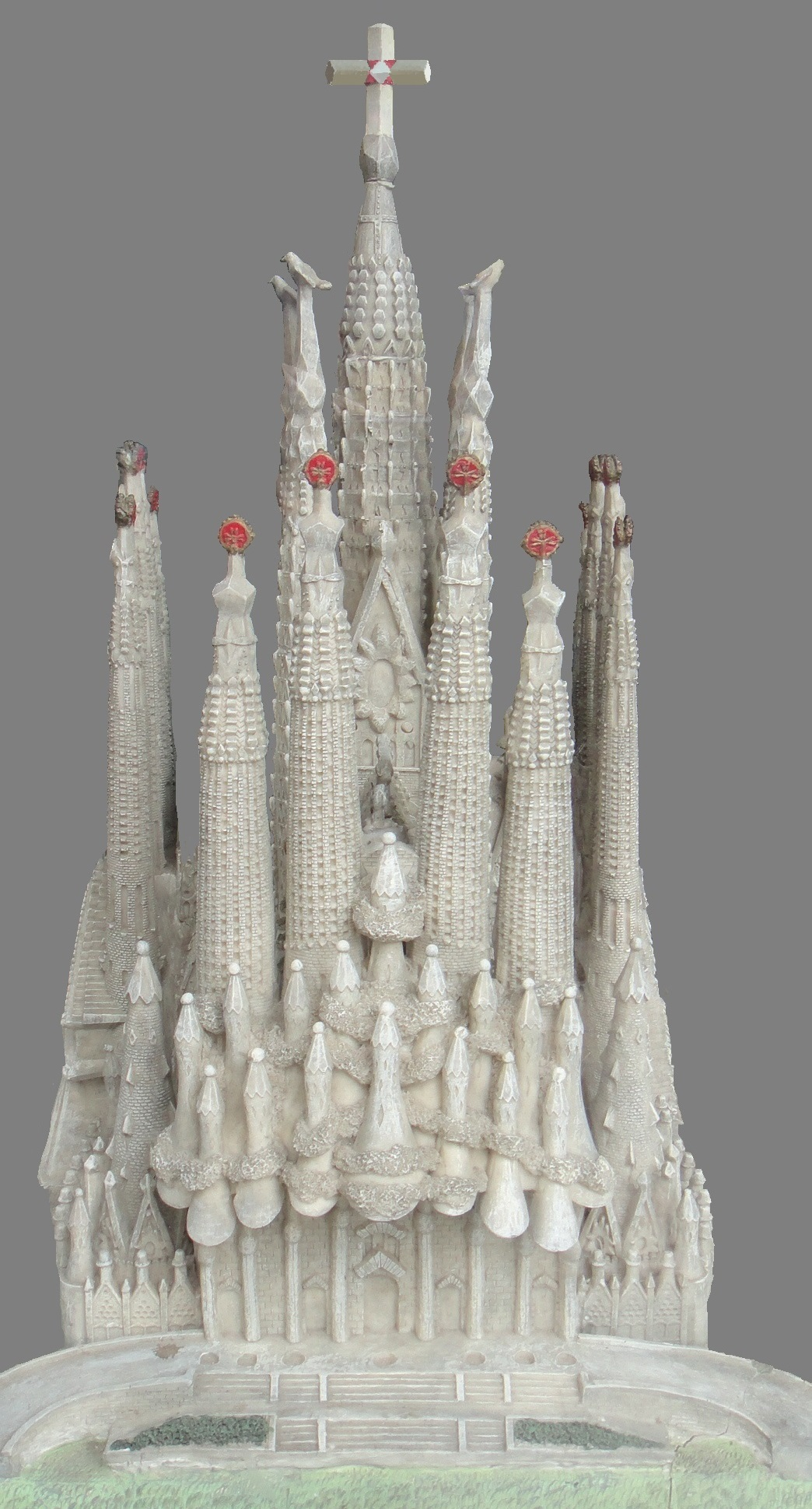
Autre maquette, montrant l'entrée principale telle que voulue par Gaudi.
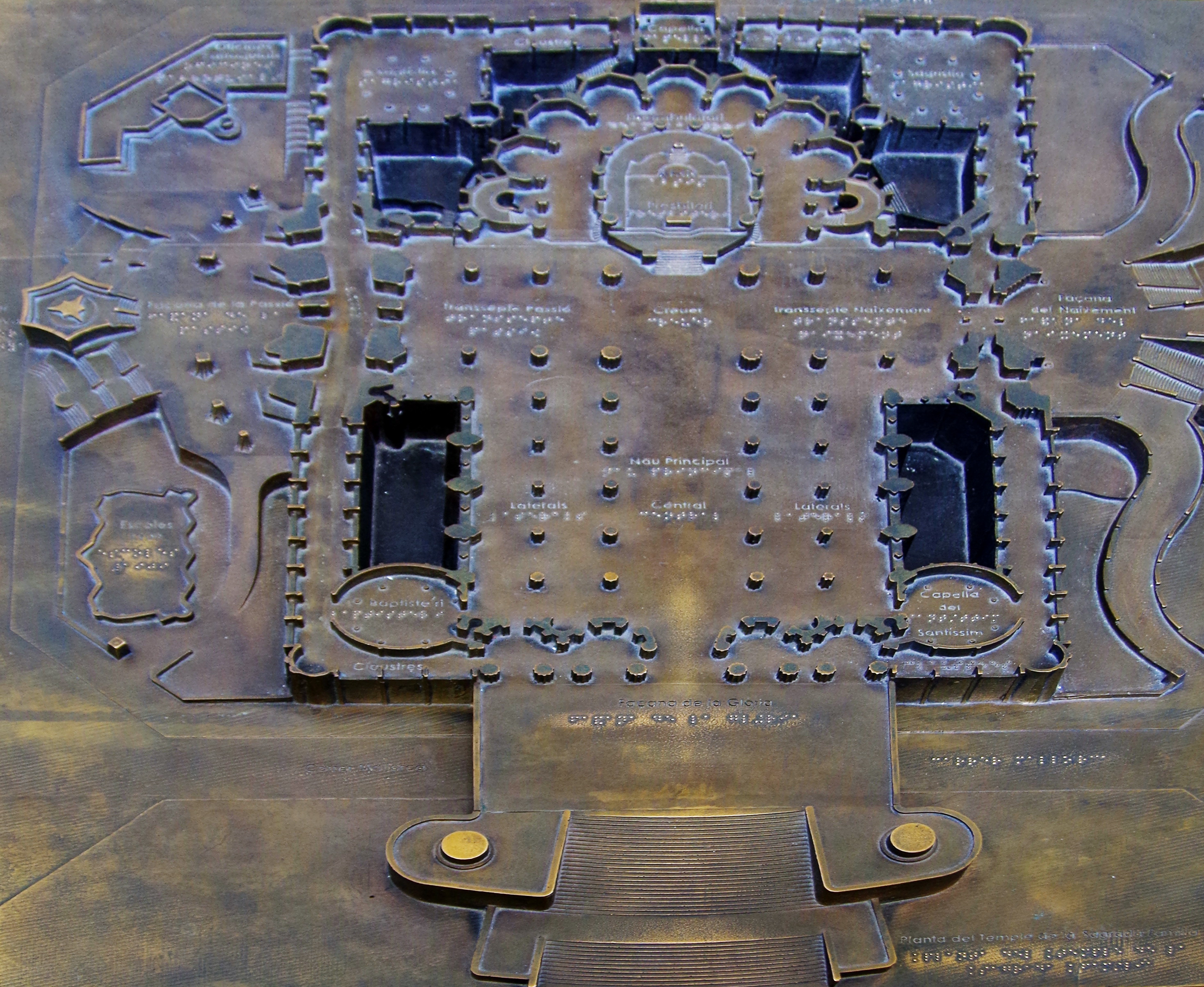
Maquette au niveau du sol, montrant la rue Majorque couverte par une esplanade.
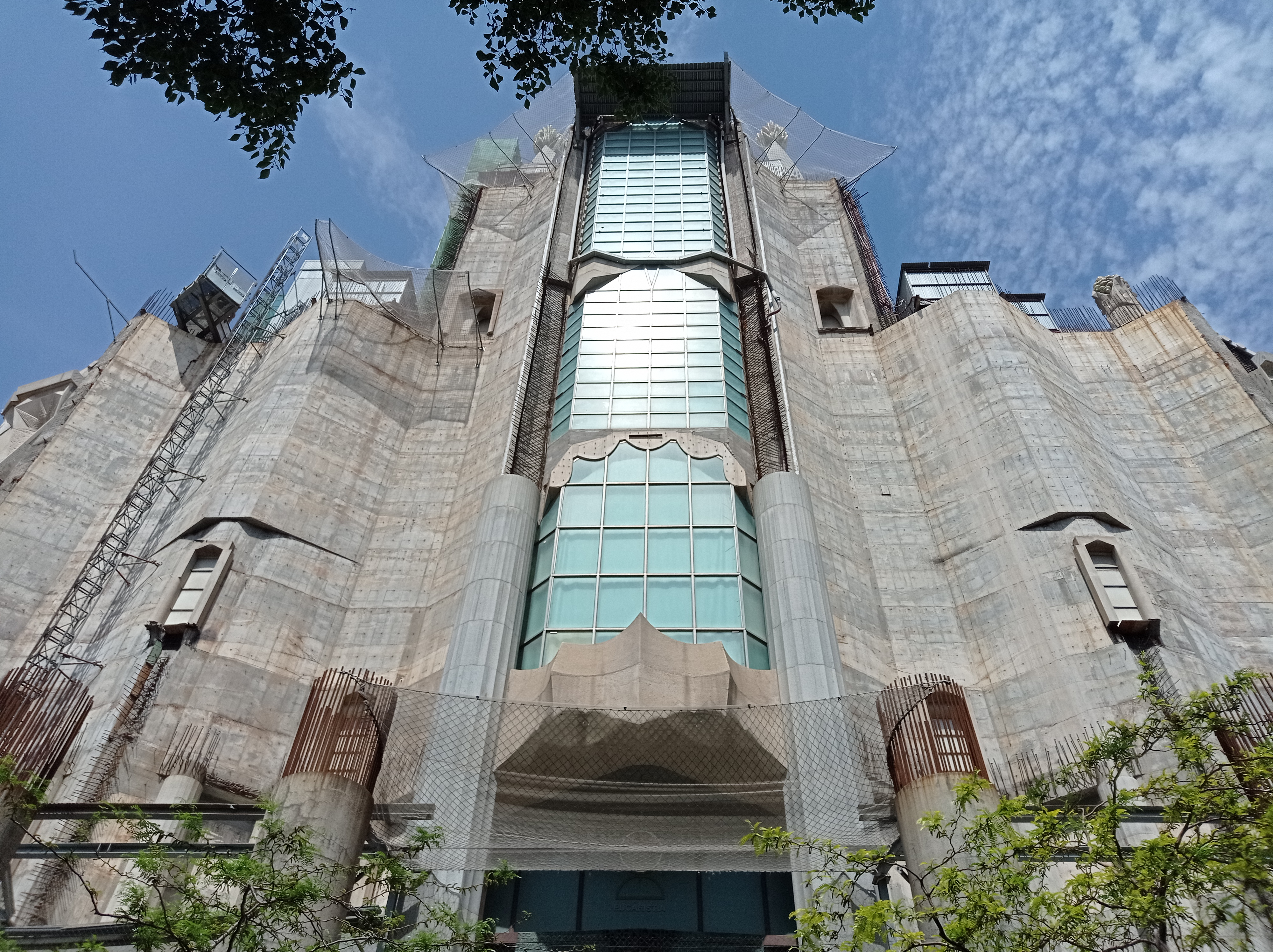
Façade de la Gloire en construction en 2022.
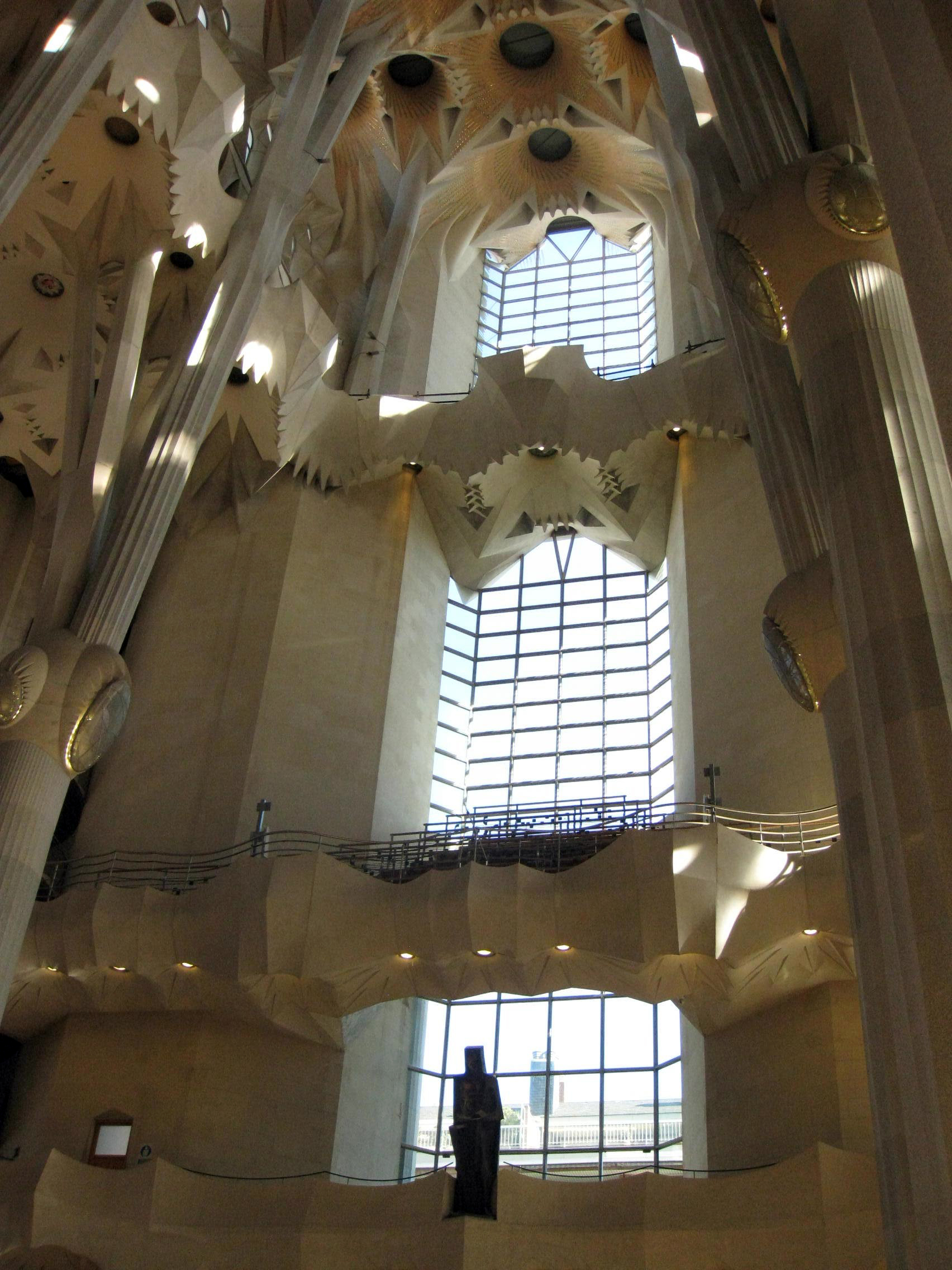
Façade de la Gloire vue de l'intérieur.
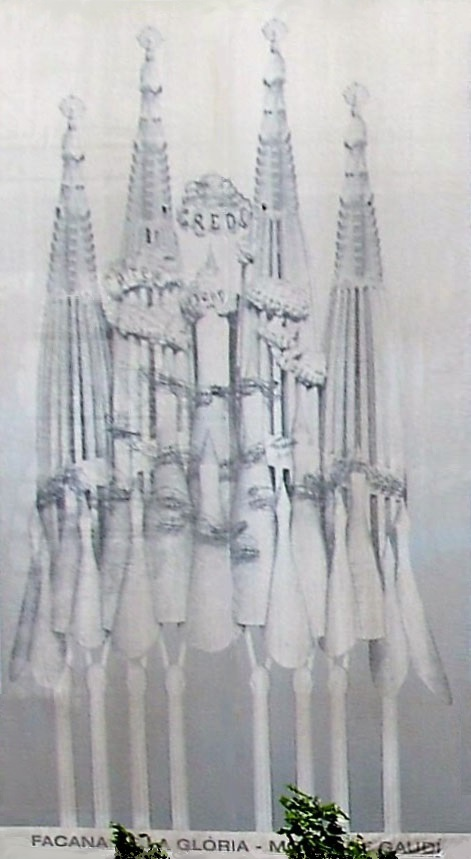
Projet de façade exposé, en 2008, sur le site.

Les travaux de la façade de la Gloire ont commencé en 2002 et sont peu avancés. Il est prévu que ce soit la plus grande et la plus monumentale des trois. Elle est conçue pour être la façade principale et pour donner sur la nef centrale. Dédiée à la Gloire céleste de Jésus, c’est un chemin montant jusqu’à Dieu : la Mort, le Jugement Final, la Gloire mais aussi l’Enfer. Les campaniles restant à construire sont dédiés à saint André, saint Pierre, saint Paul, et Jacques d’Alphée. Gaudí n’a fait qu’ébaucher les grandes lignes de cette façade tant il était conscient qu’elle ne serait pas réalisée de son vivant :
« Le fragment de la maquette de la façade principale, je ne le terminerai pas et ne le complèterai pas. J’ai décidé de la laisser en chantier pour qu’une autre génération collabore au Temple, comme cela se voit dans l’histoire des cathédrales, dont les façades ont non seulement des architectes différents, mais également des styles différents. »
Pour accéder au portique de la Gloire, Gaudí a prévu un escalier monumental avec une terrasse où se trouveraient des monuments au Feu et à l’Eau. Ses plans mentionnent un cratère avec du feu représentant la colonne guidant le Peuple Élu ainsi qu’un jet d’eau de 20 mètres de haut divisé en quatre cascades qui symboliserait les fleuves du paradis terrestre d’une part et les fontaines de l’Apocalypse d’autre part.

#### Entrée sud de la basilique
L'entrée sud de la basilique reste à construire ; les bases des colonnes sont ébauchées, deux portes en bronze sont déjà posées.
Voir aussi le chapitre "Parvis de la façade de la Gloire", un peu plus bas dans la section « Implantation dans la ville et environnement ».
L'entrée sud devra être l'entrée principale du bâtiment, celle donnant en direction de la mer. Le portique est muni de sept grandes colonnes dédiées aux sept dons de l’Esprit saint. Les sept pêchés capitaux sont représentés à sa base, alors que les sept vertus figurent sur les chapiteaux.
- Dons : piété, force, intelligence, sagesse, conseil, science, crainte de Dieu.
- Péchés : avarice, paresse, colère, envie, gourmandise, orgueil, luxure.
- Vertus : générosité, diligence, patience, charité, tempérance, humilité, chasteté.

Cette façade ouvre sur cinq portails correspondant aux cinq nefs du temple. La porte centrale est subdivisée en trois et s’ouvre sur la nef principale. Ce sont donc sept ouvertures qui permettent d’accéder au temple. Ces portes sculptées du Notre Père en cinquante langues, représentent les 7 sacrements :
- Baptême : Pater noster, qui es in cælis sanctificetur nomen tuum ;
- Confirmation : Adveniat regnum tuum ;
- Eucharistie : Fiat voluntas tua sicut in cælo et in terra ;
- Pénitence : Panem nostrum quotidianum da nobis hodie ;
- Ordre sacerdotal : et dimitte nobis debita nostra sicut et nos dimittimus debitoribus nostris ;
- Mariage : et ne nos inducas in tentationem ;
- Onction des malades : sed libera nos a malo.

La première et la dernière de ces portes — Baptême et Pénitence — s’appuient sur deux chapelles latérales de la façade de la Gloire et donnent sur le cloître. Des représentations des béatitudes et des œuvres de la Miséricorde corporelle et spirituelle figurent sur cette façade.

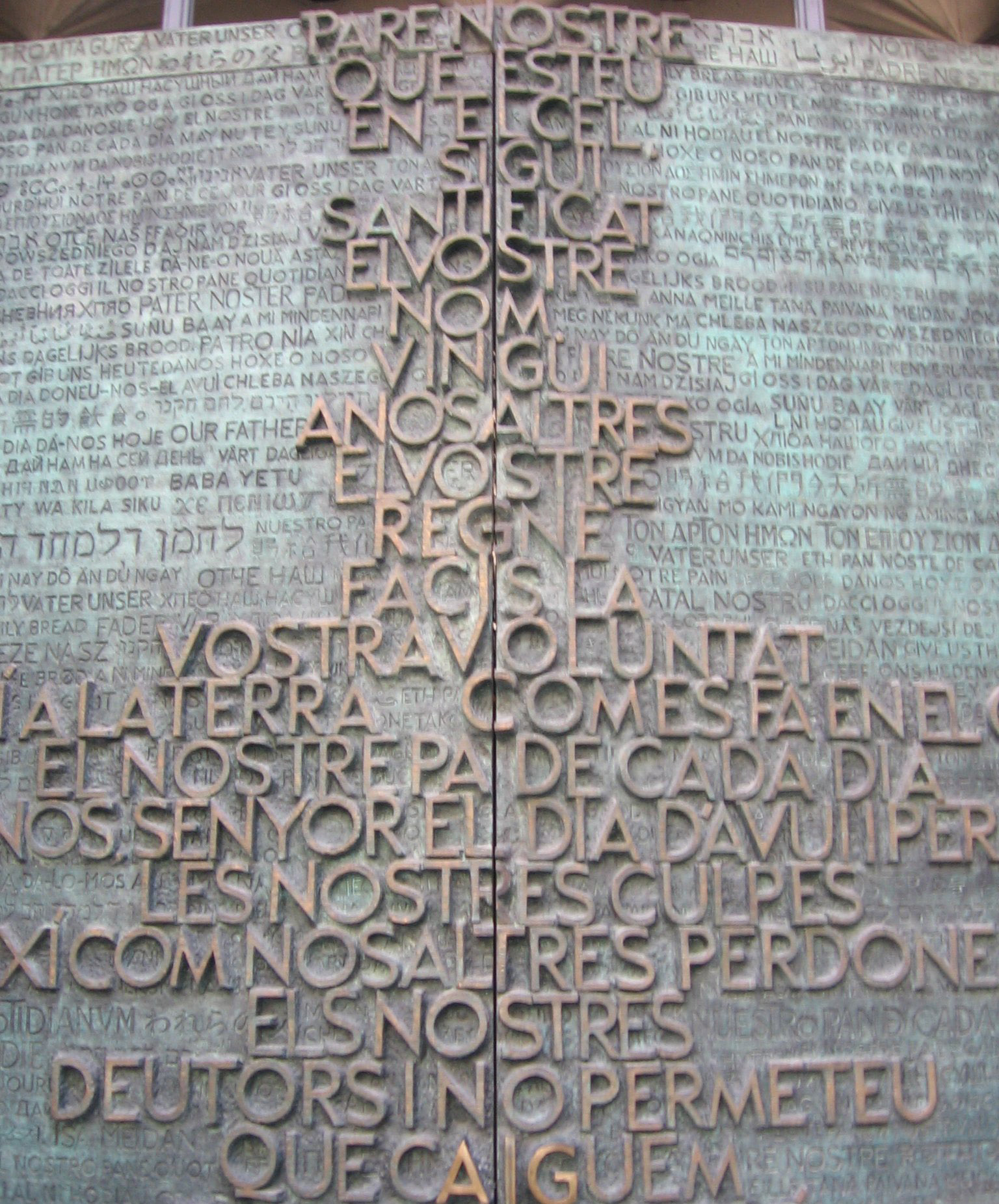
Portes de la façade de la Gloire avec le Notre Père en catalan.

Dans le statuaire prévu, figurent Adam et Ève, symboles de l’origine du genre humain ; saint Joseph et sa tenue de charpentier, la Foi et l’Espérance. La charité est représentée par l’Arche d’alliance, l’Arche de Noé et la maison de Nazareth. Viennent ensuite : la Vierge, la hiérarchie des anges, Jésus lors du Jugement Dernier avec l’Esprit saint représenté sous la forme d’un rosaire. Enfin, Dieu le père achève la sainte Trinité.
Sur les maquettes, la façade est complétée par de grands nuages illuminés qui portent en grandes lettres le Credo (Credo in unum Deum Patrem Omnipotentem, creatorem cœli et terræ) et la Genèse. Elles se situent au-dessus de seize lanternes organisées par ordre ascendant. Les tours sont les plus hautes des trois façades et sont dédiées à saint Pierre, saint Paul de Tarse, saint André et Jacques d’Alphée.
Le 22 avril 2007 la statue de saint Georges a été posée sur la rambarde du jubé, sur le côté interne de la façade de la Gloire. Cette date correspond à la fois au 550e anniversaire de la proclamation de Georges (Jordi) comme saint patron de Catalogne et à la célébration du 125e anniversaire de la pose de la première pierre du temple. La statue signée par Subirachs est un bronze de trois mètres de haut et est inspirée de saint Georges de Donatello.

##### Portes
En septembre 2008, deux portes de la façade sculptées par Subirachs ont été montées ; elles sont en bronze et pèsent deux tonnes chacune.

### Tours
Une fois achevée, la basilique comptera dix-huit tours ou flèches ayant un profil parabolique et disposent d’escaliers hélicoïdaux.

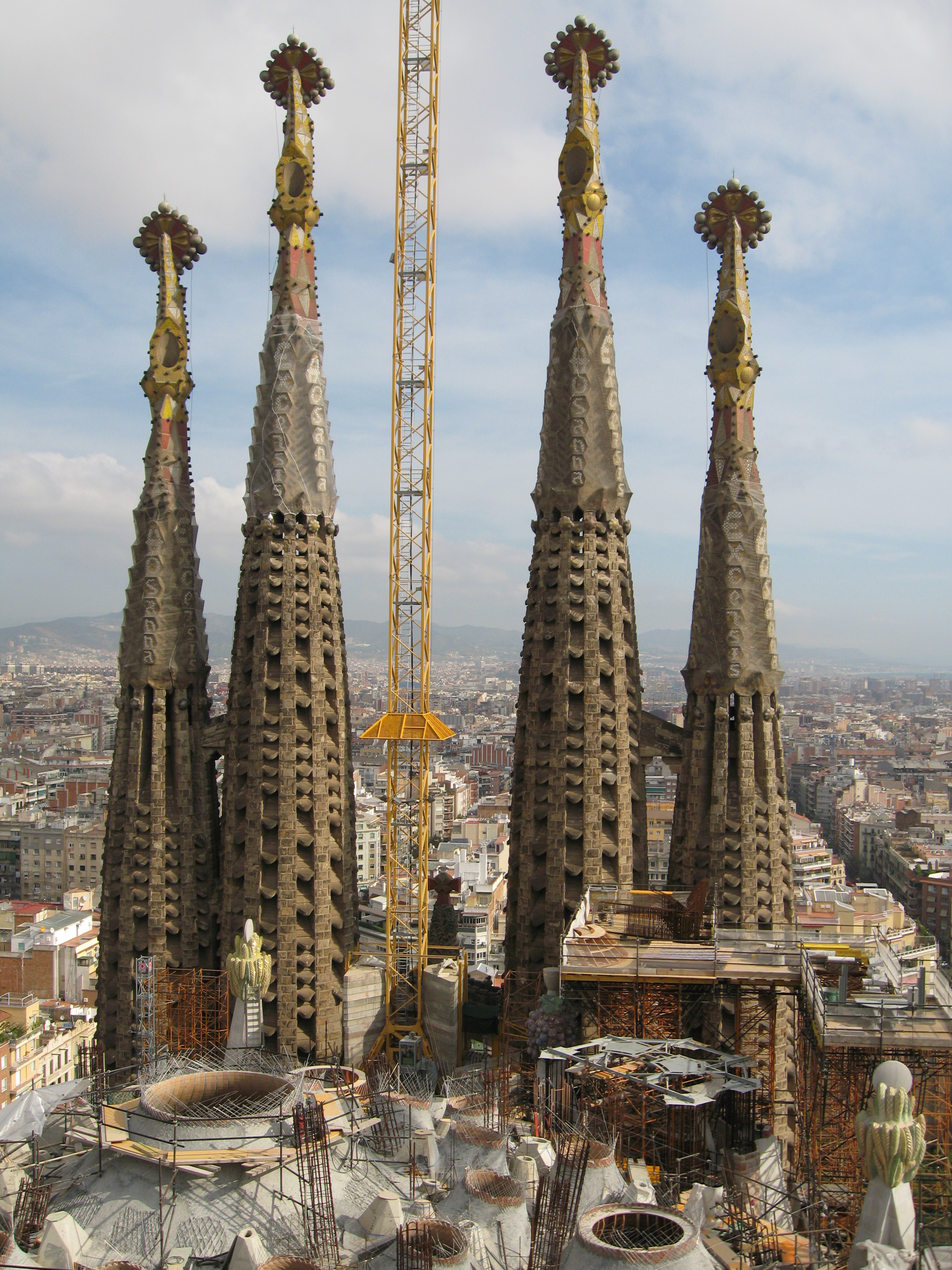
Tours de la façade de la Nativité de la Sagrada Família.
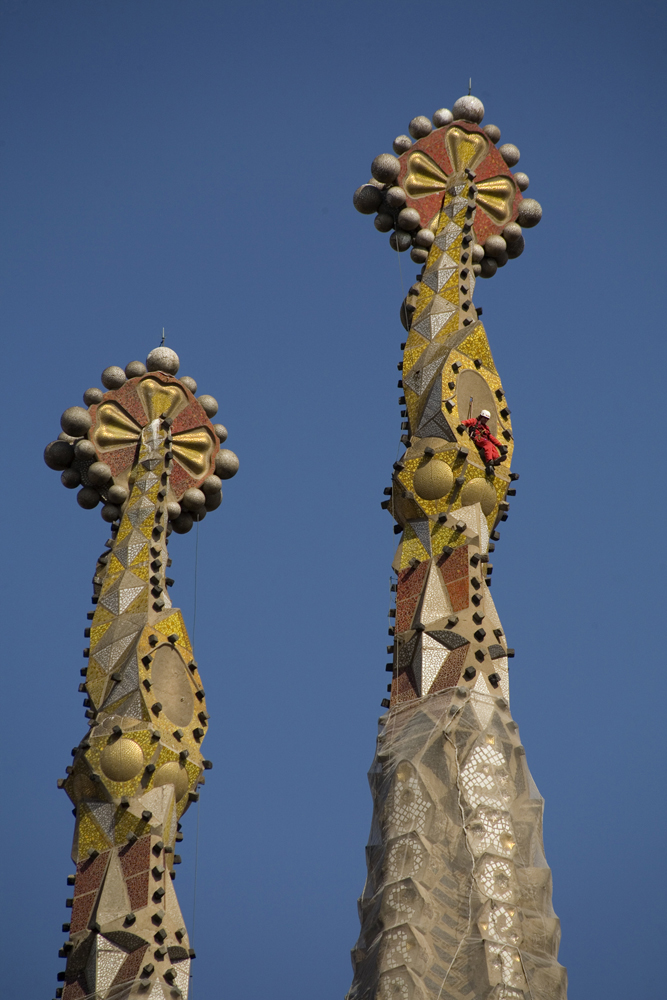
Pinacle en mosaïque vénitienne des tours des apôtres.
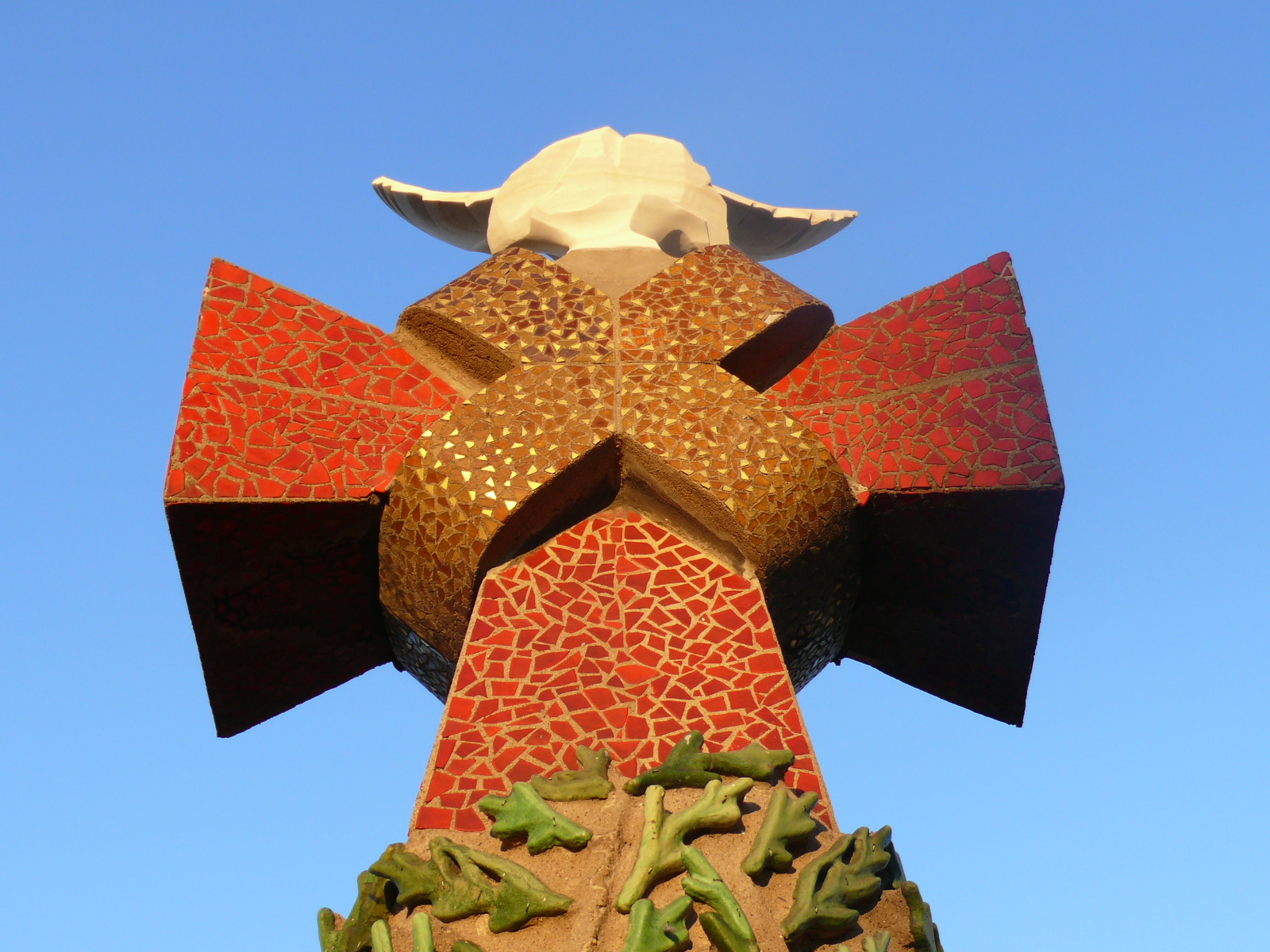
La croix de la Sainte Trinité.
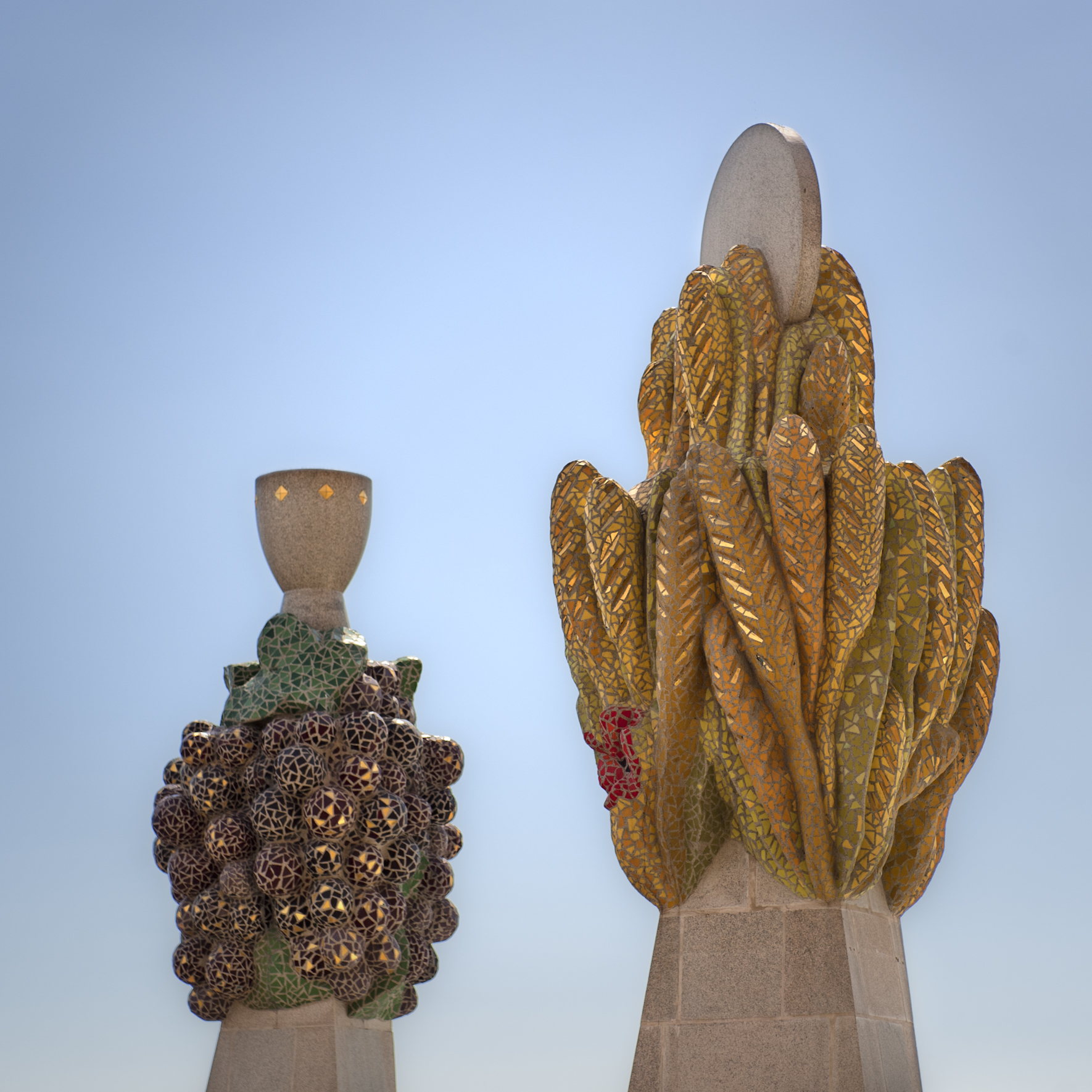
Autres pinacles.
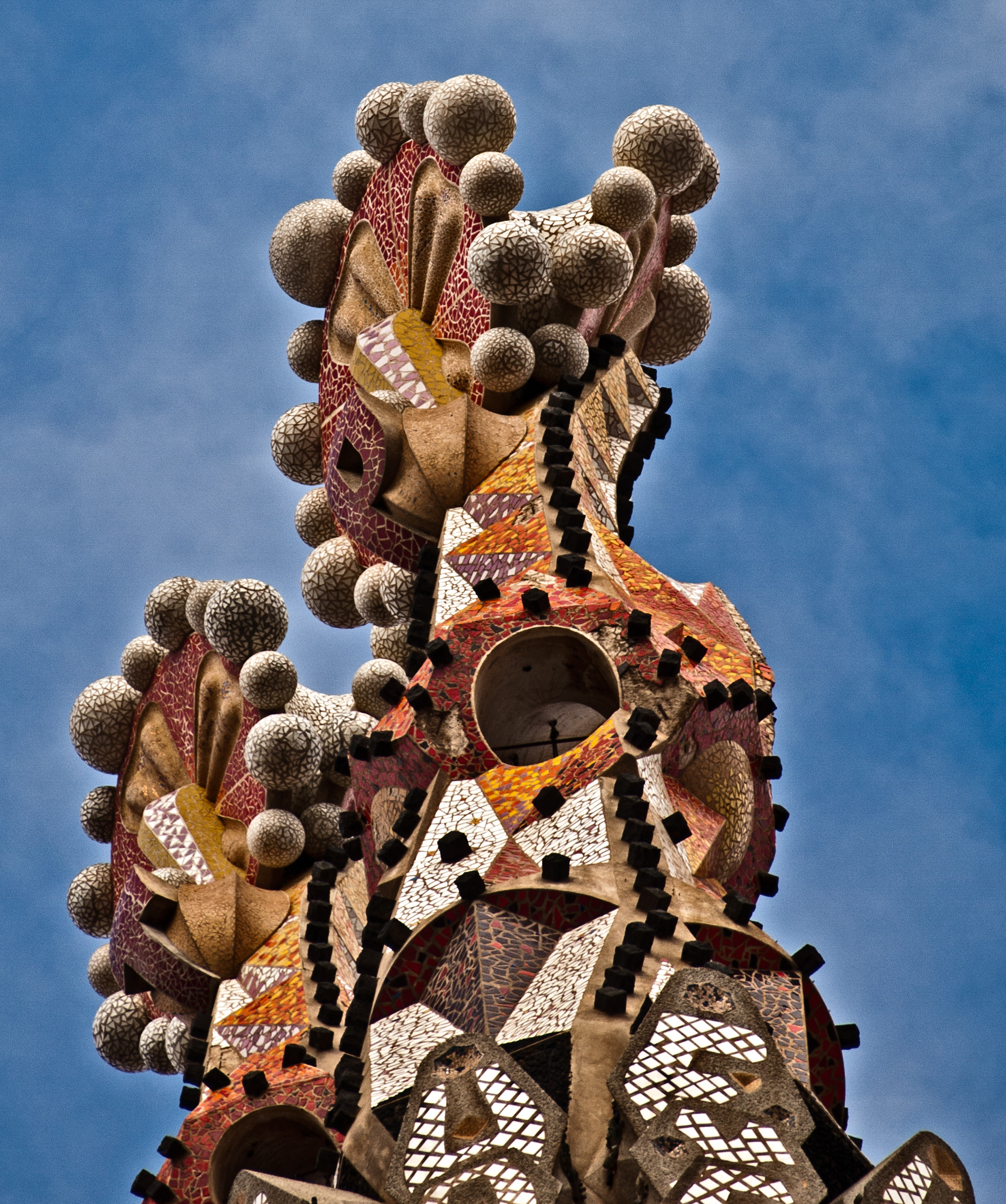
Pinacle des tours de la façade de la Passion.
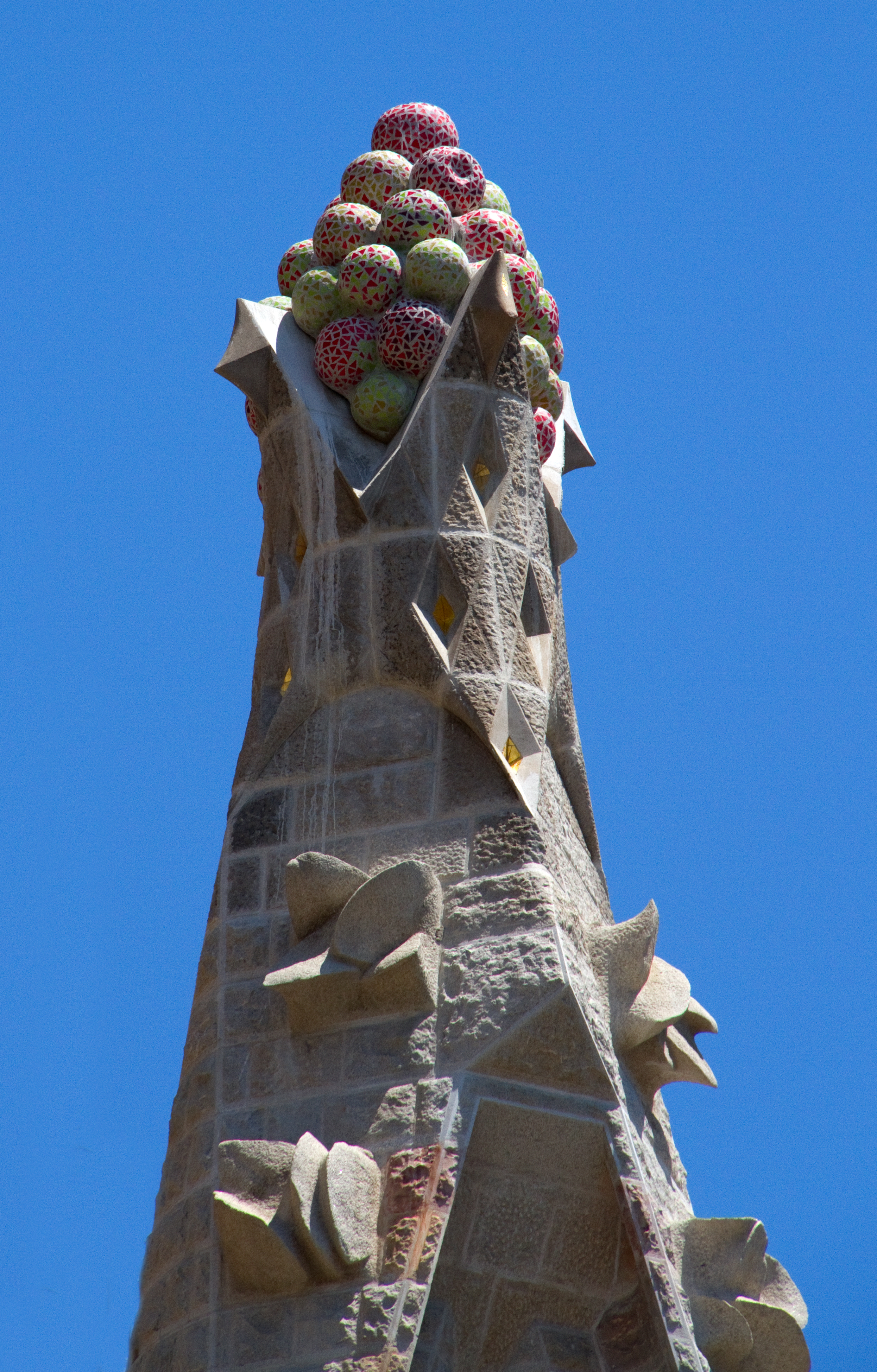
Pinacle représentant des fruits.
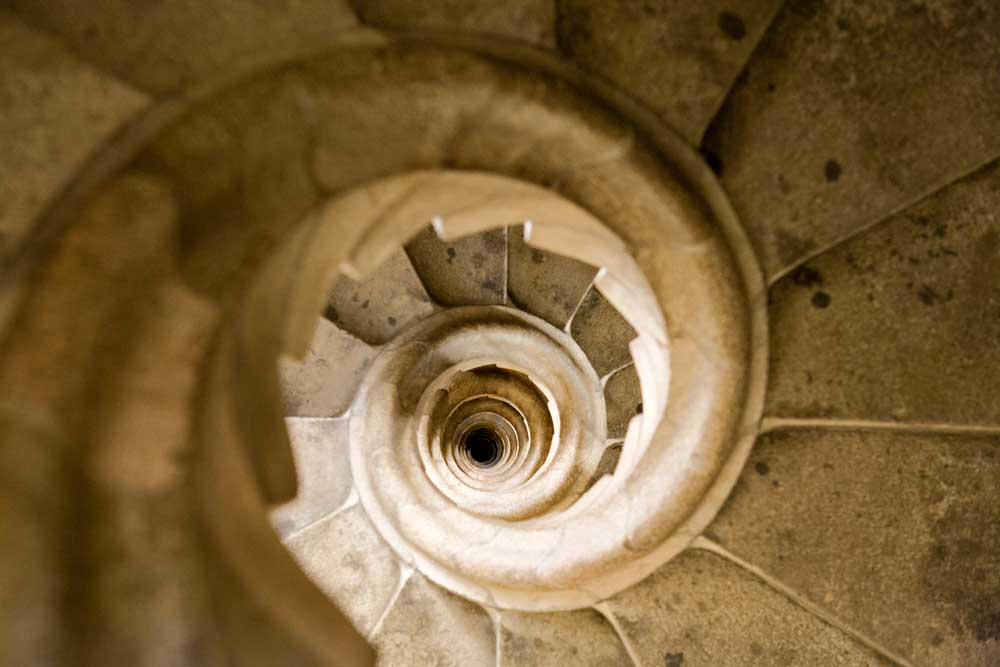
Escaliers hélicoïdaux à l’intérieur des tours.

Selon la typologie du maître, plusieurs symbologies sont utilisées. Les éléments représentant les apôtres sont disposés sur les sommets. Ce sont des mosaïques de Venise polychromes, des blasons, ainsi que la croix et des sphères blanches qui symbolisent la mitre épiscopale. On peut également y voir l’anneau et le bâton épiscopaux suivis des inscriptions Hosanna, Excelsis et Sanctus, Sanctus, Sanctus, répétés trois fois pour la sainte Trinité : le jaune est associé au Père pour la lumière, le rouge est associé au Fils symbole du martyr, et la couleur de l’Esprit saint est l’orange, union des deux précédentes. Chaque tour porte le nom latin d’un apôtre suivi du mot Apostolus et d’une sculpture qui le représente. On peut également apprécier d’autres inscriptions telles que : Jesus, Maria, Joseph ; Sursum corda ; Gratia plena ; Ora pro nobis ; les séries aurum, thus, myrrham (en latin, or, encens et myrrhe) ainsi que les mots en catalan oració, sacrifici, almoina (prière, sacrifice, aumône en français).
Il a été proposé d’installer à l’intérieur de ces tours des cloches tubulaires, actionnées par la force du vent. Gaudí a réalisé des études acoustiques et lumineuses poussées pour obtenir une sonorité et un éclairage parfaits à l’intérieur du temple. Treize ascenseurs permettront de monter dans les tours de la Sagrada Família. Le plus haut permettra d’accéder à la tour de Jésus.

#### Tour des apôtres
(huit sont achevées, quatre sont en projet)
À chacun des douze apôtres sera dédiée l’une des quatre tours des trois portails.
Pour les tours des apôtres, les clochers, le pinacle est surmonté d'un motif en mosaïque vénitienne. Chaque apôtre est identifié par une initiale sous la croix. Les motifs symbolisent les attributs des évêques, la croix, la crosse, la mitre et l'anneau.
Les deux apôtres qui sont aussi évangélistes sont remplacés par St Paul et St Barnabé, pour éviter qu'ils aient deux tours.

#### Tour des évangélistes
(achevées)
Les évangélistes sont associés aux quatre campaniles de 135 mètres entourant le ciborium central et la tour centrale. Leurs pinacles sont couronnés par les symboles des évangélistes : un homme ailé pour saint Matthieu, le lion ailé pour saint Marc, le taureau ailé pour saint Luc et l’aigle pour saint Jean.

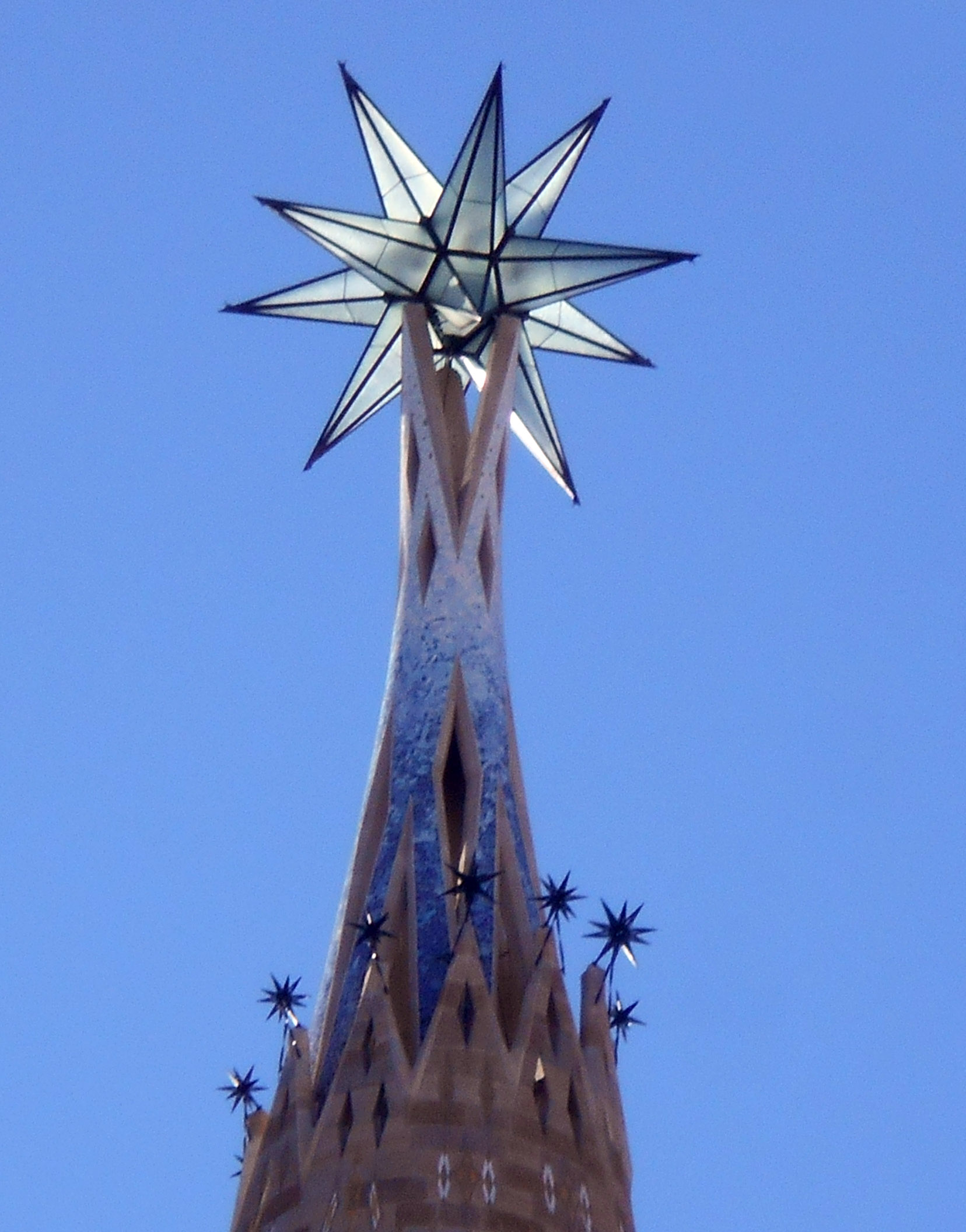
Sommet de la tour de Marie

#### Tour de Marie
(achevée)
La Tour de Marie située sur l’abside, d'une hauteur de 138 mètres, de section pentagonale ici, symbolise la Vierge. Selon le «Works Report» 2005 du site officiel du projet, des dessins signés par Gaudí et récemment[Quand ?] trouvés dans les archives municipales, indiquent que la flèche de la Vierge était en fait destinée par Gaudí à être un peu moins haute que celle des évangélistes. La hauteur de la flèche suivait l'intention probable de Gaudí, qui selon ce rapport se base sur les fondations existantes, mais sur la demande de Lluís Martínez i Sistach, l'archevêque de Barcelone, elle a été construite plus haute.

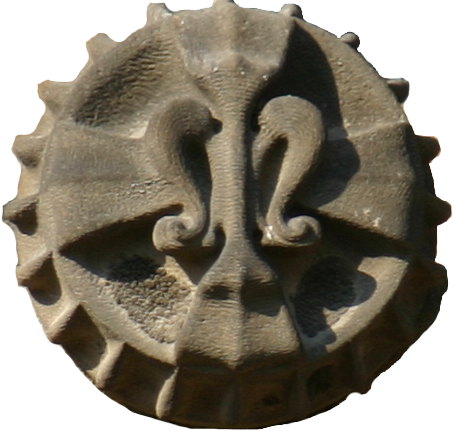
Monogramme de Marie.

La tour culmine avec l'étoile de la vierge lumineuse, de 7,5 m de diamètre, 
avec 12 pointes ayant un éclairage particulier, dispositif équipé de pièces situées à l'intérieur de l'étoile où sont disposés des éclairages, et le tout est doublé de verre pouvant s'illuminer. L'assemblage de l'étoile, dernier élément de la tour, est terminé en décembre 2021, la nuit, elle illumine désormais le ciel de Barcelone. La tour est inaugurée officiellement le 8 décembre 2021 avec une cérémonie grandiose.

#### Tour de Jésus
La construction est bien avancéee et devrait être terminée en 2026.
Au centre de la basilique, le ciborium doit être surmonté d’une grande tour lanterne de 172,5 mètres dédiée au Christ. Elle sera située au-dessus de la croisée et surmontée d’une « croix de Gaudí » tridimensionnelle; sa hauteur totale sera de un mètre moindre que le mont Montjuïc, Gaudi ayant décidé que sa création ne devait pas surpasser celle de Dieu. Avec cette tour, la basilique sera plus haute que Église principale d'Ulm qui détient actuellement le record de hauteur et la basilique deviendra le plus haut édifice religieux chrétien d'Europe.

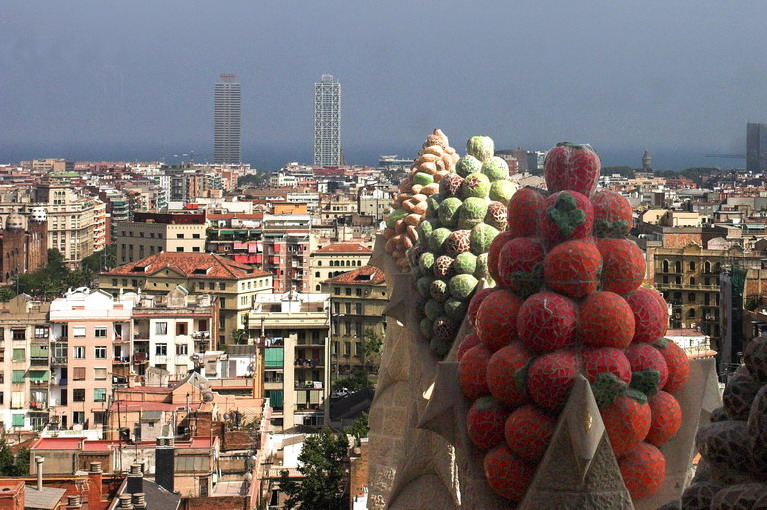
Sommet surmonté de mosaïques en forme de fruits.

## Quelques éléments intérieurs

### Colonnes
Gaudi a été le premier à utiliser la forme de la chaînette dans une église. La forme utile est obtenue à partir d'une maquette en suspendant des petits sacs chargés de sable à des cordes pour tenir compte des charges ponctuelles sur la colonne. Gaudi prenait ensuite une photo et, en la retournant, obtenait la forme de la colonne. Cette technique, qu'il désigne par néogothique, a l'avantage de ne pas nécessiter des contreforts associés à des piliers souvent massifs pour encaisser la poussée horizontale des voûtes en tête des colonnes. Ici, les efforts de compression restent compris dans la section de la colonne inclinée. Les façades latérales s'en trouvent allégées, selon le but poursuivi dans le Temple de Gaudi, comme il désigne souvent son œuvre. Il complète cette technique en ramifiant les colonnes très en dessous des voûtes. Les piliers de la nef centrale ressemblent ainsi à des arbres très légèrement inclinés et qui se ramifient en branches et en feuilles. Les troncs des colonnes intérieures sont réalisés par des intersections successives de polygones en étoile. Ils se terminent par un chapiteau en forme de nœud elliptique d’où sortent des colonnes plus fines qui forment les branches. Les colonnes soutenant le transept et l’abside sont faites de porphyre, un matériau très résistant en provenance d’Iran.
Les pierres sont, selon les colonnes, des pierres de Montjuïc, du granite, du basalte et du porphyre. Comme au parc Güell, Gaudí a utilisé du béton armé pour les pointes des campaniles de la façade de la Nativité où il a validé l’usage du ciment Portland.

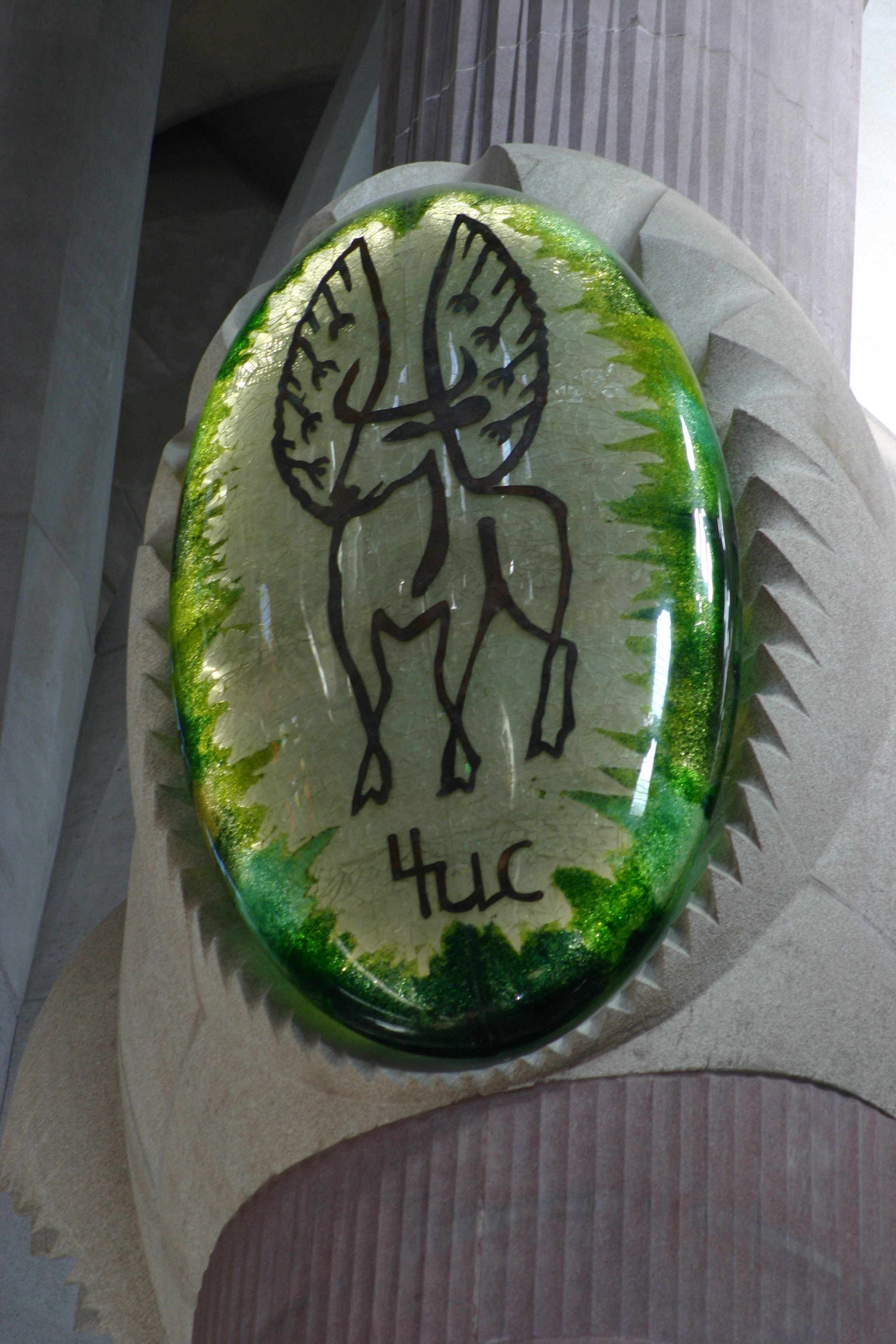
Emblème de saint Luc.
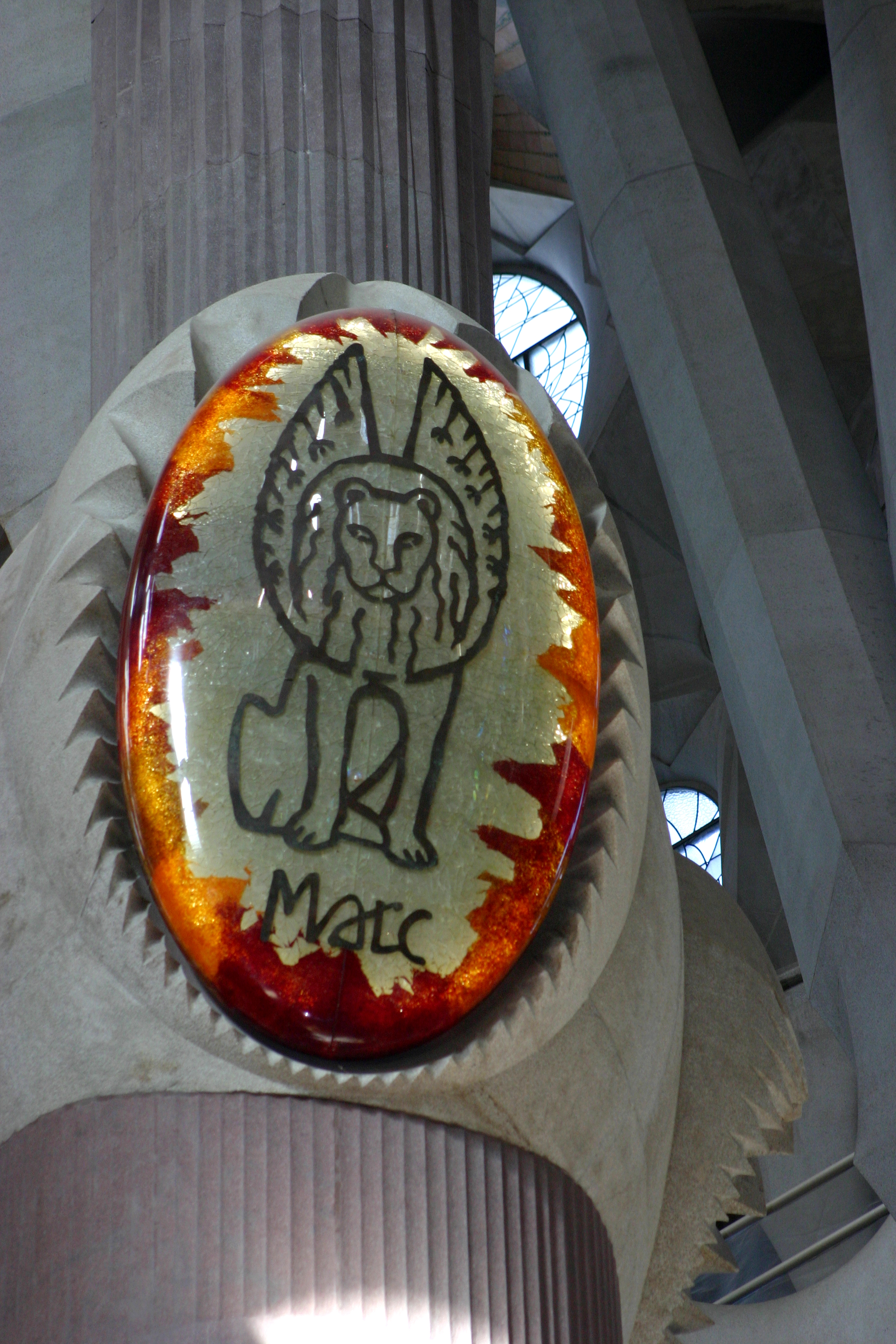
Emblème de saint Marc.
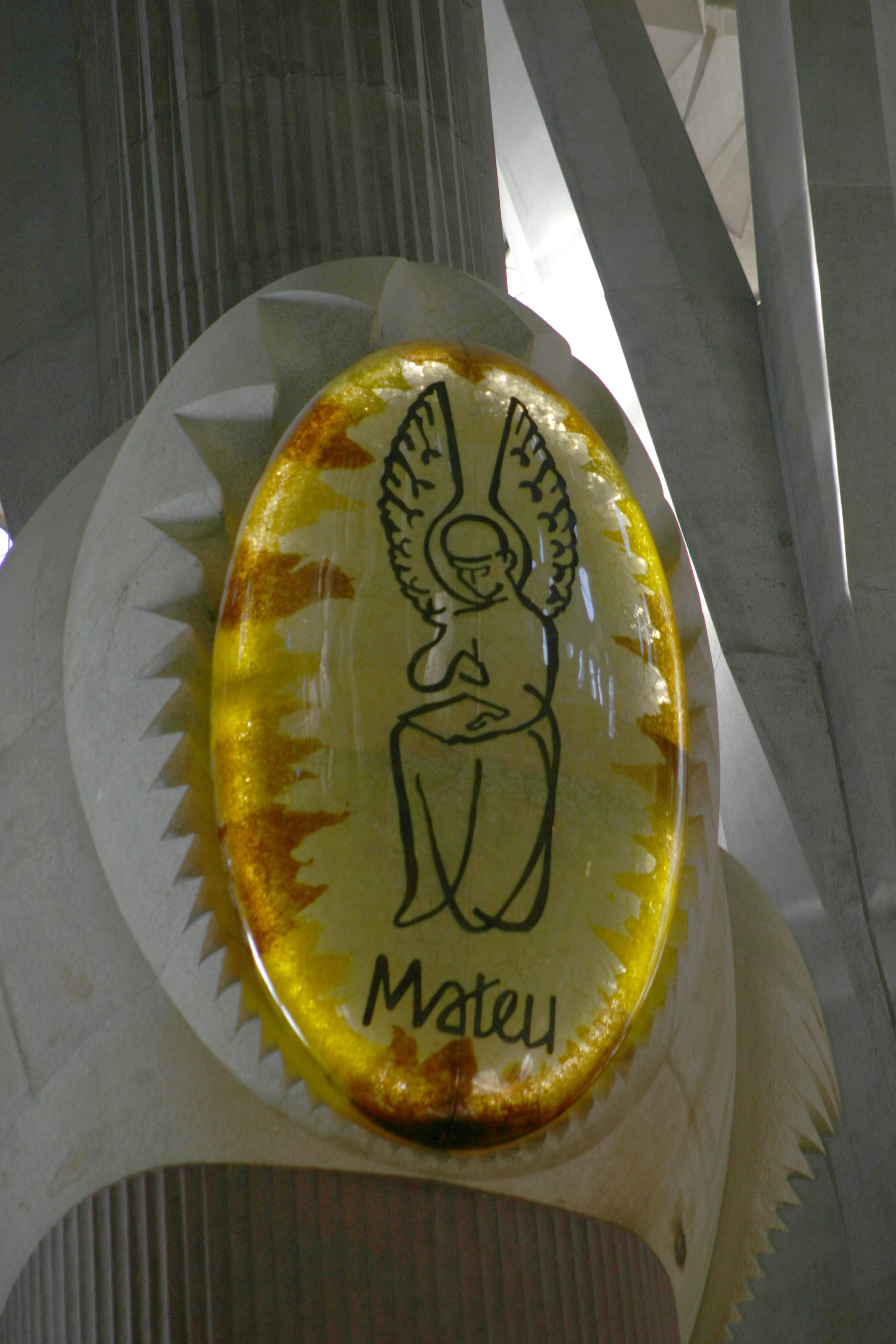
Emblème de saint Mathieu.
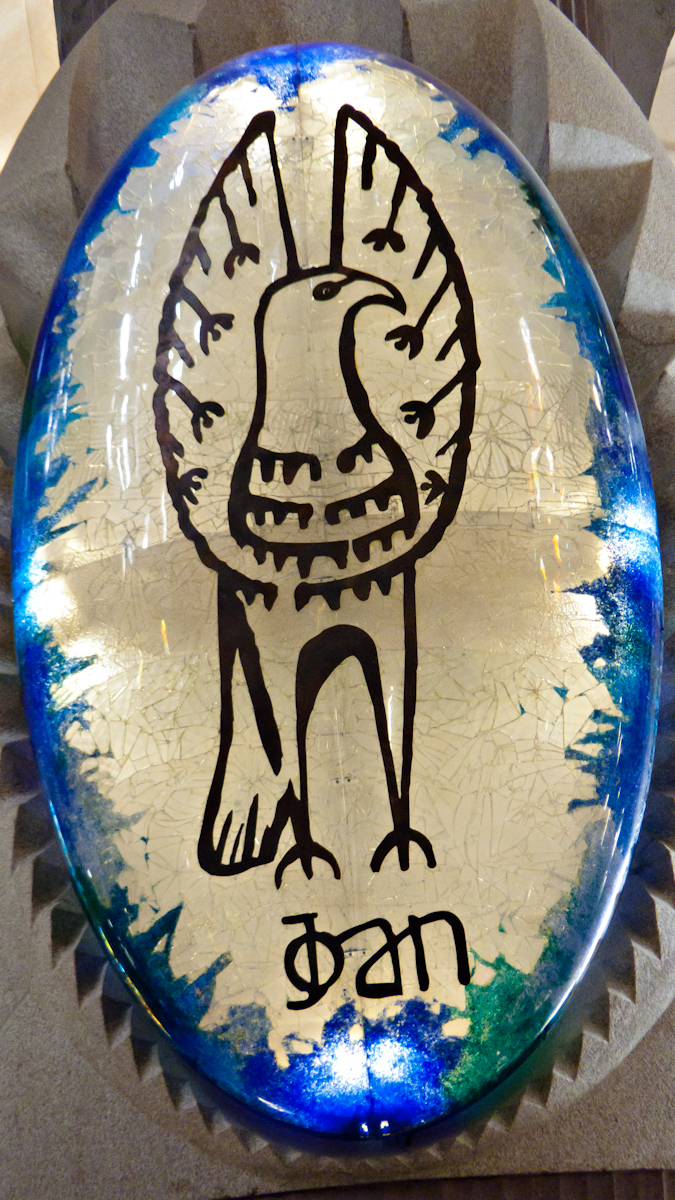
Emblème de saint Jean.
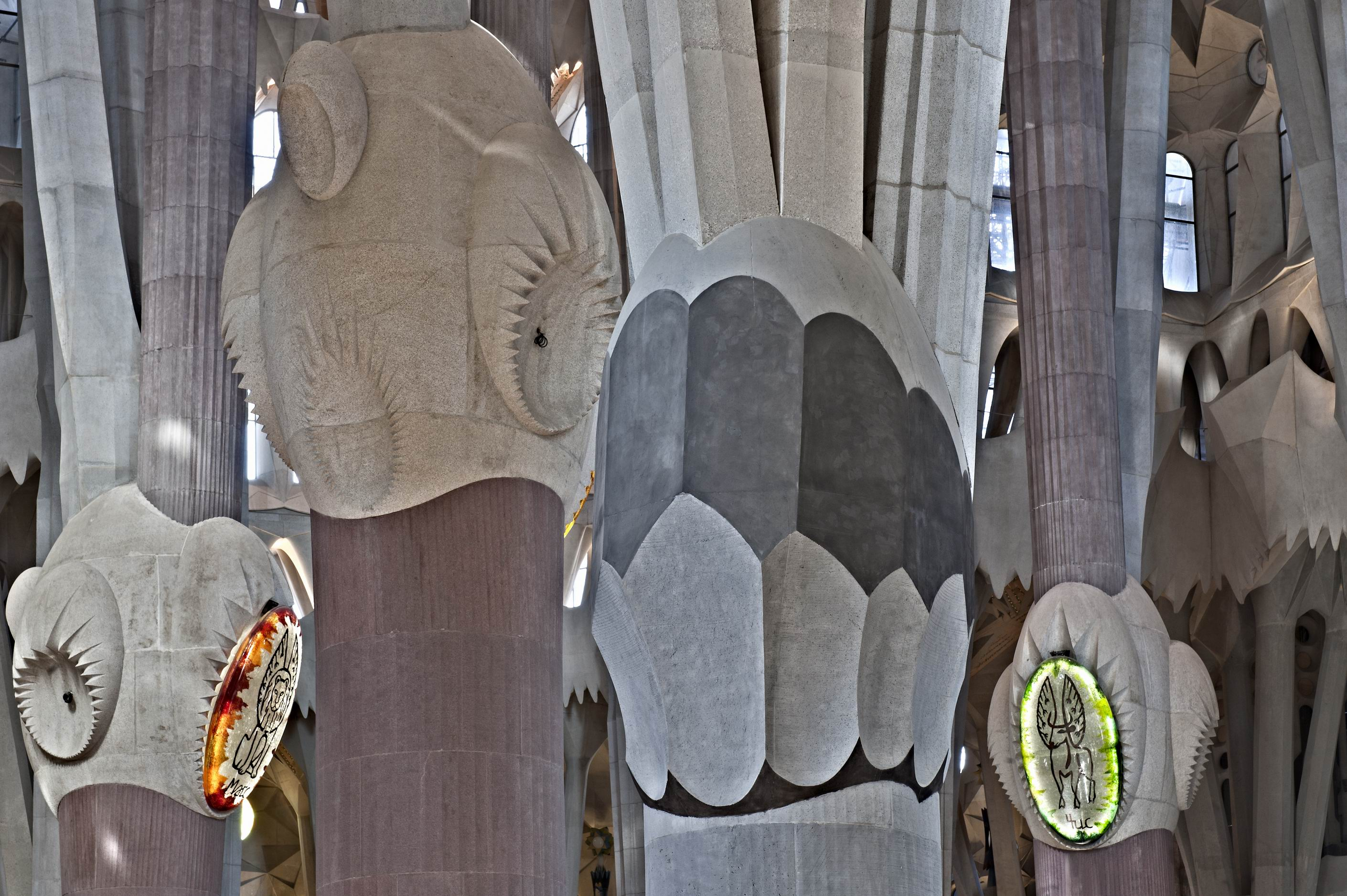
Chapiteau.
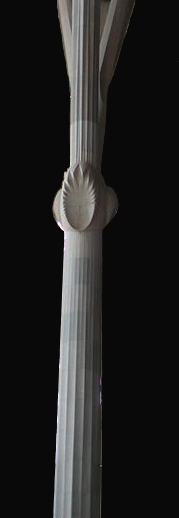
Colonne de la nef centrale avec son nœud ellipsoïdal.

Les colonnes intérieures ont diverses symbologies : les quatre de la croisée de transept sont dédiées aux évangélistes, et les douze qui entourent cette croisée sont dédiées aux apôtres. Saint Pierre et Saint Paul sont à côté de l’autel. Le reste des colonnes est dédié aux diocèses qui ont continué l’œuvre des apôtres : dans la croisée, ceux de Catalogne (Barcelone, Tarragone, Lérida, Gérone, Vic, Urgell, Solsona, Tortosa et Perpignan), et dans la nef centrale, ceux du reste de l’Espagne (Majorque, Valence, Saragosse, Grenade, Burgos, Séville, Valladolid, Tolède et Saint-Jacques-de-Compostelle). Les collatéraux (les nefs latérales) sont dédiés aux cinq continents. Chaque colonne porte un saint patron du diocèse qu’elle représente.

### Voûtes

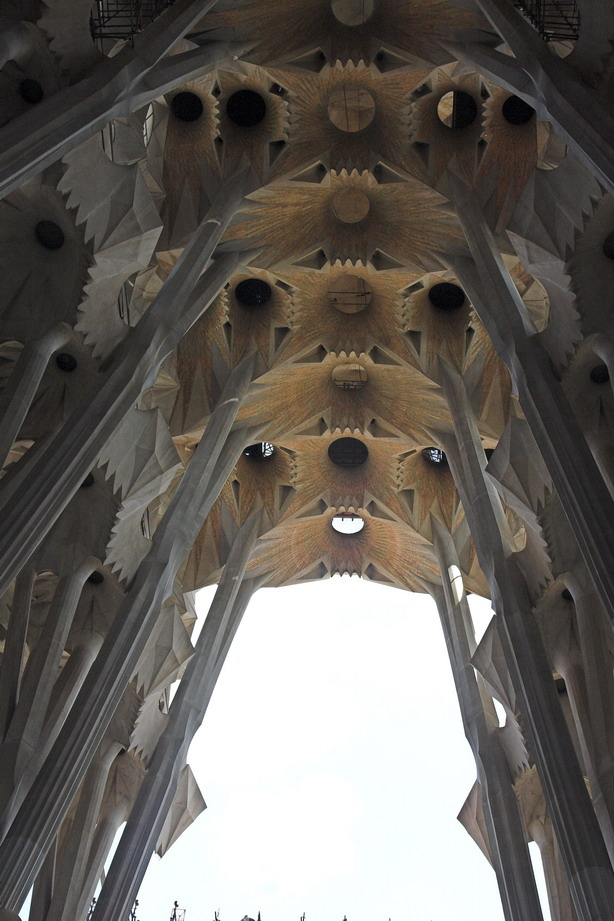
Plafond de la nef centrale avec ses clefs de voûte perforées.

Les voûtes possèdent des clefs de voûte perforées de forme hyperboloïde pour permettre l’arrivée de chaleur naturelle. Un élément central dans la conception gaudienne de la structure architecturale de l’édifice est l’arc en chaînette, également nommé funiculaire de forces, qui est considéré comme l’élément le plus adéquat pour supporter les contraintes. Au moyen de simulations avec plusieurs poly-funiculaires expérimentaux, Gaudí détermine la forme optimale de la structure pour supporter la pression des arcs et des voûtes. L’architecte avait déjà appliqué cette technique dans la crypte de la colonie Güell avant de la mettre en œuvre à la Sagrada Família. Il développe une technique de modélisation respectant les échelles de distances et de poids à partir de fils entrelacés sous lesquels sont suspendus de petits sacs de lests. Les fils ainsi lestés représentent la voûte inversée et reproduisent la forme optimale de la structure en traction. Lors de l’inversion du modèle, c’est-à-dire quand le bas du fil devient le sommet de la voûte, on obtient la structure correspondante pour travailler en compression pour le poids correspondant au lest,. Gaudí a nommé cette technique « stéréostatique » ; il écrit à propos de son procédé : "la structure qu’aura la Sagrada Família, je l’ai d’abord expérimentée à la colonie Güell. Sans ce premier essai, je n’aurais pas pu l’adapter au Temple.".
Les nefs centrales du temple couvertes par ces clefs de voûte sont achevées en 1993 par l’architecte Jordi Bonet et Armengo. La couverture de la nef centrale est construite à base de voûtes catalanes d’un bloc plan fixées à une hauteur de 45 mètres, munies d’une pièce triangulaire de verre de Venise. Dans ses espaces intermédiaires, celui-ci est vert et doré à la façon des mosaïques ; il représente alors une feuille de palmier.
Gaudí modifie sa conception du temple au fil du temps, et ce d’autant plus que les interruptions des travaux pour motif économique lui donnent plus de temps pour imaginer de nouvelles solutions structurelles. Il profite de ses expérimentations sur d’autres projets pour incorporer à la Sagrada Família ses innovations les plus réussies : la crypte de la colonie Güell et les galeries et les viaducs du parc Güell ont servi pour adopter de nouvelles solutions architecturales basées sur des hyperboloïdes, des paraboloïdes et des colonnes hélicoïdales. De même, les tours de la Sagrada Família sont inspirées d’un projet non réalisé pour une mission catholique franciscaine à Tanger en 1892 dont était chargé le marquis de Comillas.
Comme pour la partie extérieure de l’édifice, l’intérieur a une grande signification religieuse : la coupole de l’abside est couverte d’une mosaïque représentant les habits de Dieu couvrant la voûte céleste. Depuis le triforium supérieur de l’abside tombent sept rayons de lumière qui symbolisent l’Esprit saint. L’autel est démarqué par un arc de triomphe qui porte le calvaire de Jésus, complétant ainsi la sainte Trinité. L’arc triomphal porte le chant du Gloria de la messe, tel un baldaquin couronné par une croix de laquelle sort une figure qui couvre l’ensemble de son ombre, et un lampadaire de cinquante lampes à huile inspiré de la basilique Saint-Jean-de-Latran.

### Mobilier et luminaires
Gaudí a également conçu les luminaires, le mobilier et les objets liturgiques de la Sagrada Família : armoires de sacristie, bancs des officiants, trônes, confessionnaux, ténèbres, pupitres, cierges pascals, etc. Cet ensemble s’organise autour des trois façades dédiées à la Nativité, à la Passion et à la Mort, et à la Résurrection ou à la Gloire. Chacune a une importante iconographie. L’artiste Joan Vila-Grau a été chargé des vitraux.

## Fenêtres

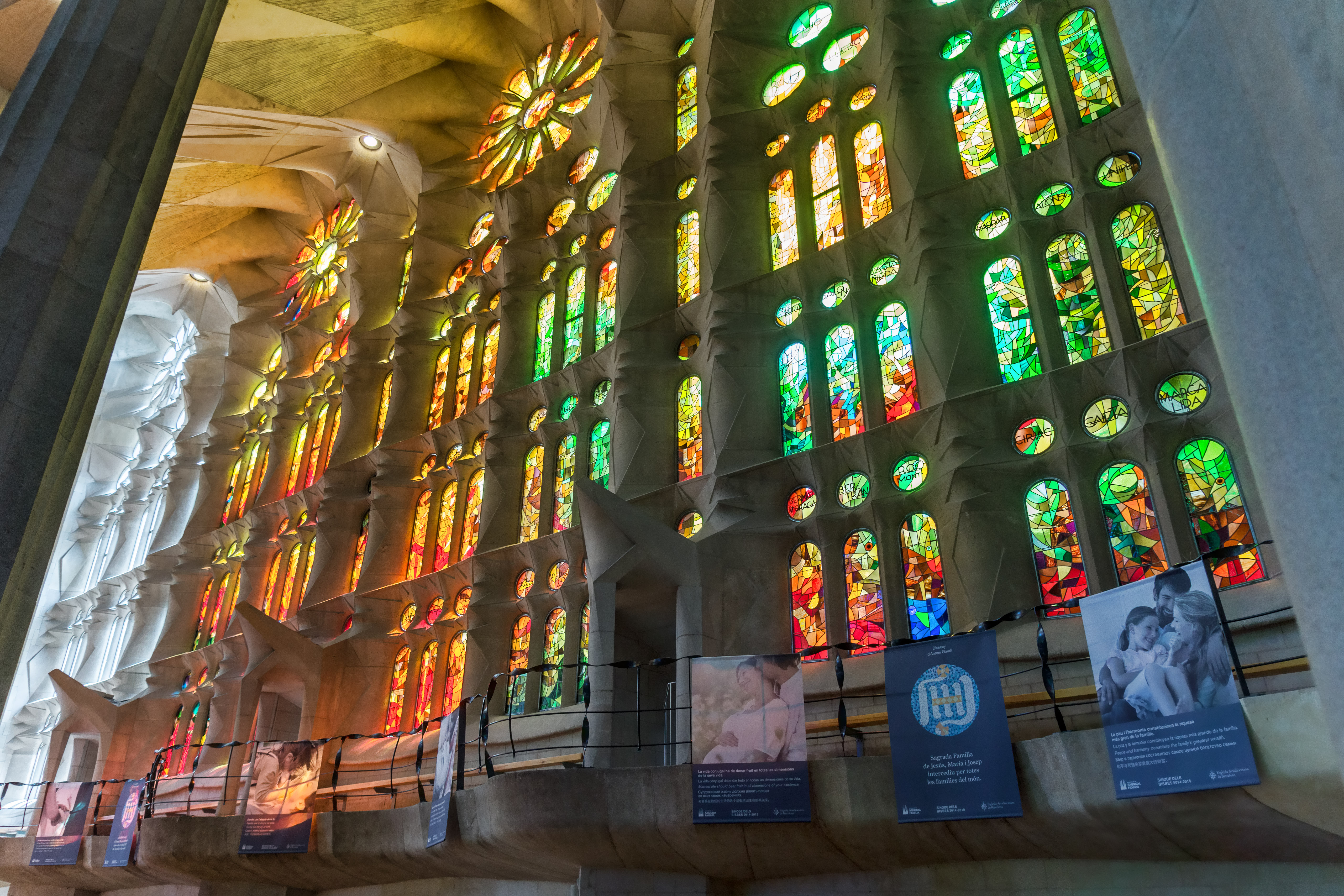
Partie inférieure et supérieure des fenêtres.

Les grandes fenêtres qui forment les murs du temple ont été conçues par Gaudí de formes différentes afin de réaliser une progression entre le style néo-gothique des premiers ensembles et ses derniers travaux reflétant pleinement sa conception de l’architecture et de son projet final.
On peut vérifier que le niveau inférieur au chœur est de style néo-gothique avec des moulures classiques déjà remplacées par des formes arrondies. Cette partie a été dessinée par les architectes aidant Gaudí. Celles qui sont au-dessus des chœurs, jusqu’à 30 mètres dans les collatéraux, sont essentiellement constituées d’hyperboloïdes elliptiques, entourées de quatre cercles sur une frise de section rectangulaire. Ce second type de fenêtres est l’œuvre de l’architecte néo-zélandais Mark Burry qui avait été employé comme stagiaire sur le chantier de la cathédrale de Gaudí de 1979 à 1980, et qui en a fait une étude informatique. Ces fenêtres s’allongent avec un fronton terminal en mosaïque en forme de fruit. Le troisième type de fenêtre en correspondance avec la nef centrale ressemble à la précédente avec l’hyperboloïde elliptique, mais possède seulement deux hyperboloïdes sur les quatre ouvertures rectangulaires. Des éléments étirés et arrondis sur la partie supérieure complètent ces fenêtres. Elles portent en leur centre des lettres du mot Gloriam.

## Bâtiments annexes

### Cloître

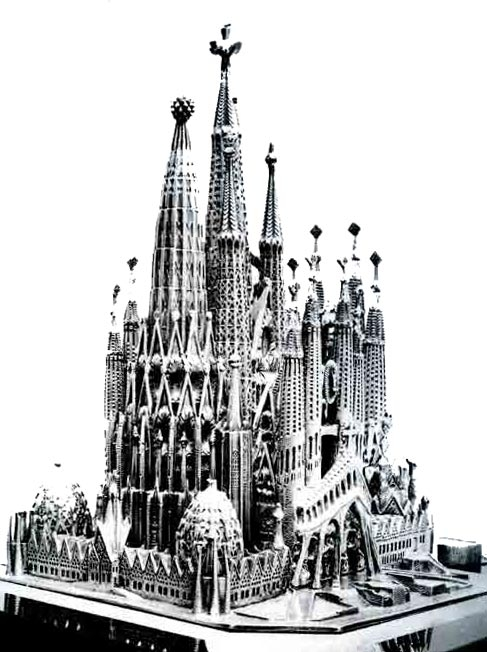
Cloître, sacristies et chapelle de l’Assomption, en bas à gauche de la maquette.

La construction du cloître commence en 1895 et n’est pas achevée. Il est conçu pour faire le tour du temple comme une sorte de déambulatoire. Gaudí étant un fervent dévot du rosaire, il en a disposé dans le cloître pour pouvoir prier sur ce chemin. Le cloître est voûté sur croisées d’ogives. Entre chacune d’elles se trouve une rosace de trois ogives.
Les maquettes et schémas de Gaudí indiquent qu’une porte dédiée à la Vierge doit être construite à chaque intersection du cloître avec les façades. La Vierge de Montserrat et celle du Rosaire seront sur la façade de la Nativité, et les Vierges de la Merced et de la Douleur seront contre la façade de la Passion. La Vierge du Rosaire a été conçue par Gaudí et a été réalisée par le sculpteur Llorenç Matamala i Piñol. La scène centrale est une Vierge à l’enfant au côté desquels se trouvent saint Dominique et sainte Catherine de Sienne. Sur le côté gauche de la porte sont représentés les rois David et Salomon alors que le côté droit porte Isaac et Jacob. Le portail fut terminé en 1899.
Les plans du maître mentionnent également des groupes de trois obélisques de part et d’autre du cloître, à l’extérieur. Le plus grand des obélisques des groupes serait au centre. Chaque groupe est prévu pour être orienté vers un point cardinal et pour porter ses propres représentations et symboles.
| Nord \| Hiver \| Période de l’Avent \| Ordres mineurs \| Prudence (tirelire et serpent) \| Emmanuel                        |
| Est \| Printemps \| Période de Carême \| Sous diacre \| Tempérance (poireau et couteau qui coupe le pain) \| Croix et INRI |
| Sud \| Été \| Période de Pentecôte \| Diacre \| Justice (épée et balance) \| Soleil et croix                               |
| Ouest \| Automne \| Période de septembre \| Sacerdoce \| Force (cuirasse et écu) \| Son monogramme                         |

### Sacristies
De part et d’autre de l’abside se trouveront les deux sacristies. D’une hauteur de 35 mètres, avec une coupole à douze faces, elles auront toutes les deux douze rosaces triangulaires par où entrera la lumière extérieure. Celle de l'ouest est déjà achevée, tandis que la construction de son pendant n'a pas encore débuté.

### Chapelle de l'Assomption
D’après les maquettes, la chapelle de l’Assomption est orientée vers le nord-ouest. Elle est située au pied de l’abside au milieu du cloître reliant la façade de la Nativité et la façade de la Passion. De plan carré elle possède deux entrées directes depuis la rue ainsi que deux ouvertures latérales sur le cloître dont elle assure la continuité. Comme pour la section du cloître dont elle fait partie, les travaux de la chapelle de l’Assomption n’ont pas encore commencé. Sa construction est prévue en 2025.
Les plans prévoient qu’elle soit couverte avec une voûte hyperboloïde et un ciborium de 30 mètres de haut. La coupole représentera la Miséricorde et aura la forme d’un manteau soutenu par quatre anges fixés au pinacle. Elle portera l’inscription Salve, Regina, Mater misericordiæ. La chapelle aura la forme d’un linceul de pierre, évoquant le linceul avec lequel est faite la procession de la Vierge d’août de la cathédrale Sainte-Marie de Gérone. Gaudí s’est inspiré de l’œuvre de Luis Bonifaç du siège épiscopal de cette ville. Il en a reproduit des détails comme des rideaux, la couronne, les piliers et les anges.
À l’intérieur, la coupole de la chapelle sera ornée de la sainte Trinité. Sur la galerie figureront douze anges correspondant aux douze étoiles de la couronne de la Vierge ainsi que les fruits de l’Esprit saint. Au bas de la galerie seront représentées la mort de la Vierge, celle de saint Joseph, la présentation de Marie au Temple par saint Joachim, sainte Anne et les noces de Cana. Les portails recevront les saints barcelonais saint Roch et saint Joseph Oriol.

### Baptistère
Le baptistère sera situé à gauche de la Façade de la Gloire, il sera un peu plus haut que les sacristies et sera identique à son pendant la Chapelle du sacrement, il sera entouré au sud et à l'ouest par une partie du cloître. Les fondations ont débuté en mai 2021.

### Chapelle du sacrement
La chapelle du Sacrement sera un bâtiment destiné aux pénitents, avec les confessionnaux et les vertus théologales : Foi, Espérance, et Charité. Elle sera située à droite de la Façade de la Gloire. Elle sera entourée à l'est et au sud par une partie du cloître. En attendant cette construction, les confessionnaux déjà livrés sont actuellement installés dans les transepts.
Penitencia est le nom que Gaudi avait noté sur son plan d'ensemble, mais Chapelle du Sacrement (ou des Sacrements) apparait sur la plupart des documents récents.

### Écoles
Des écoles ont été construites par Gaudi, puis détruites et incendiées pendant la guerre civile. Le bâtiment a été reconstruit à l'identique en 2002, un peu plus loin, aux abords de l’intersection des rues Sardenya et Mallorca près de la façade de la Passion et accueille une partie des collections du musée.

### Musée

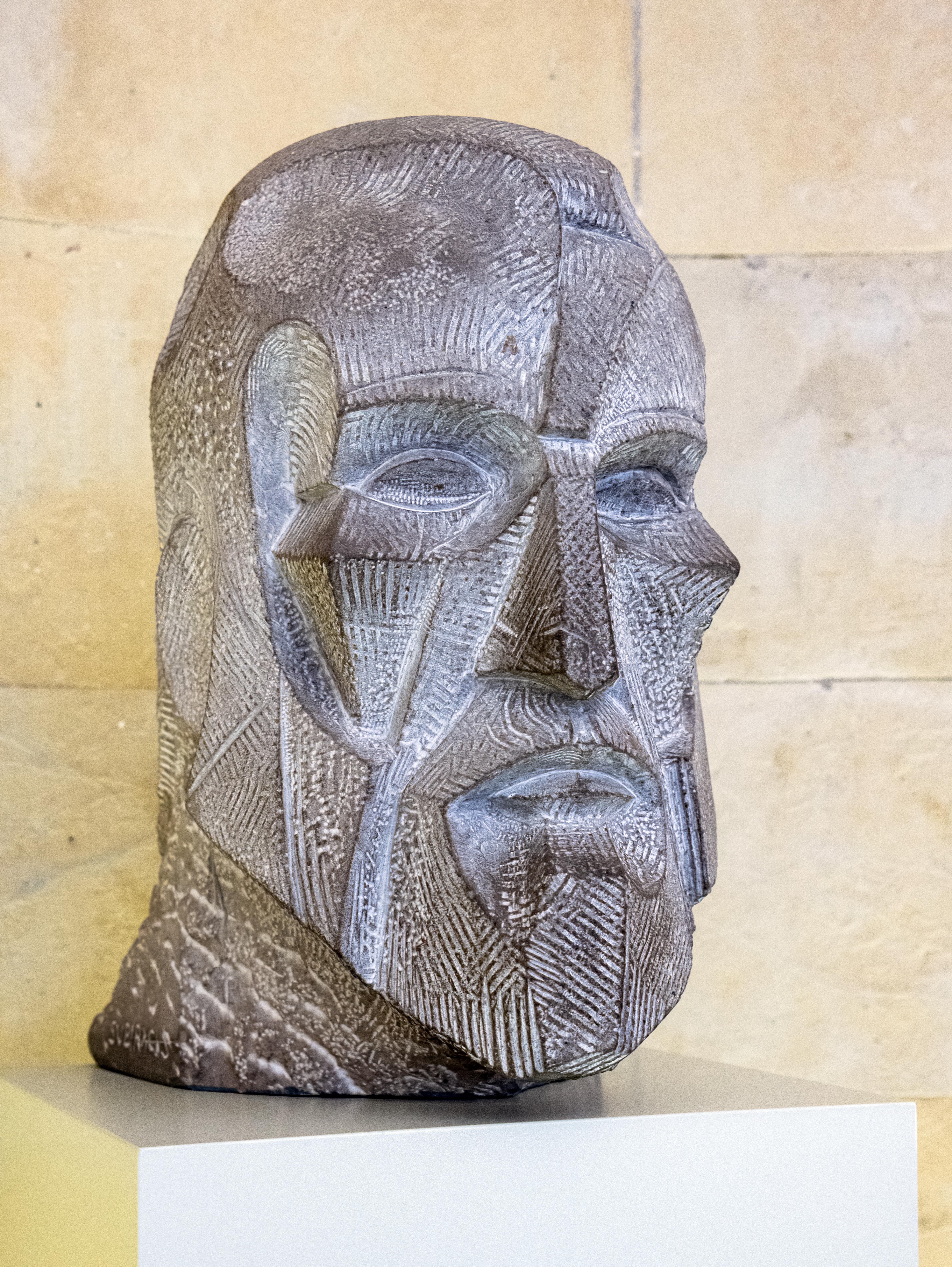
Antoni Gaudi par Josep Subirachs 1989

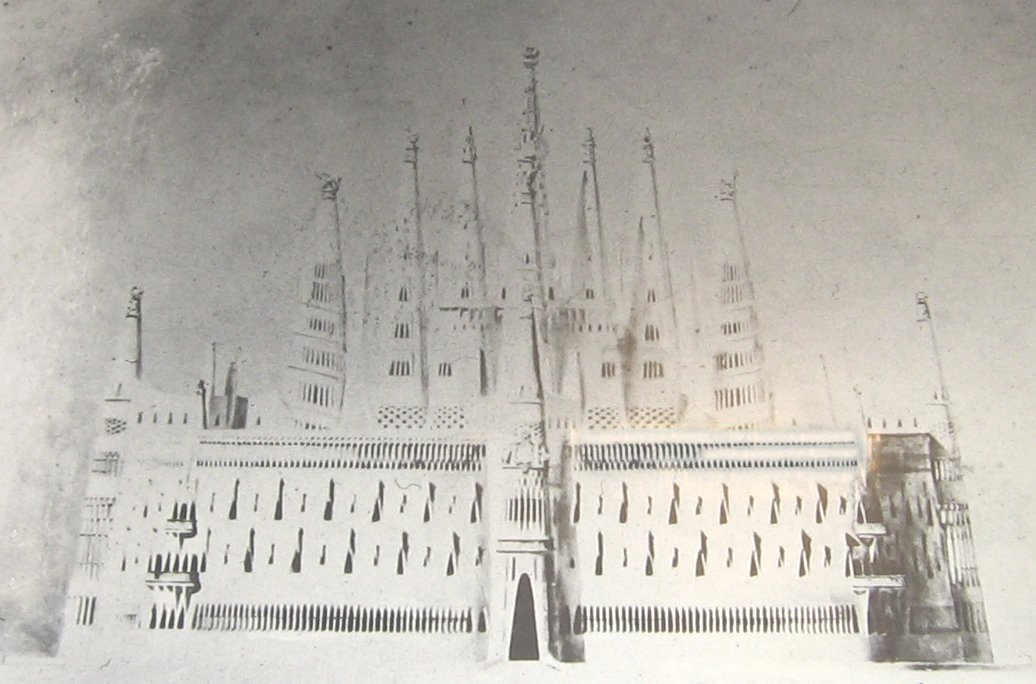
Projet pour Tanger réutilisé par Gaudí pour le Temple.

La Sagrada Família dispose depuis 1961 d’un espace utilisé comme musée. Il est situé dans le souterrain du temple, sous la croisée du transept, où se situaient précédemment les ateliers de l’édifice. Le musée a été agrandi en réutilisant l’espace libéré par les écoles de la Sagrada Família.
Le musée expose des maquettes, des plans, des dessins anciens et originaux, des photographies sur l’évolution des travaux, ainsi que des outils destinés aux études préparatoires conçus par Gaudí, dont les cordelettes lestées de petits sacs utilisés pour la crypte de la Colonie Güell. On y trouve enfin des maquettes des sculptures de la façade de la Passion de Josep Maria Subirachs i Sitjar.
Le visiteur peut également visionner un film montrant les diverses relations du temple avec son environnement et retraçant l’évolution des travaux dans le temps.

## Implantation dans la ville et environnement
Une étude du maître de 1916 détaille les concepts d’un escalier souterrain passant sous la rue Majorca représentant l’Enfer. L’étude prévoit une décoration à base de démons, d’idoles, de faux dieux, d’hérésies, etc. Il est prévu des chapelles munies de deux portes et donnant directement sous le portail principal. Une porte est orientée vers l’intérieur et l’autre vers le cloître. L’iconographie envisagée est inspirée du verset « au travers de la Rédemption jusqu’à la Gloire ».[réf. nécessaire]

### Place de l'Estelada

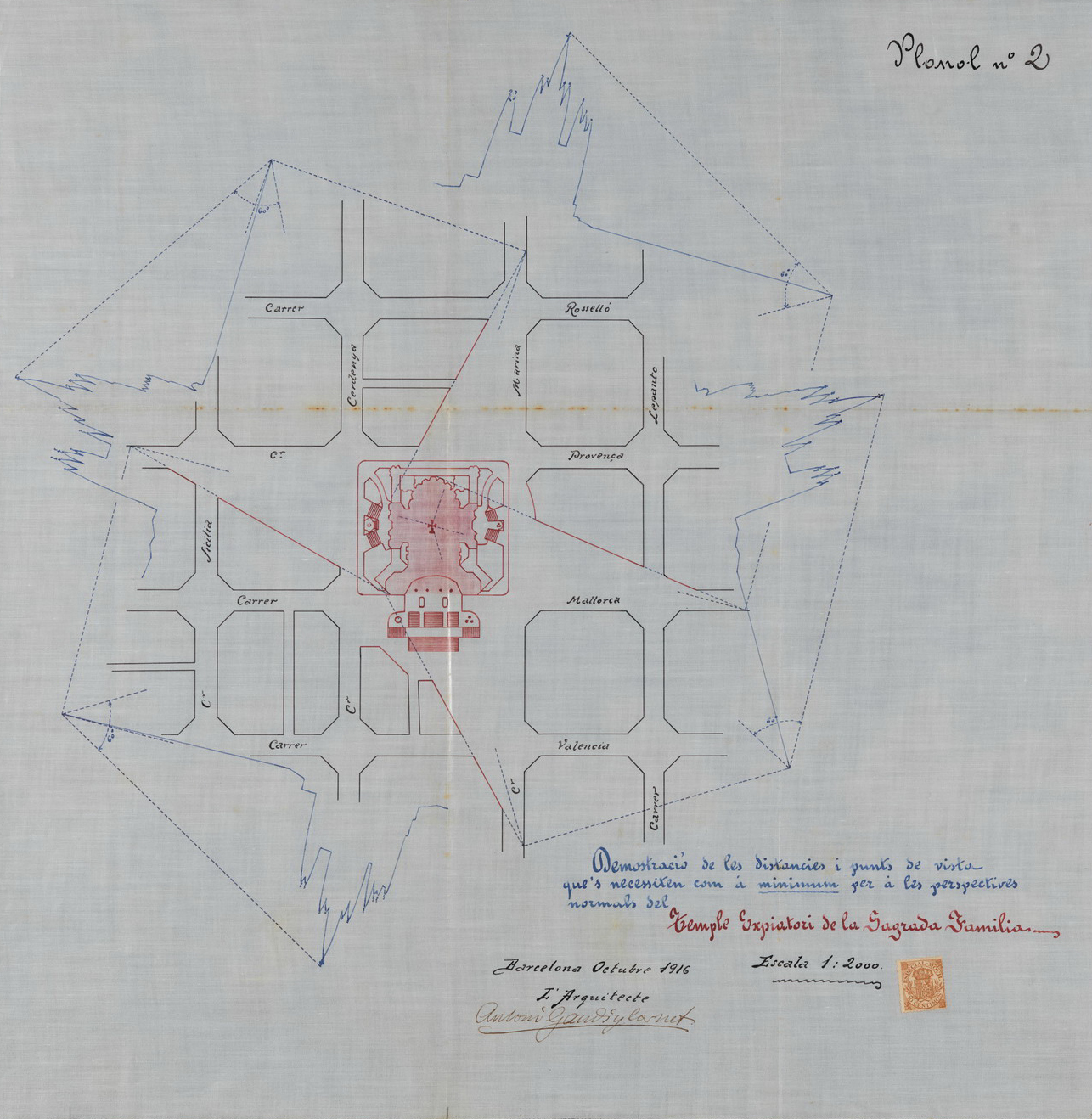
Projet de la place de l’Estelada pour la Sagrada Família (1916).

Un des points qui a suscité la plus grande des controverses au sujet de la Sagrada Família reste son implantation urbaine dans Barcelone. Quand les travaux débutent, le site se trouve sur des terrains vagues mais l’église est rapidement rattrapée par l’urbanisation de la ville.
En 1902, la Veu de Catalunya publie un dessin du temple réalisé par Joan Rubió i Bellver, collaborateur de Gaudí dont le nom est Le rêve réalisé. Ce dessin sera complété par la présentation au Grand Palais de Paris du 15 avril 1910 au 30 juin 1910, d’une maquette polychrome à l’échelle 1:25 de la façade de la Nativité ainsi que de dessins de la Place de l’Estelada que Gaudí avait proposée à la mairie de Barcelone. Son projet montre les distances nécessaires pour obtenir une bonne vue du temple avec un angle de 30 degrés horizontalement et verticalement, et ainsi pouvoir voir les deux façades à la fois. Sa proposition n’a pas été acceptée.
En 1905, Gaudí propose un projet pour englober la Sagrada Família dans le Plan Jaussely — le plan d’aménagement des quartiers nord et est de Barcelone conçu pour organiser et contenir la croissance de la ville. Gaudí dessine alors un schéma mettant son église catholique au centre d’une place en étoile octogonale plantée d’arbres. Cette organisation donne un recul suffisant pour apprécier le temple dans son intégralité. Cependant, en raison du coût des terrains, le projet est réduit à une étoile à quatre branches.
Les archives municipales conservent des plans de 1916 présentés par Gaudí lors des débats du conseil municipal portant sur l’aménagement des alentours du temple. L’aménagement final ne retient aucune des propositions de l’architecte.
Cependant, le plan de Gaudí n’est pas complètement oublié. En 1975, la mairie de Barcelone réalise une étude urbaine qui prévoit une zone en forme de croix autour de la Sagrada Família, avec quatre places aménagées en parcs. Seulement deux de ces places ont été aménagées et la création des deux nouvelles suppose la démolition de nombreux bâtiments. Le projet est reporté sine die.
En 1981, la place Gaudí, en face de la Sagrada Família est aménagée avec un projet de jardins de Nicolau Maria Rubió i Tudurí. Le bassin du jardin est conçu pour refléter le temple.

### Parvis de la façade de la Gloire
La situation actuelle pose problème, si les bâtiments au sud de la basilique sont conservés, la façade de la Gloire se trouverait proche d'eux et la vue serait réduite sur ce qui doit être la façade principale. Le grand nombre de visiteurs pose un problème de stationnement. Plusieurs solutions sont envisagées, destruction totale de deux pâtés de maisons, Gaudi voulait qu'on puisse admirer l'édifice de tous côtés, avec création de jardins, gradins, fontaines et statues animées ; cette option nécessiterait l'expulsion de 3 000 habitants et de magasins. Des solutions moins radicales existent, percement d'une avenue de 60 mètres de large sur un ou sur deux pâtés de maisons. Pour que la basilique puisse avoir une entrée adéquate, la rue de Majorque, axe majeur de la ville, devrait être enterrée ; le niveau de la dalle sur le parvis étant plus haut que celui de la rue et il n'y aurait pas besoin de creuser, il faudrait simplement la recouvrir. La décision devait être proposée en mai 2023, mais risque de prendre beaucoup plus de temps. 

## Principaux collaborateurs

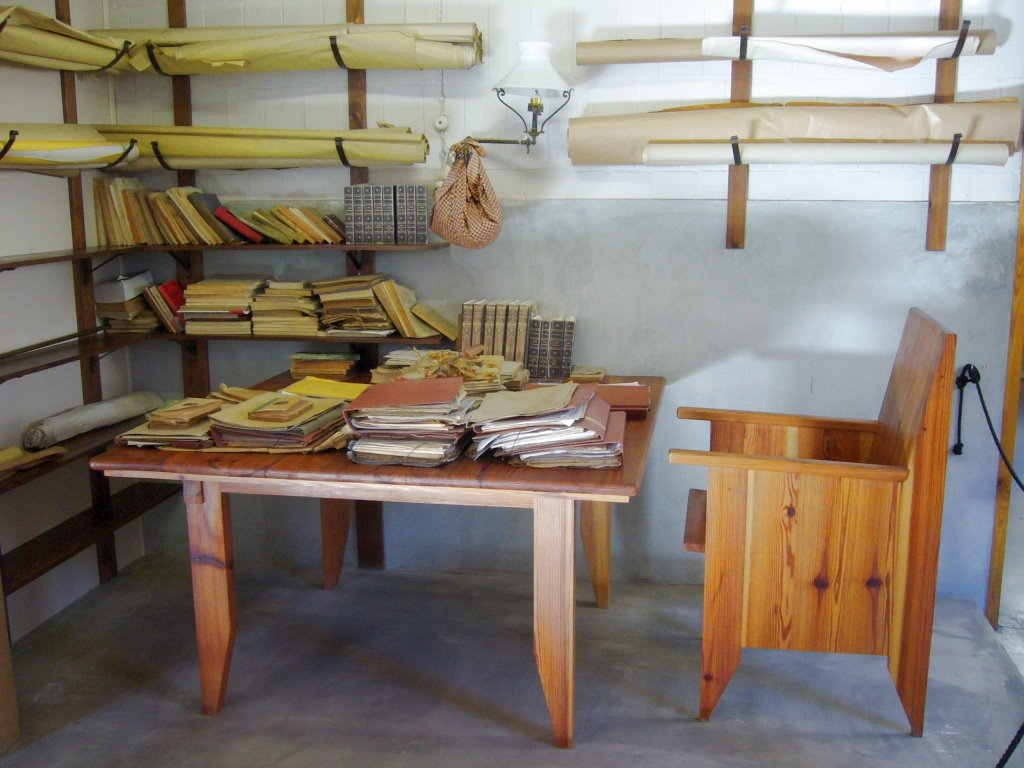
Reproduction de l’atelier de Gaudí à la Sagrada Família, détruit en 1936 et reproduit d’après photographies.

À l’époque de Gaudí, de nombreux architectes, disciples et aides ont collaboré au projet. C’est le cas de Francesc Berenguer, Josep Maria Pujol, Josep Francesc Ràfols, Cesar Martinell, Joan Bergos, Francesc Folguera, Josep Canaleta et Joan Rubio. À la mort du maître, c’est un autre de ses disciples qui s’est chargé des travaux, Domenec Sugrañes. C’est lui qui termine la construction des trois tours de la façade de la Nativité qui étaient alors inachevées.
Après une période d’interruption des travaux, ceux-ci ont repris en 1944 sous la direction de Francesc Paula Quintana, Isidre Puig et Boada, Luis Bonet et Gar, et Francesc Cardoner qui a assumé cette charge jusqu’en 1983. Cette équipe s’est essentiellement chargée de la construction de la façade de la Passion, en suivant les plans et les maquettes laissés par Gaudí, en proposant de continuer l’œuvre de la manière la plus fidèle possible au style personnel et unique du maître.
Finalement, en 1985, le directeur des travaux devient Jordi Bonet i Armengo. Il a à sa charge une équipe où figurent Carles Buxadé, Joan Margarit et Jordi Faulí i Oller. Cette équipe se charge principalement de voûter la nef et ses collatéraux. Encore une fois, elle a suivi les indications de Gaudí, bien qu’elle ait apporté de petites innovations, essentiellement dans l’usage de nouveaux matériaux comme le béton, l’usage de la CAO, les projections en 3D et les impressions 3D pour les maquettes.
Au cours du chantier, les architectes dirigeant les travaux furent :
- 1882-1883 : Francisco de Paula del Villar y Lozano ;
- 1883-1926 : Antoni Gaudí i Cornet ;
- 1926-1936 : Domènec Sugrañes i Gras ;
- 1939-1966 : Francesc de Paula Quintana i Vidal (es) ;
- 1966-1974 : Isidre Puig i Boada (es) ;
- 1971-1983 : Lluís Bonet i Garí ;
- 1983-1985 : Francesc Cardoner i Blanch (es) ;
- 1985-2012 : Jordi Bonet i Armengol ;
- 2012- : Jordi Faulí i Oller (es).

## Visiteurs

### Accès
Les visiteurs peuvent accéder à la nef, à la crypte, au musée, à la boutique, aux tours de la Passion et de la Nativité. L'entrée des tours nécessite une réservation et l'achat préalable d'un billet. L'accès n'est possible que par ascenseur avec une courte marche pour les dernières marches et pour le pont reliant les tours. La descente se fait par un escalier en colimaçon très étroit de plus de 300 marches ; une mise en garde est affichée pour les personnes souffrant de problèmes de santé.
L'achat de billets en ligne est disponible. Il existe aussi un service permettant aux visiteurs d'acheter un code d'entrée soit dans les kiosques Servicaixa ATM. Pendant la haute saison, de mai à octobre, une attente de réservation de plusieurs jours est courante.

### Messes
Le diocèse de Barcelona tient une messe internationale, les dimanches et les jours de fête catholiques :
- dates et horaires : dimanches et jours de fête, 9 h 0 ;
- l'entrée est gratuite, mais les places sont limitées ;
- les visiteurs doivent être habillés correctement et avoir un comportement respectueux[114].

## Culture populaire
La Sagrada Família est également connue sous le nom de « Cathédrale des pauvres » du nom d’une toile homonyme de Joaquim Mir. Salvador Dalí considérait que « l’on devrait confier l’achèvement du temple aux chauffeurs de tramway à titre expiatoire », Gaudí ayant été renversé par un tramway. Le peintre provençal Vincent Roux, a rendu hommage à ce somptueux bâtiment lorsqu'en juillet 1990 il expose pour la première fois une toile vivante et colorée de 3 mètres de haut à la fondation Vasarely illustrant l'Espagne dans ce qu'il appelle « l'Europe des 13 ».
Le temple apparaît dans plusieurs séries télévisées futuristes ou de science-fiction. La « tour de l’espace-temps » du film Pokémon : L’Ascension de Darkrai est inspirée des campaniles de cette église. Dans le 41e épisode de la série espagnole les Trois Petites Sœurs, King Kong s’échappe de Barcelone par les tours de la Sagrada Família comme il le fait de l’Empire State Building à New York dans le film homonyme. Enfin, dans la série d’animation japonaise Trinity Blood, le temple apparaît terminé et on y trouve une arme secrète mise au point par l’ordre de la Rose-Croix. La façade de la nativité apparaît en construction dans la 43e nuit du manga D.Gray-man, lorsque Daisya Barry s'en sert comme point de repère.
La Sagrada Família fait également l’objet d’hommages musicaux. Le groupe britannique de rock progressif The Alan Parsons Project dédie une chanson au monument en 1987 dans le disque conceptuel Gaudí, qui rend hommage à la vie et à l’œuvre de l’architecte. Suivant la même démarche, le groupe barcelonais Pyramid dédie son disque Gaudí’s legacy au maître et fait de nombreuses références à la Sagrada Família.
En 1994, l'album Come de Prince comprend trois photos (la pochette et à l'intérieur du livret) qui ont été prises de nuit devant certaines façades de la basilique.
Enfin, l’église est souvent citée dans des romans à succès se déroulant à Barcelone tels que Le Jeu de l'ange ((es) Carlos Ruiz Zafón, El juego del ángel (ISBN 978-2221111697)) ou Origine ((en) Dan Brown, Origin (ISBN 978-2709659802)).

## Controverses sur les sculptures
Lors de leur installation sur la façade de la Passion, les sculptures de Josep Maria Subirachs déclenchent des polémiques en raison de leur fort contraste stylistique avec les statues naturalistes-réalistes de la façade de la Nativité. Certains affirment qu’il faut respecter le style de la seule façade réalisée par Gaudí, d'autres rétorquent que les deux façades ont des symboliques opposées : naissance et mort.

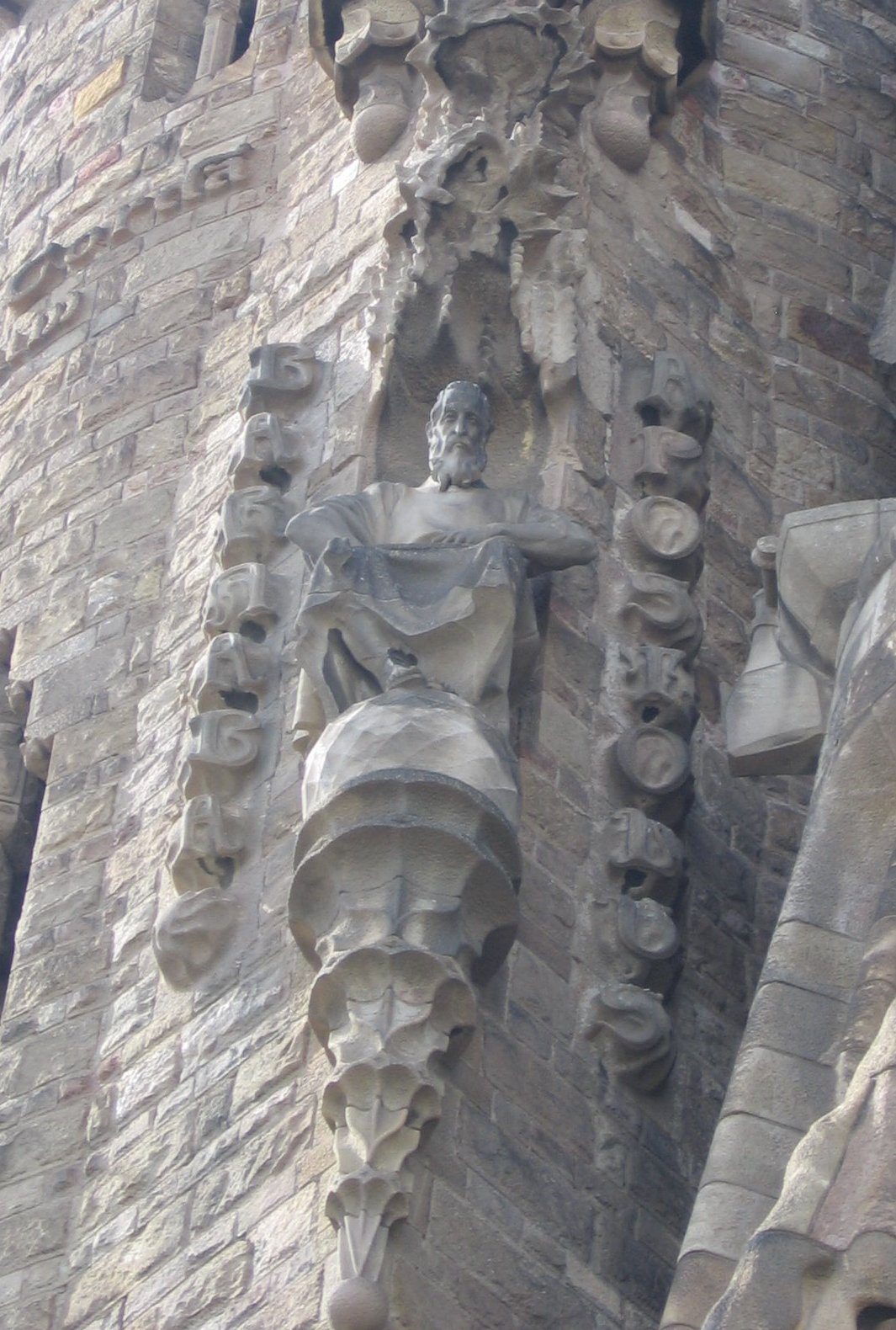
Saint Barnabé sur la façade de la Nativité.
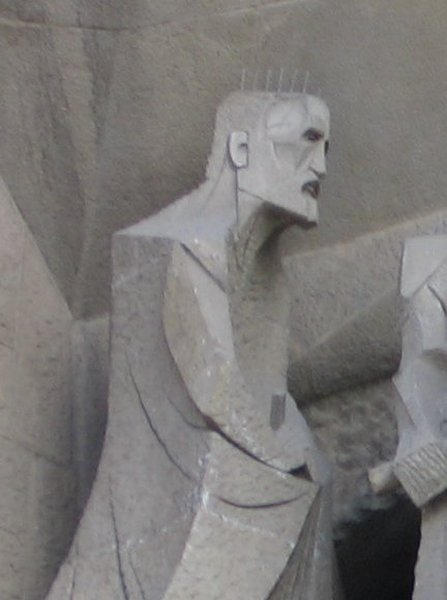
La statue de Gaudí dans le Corpus Christi, par Josep Maria Subirachs.

## Construction d'une ligne à grande vitesse
Le ministère de l’aménagement du territoire du gouvernement espagnol a projeté la construction d’un tunnel par la rue Majorque, juste sous la zone sur laquelle s’élève la façade principale de l’édifice. Ce tunnel sert à la ligne nouvelle Barcelone - France. Bien que le ministère assure que le projet ne présente aucun risque pour la structure du temple, des experts universitaires de différentes disciplines, le Patronat de la Sagrada Família, le Collectif pour un bon tracé du TGV et la plate-forme des riverains AVE pel litoral s’opposaient au projet.
La défiance envers le projet s’est développée après l’effondrement du quartier du Carmel, lors de la construction d’une ligne de métro.
Cependant, de récentes études d’un collège de géologues de Catalogne concluent que les travaux ne présentent pour le temple qu'un risque très limité.
De plus le creusement du tunnel s'est déroulé sans incident.

## Protection
La Sagrada Família fait l’objet d’un classement en Espagne au titre de bien d'intérêt culturel depuis le 24 juillet 1969.
Sa crypte est classée sur la liste du patrimoine mondial de l’UNESCO, au titre des œuvres de Gaudí.

## Documentaires
- 2012, Gaudi, le mystère de la Sagrada Familia de Stefan Haupt[125].
- 2022 : Sagrada Familia, le défi de Gaudí de Marc Jampolsky[126].

### Traduction
- (ca) Cet article est partiellement ou en totalité issu de l’article de Wikipédia en catalan intitulé « Temple Expiatori de la Sagrada Família » (voir la liste des auteurs).